# 七大罪角色列表
七大罪角色列表是日本漫畫《七大罪》裡的登場角色的概覽。
所有的人物、物件、招式名稱，部分按照原作漫畫東立出版社的中文版單行本譯名，部份則按照日文原文的直譯。

## 主要人物
梅里奧達斯（Meliodas，聲：梶裕貴（日本）；錢欣郁（台灣）；張振熙（香港）／舞台劇演員：納谷健）
| 身高  | 體重 | 生日    | 血型 | 慣用手 | 種族   | 年齡                              |
| ----- | ---- | ------- | ---- | ------ | ------ | --------------------------------- |
| 152cm | 50kg | 7月25日 | B型  | 左手   | 魔神族 | 3000歳以上→煉獄歸來後：4000歲以上 |

鬥級：3370→ 魔神化：4400→ 修煉取回力量後：32500→ 取回力量後魔神化：56000→ 復活後：60000 → 復活後魔神化:90000 → 殲滅模式：142000→魔神王附身狀態：推測777000→魔神王狀態：推測900000+。
本作男主角。移動型酒館〈豬帽亭〉的店主，〈七大罪〉的團長，〈憤怒之罪〉的梅里奧達斯。紋身為「龍」，位於左臂上臂處。通緝令的容貌是個略長鬍子的成熟男性，實際上是個外貌約12歲身穿黑白色男性店員服的少年。料理手藝毁滅性的差但是外觀卻看不出異狀（因此最後只能落為霍克的大餐），在劇場版中就算經過班的料理訓練後做出來的蘋果派依然能夠讓白天時期的艾斯卡諾吐得眾人滿身都是。興趣是收集麥酒，最喜歡喝巴拿村的麥酒。酒量在〈七大罪〉里和瑪琳並列最好。喜歡的料理是麥酒燉豬肉。在聖騎士時代的階級為「金剛」。
特徵是蓬鬆的金色短髮和綠瞳，頭上兩根呆毛尤為明顯。性格很隨意，口氣和態度總是裝糊塗，對於任何危機都能冷靜的面對，内心時刻防備，讓他人無法判讀(例如伊蓮恩的讀心和多羅爾的魔眼對他都無效)。因對他人經歷和種族的無差別對待而受到其團員的信賴。
十六年前是已滅亡的達那弗爾王國的聖騎士長，有一戀人麗茲但被解開女神族封印的弗勞德林等魔神族襲擊下遭到殺害，因承受不住憤怒使得本身的黑暗魔力完全暴走而毀滅了整個王國，留下一個巨大無比的深穴。後來帶著轉世的 麗茲 一起投奔里歐涅斯王國，作為伊麗莎白的專屬聖騎士留在身邊。接到巴爾特拉王千里眼預知關於七位大罪人成為王國的守護者的任務，組織七大罪準備「大罪伐戒」。
十年前〈七大罪〉「叛國」事件發生那一天，〈七大罪〉全员被传召到萨拉托拉斯尸体所在的古堡，随即被诬陷杀死了前圣骑士长萨拉托拉斯并被全王国圣骑士包围，只好暂时藏身于古堡作为据点。但是这时候，伊丽莎白（6岁）因为担心过来找梅里奧達斯并被圣骑士长的尸体所吓到。接着由于圣骑士们突然对城堡发动进攻，城堡发生晃动，伊丽莎白的头部撞击受伤昏倒。这时候，玛琳首先提出各自分头逃跑，并用「瞬间移动」送走了班等其余五人离开。但梅里奧達斯见状抑制不了怒气，差点失控进入了「歼灭模式」，玛琳只好出手阻止，抽走了他的力量并让他昏迷。随后把他送走到远离里欧涅丝南方某处（随后经过就是结识了霍克和霍克妈妈，准备开设〈猪帽子亭〉）。但在这之后伊丽莎白失去了所有关于〈七大罪〉的记忆。實際身分為魔神族，魔神王的長子，〈十戒〉的前任統领者，最上位魔神錢德勒的徒弟，賽多里斯和艾斯塔洛薩的哥哥，同時也是下任魔神王的候选人（本人其实百般不情愿）。
据271话梅里奧達斯的感情回忆「过去认为和女神族的战斗很无聊，但作为当时的魔神族领袖既让人害怕又崇敬必须持续战斗下去。直至遇见伊丽莎白（女神族）才开始彻底改变，有重要的人多么喜悦以及想要保护对方的心情。后来与伊丽莎白发誓结束这些无谓的战爭（魔神与女神或其他种族）于是背叛了魔神族。但却不知道这成为引发圣战的契机。」
在三千年前殺害了原本负责处死女神族俘虏的兩名〈十戒〉同胞以及带着俘虏们一起逃离魔界，並为了女神族的伊麗莎白加入了〈光之聖痕〉背叛了魔神族。據艾斯塔洛薩所稱此舉動引發了魔神族與女神族力量平衡破裂，導致往後女神族带领女神、巨人、妖精、人类種族聯合一致殲滅魔神族，聖戰期間站在〈光之聖痕〉的陣營上共同對抗魔神族。對戰魔神王、最高神過程中死亡但是后来醒过来，原本伤痕累累的身体完全复原但是发现伊丽莎白死亡而悲慟不已。也不知道在他失去意识这段期间聖戰結束並成功封印了魔神族的同胞。後來從復活過來恢復記憶的伊丽莎白口中得知是被她的母親最高神與自己的父親魔神王施下「永远的生命」的詛咒，「當梅里奧達斯的肉體死亡後靈魂墜入煉獄，要復活的條件就是把所有感情獻給同樣身處煉獄的魔神王作為過路費。」，其後肉體便不再变老成了真正意義上的不死。與同樣被詛咒的伊麗莎白約定「互相解除對方的詛咒」，踏上了長達三千年的漫长旅程。三千年前間做過傭兵、獵人、聖騎士、酒馆的店长等。
306话成功遵守了约定，成为魔神王解除了双神施加在两人身上的诅咒，结束了与伊丽莎白约定的三千年漫长旅程。由于是逃出炼狱过程中获得的这份力量，推测与梅里奧達斯真正的魔力有关。在十年前的王國逃亡事件後，為了尋找團員而開設〈豬帽亭〉到處流浪，其後與同樣尋找〈七大罪〉成員的伊麗莎白相遇並共同行動。在之後的王城／伊麗莎白奪還事件中，奮戰並粉碎事件表面主謀的韓德利克森的野心，但在實際主謀都雷法斯的陰謀下，導致魔神王直屬的精鋭部隊〈十戒〉得以復活。其後在與「真實」的迦蘭的交戰中，遭對方單方面壓制，據迦蘭所述，梅里奧達斯的實力比三千年前弱了許多,為了與〈十戒〉抗衡而來到德魯伊的聖地進行試煉，最後完全支配憤怒並取回力量，其後能夠反壓制當時鬪級26000的迦蘭。通过大胆的举动挑衅，目的是让十戒分开行动，逐个击破或者两个一组后打败。然后开始提议寻找艾斯卡诺。 在大打架祭迷宫中，与亚瑟一组并找到班久别重逢。与班一起制造通向迷宫最深处的通路。與〈十戒〉成员「忍耐」多罗尔和「安息」葛罗基西尼亚认识并且以前是战友。与班一组参与战斗之后轻松获胜。在艾斯卡诺出其不意的反击下，开始讨伐真正的目标对象——〈十戒〉成员并进入魔神化战斗。起初占据上风，直到后来〈十诫〉成员集结。與〈十戒〉全員（缺少 迦蘭）的戰鬥中，身中「敬神」和「慈愛」戒禁以及古雷罗德咒缚怨锁等不利影响，最终被艾斯塔洛薩以七把"反逆劍"刺穿七個心臟後被打倒，一個月後在「永远的生命」的詛咒下復活，救下伊丽莎白，击退德里艾利和蒙斯皮拖但感情也因此被侵蝕，略顯以前身為魔神族殘忍的性格，其後擊殺了當時襲擊里歐涅絲王城的弗勞德林。
217话以〈七大罪〉七项规矩其四「所有团员全力协助同伴脱离危机」率领全员捉住目睹「心之魔法」后逃走的哥塞尔。224话提及自己与伊丽莎白身陷「诅咒」由来的原因以及自己与伊丽莎白最初约定「解除相互诅咒」而展开长达三千年漫长之旅的目的——解除「永远的生命」和「永恒的轮迴」。解开诅咒需要魔神王或最高神的力量，要不就是足以跟他们匹敌的力量。為了解救卡梅洛王國而去往要塞都市柯蘭德破坏次元的扭曲時，被「信仰」的梅拉斯丘拉利用陷阱關在「暗澹的繭」中，因全力掙脫而爆發了全部力量，個性和力量完全回歸三千年前的狀態，自身進入了〈十誡〉統率者時代的「殲滅模式」，記憶也回到〈十誡〉時期。實力強度輕鬆壓制鬪級高達114000的艾斯卡諾，之後被進入「天上天下唯我獨尊」的艾斯卡諾以一招「聖劍 艾斯卡諾」劈成重傷後昏迷。
在以前的劍術師傅錢德勒的追擊時下甦醒後恢復身為〈七大罪〉「憤怒之罪」的記憶，當場宣布解散〈七大罪〉，該時間點上梅里奧達斯對伊麗莎白的「感情」已所剩無幾，自身只是依循著與伊麗莎白的約定而行動。現在與兩位弟弟賽多里斯和艾斯塔洛薩合作，要求他們回收〈十誡〉所持有的戒禁以獲得魔神王的力量並繼任魔神王之位。現在人在卡梅洛城內以張開黑色球狀結界，以繭形態開始毫無排斥反應持續吸收現階段所收集的五種戒禁，大概要用半天時間。 期間被瑪琳施以禁咒"時間之棺"同時吸收被馬埃勒排出的四個戒禁和梅拉斯丘拉持有的「信仰」。299話最後吸收完所有戒禁，以繼任魔神王的姿態覺醒出現在七大罪團員與伊麗莎白面前。 然而實際出現的卻是附身在兒子身上復活的魔神王，並以絕對實力將場間眾人打至重傷，與從煉獄回來的班對質戰鬥。
感情部分一度被父親——魔神王囚禁在煉獄，後來在煉獄重遇尋找自己而來的班。在瓦爾德的幫助下，成功與班逃離了煉獄，並斬斷了魔神王的右手。 之後301話順利回到自己身體裡面，但是身體已經被 魔神王 佔據，為了拿回身體的主控權與之在精神世界展開戰鬥。 被魔神王告知，由於其本身真正的魔力已經覺醒，即使奪回身體但留在現世的時間已經不足一天。因為不知道外面發生的情況差點讓被魔神王欺騙伊麗莎白早已被殺死。後來因〈七大罪〉成員（班除外）和伊麗莎白進入精神世界與之團聚和鼓舞，戰況逆轉呈現一面倒向梅里奧達斯。最後成功擊敗魔神王回到現世。徹底擊敗魔神王後，以自身覺醒的魔神王之力把魔神王遺下的十個戒禁徹底摧毀。最終回裡，和伊麗莎白結婚並繼承里昂妮絲的王位。十年後和伊麗莎白育有一子崔斯坦。
在外傳『愛丁堡的吸血鬼』（故事開始的12年前）中，受命與〈七大罪〉全員去往愛丁堡城討伐吸血鬼一族中，分開行動時遇見弟弟賽多里斯的戀人——吸血鬼王族的葛爾妲，對方要求自己殺死對方，最終自己卻選擇了再度封印對方。在309話中再度解開對方封印使恢復自由。故事開端時以「永闇之棺」偽裝成的斷刃作為武器，在打架祭中被海爾布萊姆奪走。以前因為力量太過強大，心中定下了不殺人的誓言，因此不使用殺傷性武器，但因不想再失去重要之人而打破誓言，其後改為使用里茲遺物的短劍，而在之後對陣巨獸阿爾比恩時因短劍損毁而無法使用。在瑪琳的歸還後拿回了昔日所使用的神器「魔劍 失落的災厄」。
初期以劍術 +「全反擊」作為基礎戰術，在危急情況下才動用魔神之力，但不能完全制御其力量，之後在德魯伊的聖地經試煉後完全克服這難處，往後的戰術變成了以魔神之力+魔力的複合戰術為主。
罪狀『因為〈憤怒〉失去理智毀掉了「達那弗爾王國」』
16年前身任達那弗爾王國聖騎士長時王城受魔神弗勞德林襲擊，在交戰中戀人里茲因此喪命，後來因憤怒導致魔神之力暴走最後失去理智毀掉了王國。
戒禁：「慈愛」→ 無 →「敬神」、「無慾」、「不殺」、「安息」、「忍耐」→ 所有十大戒禁 → 無
神器： 「魔劍 失落災厄」
外表為刀身上有五個圓孔的短刀，刻有龍的圖案。十年前因開設〈豬帽亭〉的資金所需被梅里奧達斯賣了，其後被瑪琳購回，在對戰巨獸阿爾比恩時歸還。
《七大罪劇場版 受光詛咒者》中提及神器「魔劍 失落的災厄」是由巨人之名匠 達布茲製作。
| 神器解放     | 效果 |
| ------------ | --- |
| 「實像分身」 | 能製造出使用者鬪級總量一半的實體分身，分身體越多每一個體的鬪級就越小[18]，但在配合上「全反擊」（魔力消耗量幾乎為0）時是一件很適合的神器。 |
| 招式名稱         | 說明 |
| ---------------- | --- |
| 合技"金屬・粉碎" | 黛安娜用"雙拳"封鎖住對手的行動，再由梅里奧達斯放出強力的攻擊。 |
| 合技"七大罪"     | 班使出死亡放逐、金恩使出光華、黛安娜使出千之礫、哥塞爾使出大停電之箭、瑪琳使出殲滅之光、艾斯卡諾使出無慈悲的太陽，再配合梅里奧達斯發動神器能力"實像分身"製造出6位分身後全部使用全反擊將魔力反彈朝向自己後再使用全反擊將七大罪全員魔力集中後彈回的組合攻擊。 |
| 合技"神噬"       | 將伊麗莎白的聖櫃賦予到梅里奧達斯的神千斬上。顧名思義，是用來斬殺‘神’的攻擊。 |
| 合技"不共戴天"   | 讓七大罪所有人的魔力合而為一，用全反擊持續反彈增強，直到威力足以讓神灰飛煙滅。 |
| 合技"闇黑之處刑" | 賽多里斯使出兇咒縛封鎖住對手的行動，再由梅里奧達斯使出神千斬來斬擊對手。 |
| 合技"弒殺暴君"   | 梅利奧達斯和賽多里斯匯聚大量「黑暗」在武器上並斬出強烈的弒神一擊，威力足以讓神灰飛煙滅。 |
魔力：「全反擊」
由錢德勒所教授。加倍反彈朝向自己的魔力攻擊。「全反擊」是由錢德勒所傳授的「技能」，並非自身魔力。
| 招式名稱   | 說明                                                                                             |
| ---------- | ------------------------------------------------------------------------------------------------ |
| "全反擊"   | 加倍反彈一切朝向自己的魔力攻擊。使用時必需手持用具當作媒介（如木棒、劍等）。                     |
| "反擊消亡" | 「全反擊」的衍生技，消除一切朝向自己的魔力攻擊。                                                 |
| "復仇反擊" | 究極技。在解除魔力的狀態下，把在期間承受到的魔力攻擊蓄積並儲存下來，最後一口氣釋放出來的必殺技。 |
魔力：「黑暗」
魔神族的固有魔力。能利用包覆在身上的漆黑線紋作攻擊／防禦／移動用途，受傷時亦有再生的效果。
| 招式名稱     | 說明 |
| ------------ | --- |
| "獄炎"       | 釋放出極大破壞力的煉獄之炎，獄炎在徹底燒毀敵人前絕不會熄滅。算是黑暗之力。能依附在武器上，亦能當作火球投出或作近戰用途。   |
| "付呪・獄炎" | 將煉獄之炎纏繞在武器之上，使每一道斬擊都附帶著黑色業火。                                                                   |
| "神千斬"     | 把鑽研到極點的感覺和魔力連同"獄炎"擊出的全力一擊。 在「殲滅状態」中"獄炎"進階到能纏繞著全身。                              |
| "壓縮黑暗"   | 以模仿金恩的"养份凝聚"为基础，而将「黑暗」压缩成无数的弹丸和团块，加上本身自己的魔力提升，甚至能够贯穿魔神王的肉体和盔甲。 |
| "億萬黑暗"   | 以無數顆被用黑暗凝聚壓縮而成的暗黑子彈貫穿敵人。                                                                           |
| "紫電一閃"   | 超高速的範圍斬擊。 |
| "暗黑星"     | 將「黑暗」匯聚在武器上並斬出強烈的弒神一擊。                                                                               |
原魔力：未知
威力強大，足以瞬間破壞魔神王的手臂，但其餘資訊皆尚未明瞭。
伊麗莎白・里歐涅絲（Elizabeth Liones，聲：雨宮天（日本）；林美秀→薛晴（台灣）；陳雪瑩（香港）／舞台劇演員：梅澤美波）
| 身高  | 體重   | 生日    | 血型 | 慣用手 | 種族           | 年齡         |
| ----- | ------ | ------- | ---- | ------ | -------------- | ------------ |
| 162cm | 秘密！ | 6月12日 | O型  | 右手   | 人類（女神族） | 16歳（今生） |

鬪級：1925→ 恢复记忆后：潜在至少有四大天使等级的實力，推測175000
本作女主角，特征是銀色的长发，用刘海遮住右眼，蓝色的双眼。故事初期身分是里歐涅絲王國第三王女。身上流著森林贤者德鲁伊的血统。也被称为女神的使徒，拥有强大的治愈能力。興趣是手工藝，喜歡的料理是蘋果派。為拯救遭聖騎士所佔據的里歐涅絲王國而開始尋找〈七大罪〉，逃離後成為里歐涅絲王國的追緝對象，最初以四周徘徊的穿着生锈铠甲的幽灵骑士造型與「七大罪」團長梅里奧達斯相遇，隨即一同展開尋找「七大罪」，粉碎圣骑士的野心之旅。在〈豬帽亭〉担任新人店员。
真實身分是一位經歷過許多次转世的女神族（上一世转生为丽茲），為最高神的女兒，梅里奧達斯所爱之人，曾經在魔神族流傳的惡名為「血腥伊麗」。对战最高神、魔神王一战中死亡。被自己的母親最高神與梅里奧達斯的父親魔神王施加「永恒的輪迴」的詛咒，「只要伊麗莎白身为人类每死一次就會轉生一次，還會失去前世的記憶並且一定會與梅里奧達斯相遇並且相愛，而且完全恢復前世記憶之後便會在三天內在梅里奧達斯面前死去。」，（前世已經死過106次）。虽身陷如此狀態让已永生不朽的梅里奧達斯感到痛苦不已，然却在完全恢复记忆后持续与之约定寻求「解除相互的诅咒」的长达三千年的不断转世。306话本想着只要梅里奧達斯能恢复以前，诅咒发动也不在乎，但由于梅里奧達斯遵守了约定——成为了魔神王获得解除诅咒的力量，结果双神施加两人身上的诅咒被梅里奧達斯解除，最终结束了与梅里奧達斯约定的三千年漫长旅程。解除后希望梅里奧達斯继续喜欢着自己。
幼时非常亲近作为专属圣骑士的梅里奧達斯，但在十年前〈七大罪〉“叛国”事件那一天发生的意外，头部受到撞击失去了所有关于〈七大罪〉和萨拉托拉斯被害经过的记忆。實際上与里歐涅絲王國國王并无血缘关系本人對此並沒有相關記憶，自己是養女的事都是從國王那裡听来与养父巴尔特拉王以及姐姐们感情深厚。实际上出身於「達那弗爾」王国，最初是由在梅里奧達斯毀滅達那弗爾後，從已經毀滅的達那弗爾抱出來的。小時候與吉爾桑達、古利亞摩爾等人關係很好，將其當作兄長一般。在很小时发现自己的右眼异于常人后，特地蓄起刘海挡住右眼。拜泽尔打架祭时，因缩小而把衣服借给了戴安娜参加比武大会。祭典被吉拉等人打断时与姐姐贝洛妮卡相遇，见到梅里奧達斯被女神之琥珀封印起来时认为姐姐是坏人而逃走。二人误踏进吉拉设置好的"殺手地雷"。，因贝洛妮卡为保护妹妹而丧命（后证实存活），從贝洛妮卡口中得知自己并非国王的亲生子女的事实。
王国夺回篇时被薇薇安强行带走引发〈七大罪〉夺回王国的开端。与被软禁中的养父国王重新会面后与梅里奧達斯重逢。为保护梅里奧達斯自愿被韩德利克森带走。都雷法斯前来拯救，与韩德利克森交战中被波及受伤，后来梅里奧達斯及时赶到。在众圣骑士与〈七大罪〉对抗灰色魔神化韩德利克森时，因霍克保护自己而被韓德利克森殺死後，體內隱藏的魔力进一步覺醒，並得知自己是擁有治癒魔力，自身的血是解開魔神族封印的鑰匙。其魔力可對魔神族造成皮膚燙傷的現象。不仅治愈了全场圣骑士的伤势和体力（已死的无法复活），魔力还对魔神化后的韩德利克森有灼傷效果（表现为光的魔力）。在梅里奧達斯战胜韩德利克森后，亲自拥抱并治愈了他的伤势。
〈十诫〉复活后，在卡梅洛目睹众人与迦兰一战后，被玛琳提到「亚瑟和伊丽莎白的魔力觉醒为对抗〈十戒〉必不可少」。之后来到德鲁伊的圣地协助梅里奧達斯取回被封印的力量，但是自己的试炼「不及格」。在大・打架祭的迷宫与失忆的戴安娜重逢。参加拜瑟爾打架祭与伊莲恩一组，战胜了马拉奇亚暗杀骑士团成员。之后目睹梅里奧達斯被〈十戒〉残忍杀害感到非常痛苦。一个月后，与霍克一起隐匿在「白梦森林」经营「猪帽子亭」，同时照顾不知何时醒来的梅里奧達斯。直到复活的萨拉托拉斯圣骑士长到访，从梅里奧達斯的记忆中得知自己原来出身自达那弗尔王国。去往里欧涅斯王国路上，面对德里艾利袭击初次觉醒了"聖櫃"——女神族一族的魔力。
219话被戴安娜告知“三千年前遇到跟梅里奧達斯在一起的与自己长得一模一样”的另一个「伊丽莎白」，因而产生疑问（同时与丽兹联系在一起）。221话，替玛琳治疗介入黑暗的魔力时见到「十诫」賽多里斯，得知伊丽莎白所受的「诅咒」，希望能够找回前世的记忆。223话在戴安娜的支持慫恿下逐渐恢復前世的記憶（力量也逐渐恢复），一旦记忆全部恢复伊丽莎白就会在三天内死去。
在要塞都市柯蘭德中，幫助戴安娜超渡柯蘭德城的所有懷有怨念的人民的靈魂，迎战梅拉斯丘拉时恢复女神之力的伊丽莎白使用"镇静"把梅拉斯丘拉体内长年积累的瘴气净化得一干二净，使之变回了原本的姿态而失去力量。被欲成為魔神王的梅里奧達斯帶往〈十誡〉根據地——卡梅洛并發生爭執，使用"聖櫃"拍了他一掌，決心與〈七大罪〉共同阻止梅里奧達斯成為魔神王。後被钱德勒制造的「肉分身」追杀，被砍伤额头发型因此改变了，后来玛琳及同伴及时赶到救走。回归里欧涅斯城后以〈七大罪〉代理團長的身分與復活的四大天使結盟新〈光之聖痕〉對抗魔神族。在联合军中为扫荡部队的一员。在联合军战斗期间一边跟魔神们的精神进行喊话劝导放弃战斗，一边帮所有士兵持续疗伤。并且揭露「骗人之光」的真正本质。之后遇见寻求帮助的德里艾利，得知蒙斯皮托因为保护德里艾利而送命。为保护德里艾利用「聖櫃」转移了艾斯塔洛萨，之后消除了狱炎攻击。虽然〈四大天使〉及其他人迎击了追来的艾斯塔洛薩，但还是不敌吸收了「真实」和「沉默」的戒禁，变成了类似梅里奧達斯“歼灭状态”的艾斯塔洛薩。对于自认做「梅里奧達斯」的「艾斯塔洛萨」，伊丽莎白表示认识他，但仍然什么都想不起。为避免艾斯塔洛萨继续伤害众人，自愿被艾斯塔洛萨带走并一同前往某个只属于梅里奧達斯和她二人知道的秘密地点。
飞行途中张开两对翅膀接住失控坠落的艾斯塔洛薩，但反被失控的后者掐住脖子，陷入危机。发动许多微小「圣柜」攻击成功挣脱以后发现自己来到的地方是天空演舞场的遗迹——三千年前伊麗莎白和梅里奧達斯经常秘密见面的地点。
藉由與艾斯塔洛薩的對話，似乎记起了少许有关于他的印象「总是孤单的一个人，还带着落寞的神情」。對艾斯塔洛薩講述的回憶認為那是出错的記憶。之後被再度失控的艾斯塔洛薩吸收。被变成漆黑巨大怪物的艾斯塔洛萨吞噬的伊丽莎白作为第一个破除禁咒施加的认知的认识艾斯塔洛萨的人，引发在场其他人的认知崩坏。「梅里奧達斯只有一个弟弟，那就是賽多里斯。他十份疼自己的弟弟，不会撒谎伤害弟弟。」同时记忆里与小时候交谈的「艾斯塔洛萨」交谈的人切换成一个女神族的小男孩（马埃勒）。最终局面变成除了金恩以外所有人一脸痛苦，共同拥有的认知崩坏。而后每一位认识艾斯塔洛萨的人都会恢复成原来该有的状态。
清醒以后的伊丽莎白非常伤心地了解艾斯塔洛萨是马埃勒的事实，表示不知如何拯救吸收了戒禁的马埃勒（自己的力量无法清除戒禁）。听到德里艾利要拯救／阻止马埃勒的理由后，在一旁观察德里艾利与其他人合作实施作战。帮助送别德里艾利以后，坚定了要阻止圣战和马埃勒，拯救梅里奧達斯的决心。之后目睹沙利叶和塔米叶被马埃勒消灭，然后开始治疗受伤的金恩。替被封印了魔力的戴安娜治疗伤口。人工岛瓦解后，张开两对翅膀挽留下落的戴安娜，差点被马埃勒背后偷袭时被完全觉醒的金恩所救，翅膀完全觉醒后的金恩的魔力变得像深沉清澈又碧蓝的湖泊一般。见到马埃勒恢复正常，感到高兴。
294话成功说服马埃勒协助为了终结圣战，阻止梅里奧達斯成为魔神王加入同行，现正赶往卡美洛。飞行途中为相遇的伤痕累累的艾斯卡诺治愈了伤势。298话，与〈七大罪〉成员一起抵达了梅里奧達斯所在的卡梅洛战场，在赛多里斯的攻击下保护了玛琳。299话，就在时间之棺成功启动——成功停止茧的时间，以为圣战终于结束，梅里奧達斯会恢复正常感到欣喜时刻，对韩德利克森保护了姐姐玛格丽特和吉尔桑达表达了感谢（通过金恩的观察）。此时距离伊丽莎白身上的诅咒发动只剩一天。但却被霍克发现茧内早已变空，接着吸收完所有戒禁的以繼任魔神王的姿态的“梅里奥达斯”出現在七大罪團員與伊麗莎白面前。以为魔神王会为之解除诅咒时，差点被魔神王杀掉但幸好被哥塞尔救走。與魔神王對峙時，在魔神王精神世界借助哥塞尔的「侵入」魔力，成功与〈七大罪〉成员（班除外）一起与梅里奧達斯重聚。分开前最后和梅里奧達斯说的话是“我等你回来”。最終回裡，和梅利奥達斯結婚並繼承里昂妮絲的王位。十年後和梅利奥達斯育有一子崔斯坦。
魔力：「聖櫃」
女神族的固有魔力。透過光粒子分解物體，抵銷黑暗，可對魔神族造成特大傷害。名字取自于基督教的圣物约柜。
| 招式名稱       | 說明                                                                     |
| -------------- | ------------------------------------------------------------------------ |
| "治癒的超魔法" | 可治癒一切創傷的魔力，但對死者無效。                                     |
| "光明降臨"     | 徹底淨化並根除憎恨與怨念。還可以將「殷杜拉化」的魔神族淨化至原本的姿態。 |
| "鼓舞"         | 一瞬間中和任何程度的毒素。                                               |
| "鎮靜"         | 徹底淨化對象體內的瘴氣。                                                 |
| "約拿的受難"   | 生出巨大的光之鯨魚來消除獄炎／攻擊敵人。招式名字取自于圣约拿的受难。     |
| "恢复健全"     | 女神一族所具备的治愈伤病能力。                                           |
| "聖者的外套"   | 利用光粒子包裹自身免受魔界的瘴氣所侵蝕。                                 |
| 招式名稱           | 說明                                                                         |
| ------------------ | ---------------------------------------------------------------------------- |
| 聯合招式"三層牢獄" | 伊麗莎白的聖櫃與瑪琳的完美立方體加上金恩的花粒園構成的三重結界。             |
| 合技"神噬"         | 將伊麗莎白的聖櫃賦予到梅里奧達斯的神千斬上。顧名思義，是用來斬殺‘神’的攻擊。 |
霍克（Hawk，聲：久野美咲（日本）；汪世瑋（台灣）；羅婉楓（香港））
| 身長  | 身高 | 體重  | 生日   | 血型 | 種族           | 年齡 |
| ----- | ---- | ----- | ------ | ---- | -------------- | ---- |
| 100cm | 50cm | 140kg | 8月6日 | B型  | 豬（煉獄生物） | 16歳 |

鬪級：30→190(沙漠爬蟲ver.)→610(暴龍ver.)→1030(紅色魔神ver.)
一只會說人類語言的小豬，雄性16岁，在豬帽亭中負責處理剩飯，认为自己才是最强的，但是斗级只有30。實際負責酒館內的各類工作，身為一隻豬卻有著與外表不相符的才幹能力，不僅多才多藝還很能言善道令周遭的人相當吃驚，自稱剩飯處理騎士團團長。除了妈妈以外，还有很多的兄弟(尚未出场)。興趣是吃剩飯，喜歡的料理是剩飯。
除了会说话，外表和家猪一模一样的粉色小猪，臀部有一个瞩目的类似四叶草标志的胎记。十年前梅里奧達斯與眾人分散後，在其醒來的洞穴中碰到，與其養過的鹦鹉(旺德尔:声:梶裕贵(日本))性格很像，從那以後便與梅里奧達斯生活。在為了保護伊麗莎白和梅里奧達斯而正面挡下韓德利克森的「黑死」。尽然被烧成焦黑无法动弹后来体型变小重新復活，不過在瑪琳給的縮小藥逆向版的作用之下暫時恢復原來的大小。眼睛目前連結著煉獄（本人並不知情，直到被瑪琳所發現才得知）。实质上是出生炼狱的物种，本名米尔德，有一个土生土长在炼狱的野猪哥哥瓦尔德。刚出生不久就被魔神王抓走传送到其他世界，负责長期監視著这一世的梅里奧達斯。(上一世是鹦鹉旺德尔)。不同于现世的动物因为不是一些小意外和壽終就寢就是被人殺害而送命，因而才被魔神王挑上而且足够强大和不会引起梅里奧達斯的戒心。身体十分耐打即使变得全身焦黑也能轻易复活。左耳上掛著瑪琳給的耳飾巴羅爾的魔眼，能夠看穿他人的「鬪級」和詳細的「鬪級資訊」。在联合军中为扫荡部队的一员。後來變身天空蝠魟的形態載著哥塞爾追趕拯救伊麗莎白。抵達天空演舞場遺址後，負責保護伊麗莎白和受傷的金恩。人工岛瓦解时背负身陷幻觉的哥塞尔直至哥塞尔清醒过来。與〈七大罪〉、伊丽莎白等人與魔神王對峙（重伤）。302话显示已恢复。因為認為自己在聖戰中完全沒能幫上忙，所以没有跟随〈七大罪〉等人进入梅里奧達斯的精神世界。在344話中在街上大聲請求躲起來的瑪琳送自己到煉獄見親生哥哥瓦爾德，被瑪琳送到煉獄與哥哥瓦爾德相認。

神器： 「溫熱叉子——雙重霍克」
瑪琳開發給霍克用的神器，是可以加熱食物的餐叉。叉子(fork)是霍克(hawk)的諧音，所以又稱雙重霍克。
魔力：「變身」
透過進食具有魔力的物種，變為該物種的模樣並複製其能力。不過並非永久性的變身，經排泄後便會變回原樣。
| 變身形態          | 說明                                                                 |
| ----------------- | -------------------------------------------------------------------- |
| 暴龍Ver.[30]      | 能從鼻孔噴出火焰（但會燒傷）和使用翼化的耳朵飛翔（但飛不高）。       |
| 沙漠爬蟲Ver.[31]  | 能在砂地和泥土中自由穿梭。                                           |
| 天空蝠魟 Ver.     | 能自由在天空飛翔。                                                   |
| 紅色魔神 Ver.[32] | 失去語言能力但留有感情和知覺。雙下巴。                               |
| 灰色魔神 Ver.     | 失去語言能力但留有感情和知覺。能使用弱化版的"黑雪"把食物腐爛成剩飯。 |
必殺技（自稱）
| 招式名稱            | 說明                                                           |
| ------------------- | -------------------------------------------------------------- |
| "超級里肌幻影"      | 以能產生幻影的高速移動來迷惑敵人，再撞向對方的必殺技！（自稱） |
| "搖滾火腿攻擊"      | 以回轉力 + 高速突進的方式給予敵人強力一擊的必殺技！（自稱）    |
| "忘卻進餐"          | 徹底消除自己的氣息，在死角處突襲敵人的禁斷的必殺技！（自稱）   |
| "香腸突擊"          | 單純的連環掌擊。                                               |
| "原子香腸"          | 單純的臀部撞擊。                                               |
| "超・秘奧義—舔盤子" | 單純的狂舔對方的手掌。                                         |
| "报复剩饭"          | 一口气把胃里的东西喷出来。                                     |
| "最終奧義—肉球遮眼" | 遮住對方的視線，封住敵人的行動。                               |
霍克媽媽（Hawk's Mother，聲：中嶋佳葉）
| 身長 | 身高 | 體重 | 生日   | 血型 | 種族           | 年齡 |
| ---- | ---- | ---- | ------ | ---- | -------------- | ---- |
| ？   | ？   | ？   | 1月1日 | ？型 | 豬（混沌之母） | ？   |

鬪級：不明
混沌之母，劇情中以巨型的綠色豬呈現，綠色的外殼其實是青苔。不會說人類語言但可以和身為巨人族能與動物交流的黛安娜交談。酒館營業時鑽入地下休息，酒館地點轉移時才會出現。展現過不明的能力，吞食了〈十戒〉蒙斯皮特的"獄炎鳥"。展現過不明的怪力，將一群魔神族用頭撞一擊粉碎。一口气可以消灭一只红色魔神。
展現過不明的防禦力，被〈十誡〉「純潔」德里艾利的「連撃星」第52連擊擊飛卻無明顯傷害。在亞瑟覺醒成為混沌之王後進入了亞瑟體內。
在剧场版中，揭示真实身份是圣战时代的「混沌之母」，白色而且身体更加巨大的猪。曾经替天翼人的祖先—女神族封印了天空宫中與十誡同級但被魔神王逐出族外的魔神騎士部隊「黑之六骑士」。是除了五大种族以外所有物种的起源，与霍克的关系非单纯直系血缘关系。
原型可能是威爾斯傳說凱茜·帕魯格之母：母豬赫尼文。

### 〈七大罪〉

#### 〈憤怒之罪〉
梅里奧達斯（Meliodas）
〈七大罪〉的团长，〈愤怒之罪〉的梅里奧達斯。紋身為「龍」，位於左臂上臂處。移動型酒館〈豬帽亭〉的'店長。
詳細請參見主要人物「梅里奧達斯」。

#### 〈嫉妒之罪〉
黛安娜（Diane，聲：悠木碧（日本）；穆宣名（第一～二季）→蔡雅如（第三季）（台灣）；顧詠雪（香港）／演員：長谷川かすみ）
| 身高                      | 體重   | 生日     | 血型 | 慣用手 | 種族   | 年齡                     | 罩杯 |
| ------------------------- | ------ | -------- | ---- | ------ | ------ | ------------------------ | ---- |
| 900cm (身體縮小時為165cm) | 秘密！ | 12月24日 | O型  | 右手   | 巨人族 | 約750歲 (換算為人類15歲) | R    |

鬪級：3250→ 修煉後的常駐狀態：8000 → 使用"多罗爾之舞"：15100 → 持續使用"多罗爾之舞"：48000
〈七大罪〉的團員，〈嫉妒之罪〉的黛安娜。紋身為「蛇」，位於左大腿外側。擔任〈豬帽亭〉的看板娘。喜歡豬肉。在聖騎士時代的階級為「金剛」。很讨厌昆蟲。巨人族的女王（326话起）。
面貌俏皮可愛，特徵是雙馬尾，身材妖嬈。性格活泼天真，粗枝大叶，心直口快，遇事容易紧张吓一跳。身為巨人族而與大地有著緊密聯繫，並擁有可怕的怪力。年幼時期獨自一人住在山洞裡，直到意外救下失去記憶的金恩並成為唯一的好友，而自己穿的衣服也是金恩/赫勒昆用黄昏牛的牛皮做的，喜歡赫勒昆。两人相处的500年记忆后来被金恩删除，她一个人重新回去巨人族的部落“百万巨峰”生活。那个时期戴安娜是一个讨厌战斗孤单的女孩，好友兼师傅玛托罗娜虽然发现她有超越历代战士长的潜力但认为她逃避战斗不配做一个高傲的巨人族战士（用戴安娜的话讲她遇到危险时会战斗但是那一定是为了保护重要的人，为了战斗而战斗那样太悲伤了）。后来发生里欧涅丝王国骑士团圣骑士加农用“幻听”魔力设计陷害戴安娜和玛托罗娜二人，讓玛托罗娜深受重伤導致作战失败，损失惨重的王国骑士团成员把原因归咎于戴安娜“毒杀亲友以及封口在场所有士兵”的罪名把她入狱。后来被梅里奧達斯邀请加入〈七大罪〉。〈七大罪〉期间与胖大叔模样的金恩一起共事但没有想起关于他的记忆。當叛国事件（10年前）发生后到達白夢之森，並威脅原本居住在森林的怪獸庇護自己，之後右手的護套遭吉爾桑達破壞。在與梅里奧達斯再遇後被任命為豬帽亭的看板娘。
過去因曾見識過梅里奧達斯的英勇而開始仰慕著他，因為他只把自己看成普通女孩子而不是巨人族，想和梅里奧達斯生许多小孩。剛開始十分嫉妒伊麗莎白，其後受到感化，並打從心底願意幫助她。在營救伊麗莎白的戰鬥中身受重傷，被金恩拼命保護時想起兒時與金恩一起生活過的記憶。之後向伊麗莎白表明很喜歡金恩。王國重建時發現哥塞爾篡改吉拉的記憶，與哥塞爾的想法不合而大打出手，但也因此遭受到哥塞爾的"逐漸消失的彼岸"，而開始回溯所有記憶並且跑回故鄉，但卻在途中遭受〈十誡〉的蒙斯皮托和迦蘭的攻擊，於瀕臨死亡時遭受友人瑪托羅娜的幫助，後來到瑪托羅那的住所裡，實際上當初瑪托羅娜並沒有死，而是被一名叫澤爾巴出身蛮族的人類所救，後來瑪托羅娜就和澤爾巴還有他已故的妻子生下的兩個孩子生活，但在黛安娜回去不久那兩位孩子就被青色魔神傷害而发烧，讓瑪托羅娜憤怒地去參加〈十戒〉葛羅基西尼亞和多羅爾辦的大打架祭，戴安娜也跟著去了。比武结束后带伊丽莎白治愈孩子们的疾病。
在迷宮內遇到伊丽莎白和〈七大罪〉的團員們，和金恩一组参加拜瑟爾打架祭，与金恩成为朋友（记忆未恢复状态）。後來在梅里奧達斯死後一个月后和瑪托羅娜還有澤爾巴及其子女一起和金恩回到妖精王之森逃避十诫的追杀，在不知情的情況下被初代妖精王葛羅基西尼亞和初代巨人王多羅爾帶到"礦樹歐魯德拉"修行，而修行內容就是回到三千年前聖戰考验二人对于當初他们被迫做的選擇是否正確，而戴安娜是變成多羅爾，在三千年前時遇到了魔神族的梅里奧達斯和女神族的伊麗莎白，最後在回來前遇到了真正的哥塞爾，並且向哥塞爾要回了記憶，試煉內容為在魔神王的代理－賽多里斯威脅下選擇死或成為〈十誡〉，實際上多羅爾說不管選哪個都會回不来，可是戴安娜卻回來了，原來她選擇了比死更羞恥的逃跑讓多羅爾知道後非常傻眼，但也成功的通過試煉恢復記憶後也向金恩表明愛意，並和他一起與〈七大罪〉的各位再度重逢。自从恢复记忆后，不再用“赫勒昆”称呼金恩，因为对她来说都是一样的。
在聯合軍中為掃蕩部隊的一員。筑起土丘保护了联合军免受艾斯塔洛萨的狱炎攻击。阻止艾斯塔洛萨带走伊丽莎白但不敌。之后通过奥斯陆的“异次元移动”能力，传送到天空演舞场遗址及时汇合和保护了伊丽莎白一行人。从哥塞尔了解情况后一起对抗吸收了四种戒禁的马埃勒。与金恩、哥塞尔一起启动三位一体联合招式"怒涛般的乱击"。被破解联合招式后，被马埃勒封印了魔力。治疗结束之后及时解放了神器「破坏者」的特性「避雷针」解除了危机但也令整个人工漂浮岛瓦解。下落时被伊丽莎白救助。目睹金恩完全觉醒成翅膀完全体后感觉不只魔力，整个气质都不同了，同时被金恩读晓想法。
目前正與〈七大罪〉其余成员、伊丽莎白等人與魔神王對峙中（重傷）。之后与伊丽莎白等人一起进入魔神王的精神世界，成功与梅里奧達斯重聚。分开最后仍然为梅里奧達斯加油打气。最終回中在金恩的話中確認與金恩生下孩子。名字取自于已故的英国王妃戴安娜王妃。
罪狀『因為〈嫉妒〉瑪托羅娜的力量，毒殺王國的友軍瑪托羅娜，為了封口就連330名無辜的王國騎士也慘遭毒手。』
實際上是里欧涅丝王國騎士團成員設計瑪托羅娜，使其中毒，而瑪托羅娜為了救黛安娜而殺害所有在場騎士。
神器： 「戰鎚 破壞者」
和黛安娜身高相稱的戰鎚。能拿來直接攻擊，亦能配合其「創造」來使用魔力攻擊。
| 神器解放   | 效果                                                                                           |
| ---------- | ---------------------------------------------------------------------------------------------- |
| 「避雷针」 | 将承受的攻击魔力吸收并传導到大地之中。代為承受攻擊的大地，其居住於此的生物跟土地都會受到傷害。 |
魔力：「創造」
巨人族固有的魔力。能操作大地或礦物。
| 招式名稱     | 說明 |
| ------------ | --- |
| "砂之渦"     | 能把大地轉變成像流沙般柔軟的地形，以吞噬對手。                                                                                         |
| "重金屬"     | 硬化自己的身體。 |
| "大地的怒號" | 將破壞者錘擊地面擊飛岩石，並使所有岩石在空中整合成一個巨大的岩石墜落攻擊敵人。                                                         |
| "大地的剛劍" | 將破壞者錘擊地面，使地面突出巨大的尖銳石柱。                                                                                           |
| "雙拳"       | 將破壞者旋轉以製造出兩個巨石鐵拳，接著粉碎中間的目標。                                                                                 |
| "昇天隕石"   | 讓大地呈星形向天升起，籍氣壓攻擊對手。                                                                                                 |
| "千之礫"     | 以無數塊岩石攻向同一方向。 |
| "雙子的巨像" | 製造出兩個巨大土人偶攻擊敵人。名字叫菲蕾和罗丝                                                                                         |
| "土人偶"     | 製造出複數小型的土人偶攻擊敵人。 |
| "亂撃衝"     | 以複數的土製拳頭作出大規模的亂打攻擊。                                                                                                 |
| "女王的抱擁" | 掀起大規模的泥石流淹沒敵人。 |
| "多洛爾之舞" | 經多羅爾授予的巨人族之舞。在持續舞動的情況下鬪級會持續提高。                                                                           |
| "金剛之盾"   | 製造出一面高大，表面印著人面的堅固巨牆。                                                                                               |
| "金剛塔"     | 製造出一座巨大的岩石高塔。 |
| "大地创造"   | 先用多洛爾之舞提升斗級，使方圆几公里的土地变成石砾，攻击魔神王让他的双脚离开湖面并且把他打飞，同时制造一个台地以用来和魔神王最后决战。 |
| "飛拳"       | 擊出一個巨石鐵拳。 |
| 招式名稱                       | 說明 |
| ------------------------------ | --- |
| 合技"金屬・粉碎"               | 黛安娜用"雙拳"封鎖住對手的行動，再由梅里奧達斯放出強力的攻擊。                                                         |
| 合技"十字射擊"                 | 黛安娜的千之礫與金恩靈槍的交叉攻擊。                                                                                   |
| 三位一体联合招式"怒涛般的乱击" | 身著神树之衣的金恩在哥塞尔发动幻影庭园产生大量金恩分身同时，加上配合黛安娜使用多洛爾之舞提高金恩的鬪級發動的組合攻擊。 |

#### 〈贪婪/強欲 之罪〉
班（Ban，聲：鈴木達央／雨宮天【童年】（日本）；曹冀魯／陳筱寧【童年】（台灣）；陳漢祺（香港）／演員：有澤樟太郎）
| 身高  | 體重 | 生日    | 血型 | 慣用手 | 種族     | 年齡                                                            |
| ----- | ---- | ------- | ---- | ------ | -------- | --------------------------------------------------------------- |
| 210cm | 70kg | 2月14日 | B型  | 右手   | 原・人類 | 未進煉獄:43歲→炼狱归来后:3060歲 (肉體年齡23歲)(精神年龄约20-29) |

鬪級：3220→ 發動"狩獵祭典"時：大於26000 → 适应煉獄环境後：推測750000+
〈七大罪〉的團員，〈貪婪/強欲 之罪〉的班。紋身為「狐」，位於腹部左側。十分擅長料理手艺比团长好的多。擔任〈豬帽亭〉的厨師。心情好时主动烧菜。興趣是收集麥酒的標籤（以前），最喜欢喝阿巴丁的麦酒，但是酒量很差，喝醉酒喜欢缠住别人不放。除了梅里奧達斯做的料理以外的食物都喜歡。在聖騎士時代的階級為「金剛」。
擁有「盜賊班」、「不死身的班」的外號，不老不死的人。刚出场时以长胡子和长头发的老人形象出场，但是受伤以后会恢复以前的短发。能感受到疼痛，但大多已经习惯。由于是不死之身，不需要进食也可以。對毒（无论對手使出的剧毒还是神经麻痹毒魔力）完全无效。除了頸部被梅里奧達斯用"獄炎"造成的傷外，其他傷痕都會自動痊癒。
「七大罪」时期，留有一头散乱乱翘的长发，因此通缉令的容貌是留长发的青年。实际看上去只有20出头的青年。性格爱撒谎，用喝醉酒（实际只是麻醉自己忘记伊莲恩的死），引起他人麻烦但用笑容糊弄过去（曾经把全国的布偶娃娃盗窃收集起来，讨伐吸血鬼族时夺走戴安娜和金恩的力量）。故事初期对魔神族有戒心，因此对梅里奧達斯怀疑和韩德利克森的红色魔神实验感到愤怒。五年前他為了有生存的實感而寻求「痛楚」，因此自願被「詭異之牙」抓進巴士提監獄，神器也被没收。
加入「七大罪」以前是盜賊，有著悲慘的成長經歷，認為「只要得到永生便總有一天會遇到好事」因而探求生命之泉。在妖精王之森结识守卫「生命之泉」的圣女伊莲恩并成为朋友。但后来复活的红色魔神袭来用狱炎烧毁森林，不敌红色魔神而被杀死。藉由伊莲恩让班喝下「生命之泉」透过泉水的力量而复活，成为长生不老的人。击败红色魔神以后，为了复活伊莲恩和妖精王之森四处奔波打听复活伊蓮恩的方法。曾與伊蓮恩約定會找到妖精王赫勒昆(也就是伊蓮恩的哥哥金恩)，讓她回復自由。憑著對伊蓮恩的思念開啟死者之都的門，對伊蓮恩說「我總有一天會將你奪走」。深愛著伊蓮恩。
在營救伊麗莎白的戰鬥中，一個人前往城堡地下，想要用「瑟那諾斯的角笛」請求女神族復活伊蓮恩，但自稱為女神族的一個聲音提出一個條件，就是殺死梅里奧達斯，之後與團長約定等救出伊麗莎白並奪回王國後，兩人再來一決勝負。不過在打敗韓德利克森後卻告訴梅里奧達斯要離開〈七大罪〉，在金恩的詢問下表示要去妖精王之森，其實是要去二十年前被伊蓮恩託付大樹種子而形成的新妖精王之森，在那裏被妖精族人稱為妖精王。以血充當生命之泉灌溉神樹（即使是被巴士提监狱监禁的五年里也试过越狱不忘把鲜血灌溉妖精王之森）。離開妖精王之森後不斷去尋找讓伊蓮恩復活的方法，後來打探到死者復活的訊息後前往盜賊之都雷布兹（同时也是自己出生的故乡）打探更多的消息。在盜賊之都雷布兹救了一位被追捕的獸人，該獸人便是班的養父吉巴戈，而班從與吉巴戈的對話回想起自己的過去，最後吉巴戈亦在班和茱莉柯面前死去。提及曾經有一個妹妹（吉丽亚），經常跟着班走，但是在四歲時卻不幸逝世。其後遇到〈十誡〉的迦蘭和梅拉斯丘拉並與他們戰鬥。期間靈魂被梅拉斯丘拉抽出，並被迦蘭吃掉，但其實靈魂是吉巴戈的。其後使用"獵物狩獵"奪取並破壞迦蘭和梅拉斯丘拉的其中一個心臟。在大打架祭尾段將梅拉斯丘拉的頭扭斷，並且抽出其五個心臟並踩碎；但仍無法阻止梅里奧達斯被艾斯塔洛薩殺掉。 雖曾說不把霍克當成朋友，但實際上卻把霍克當作好朋友一般看待，給他的外號是「師傅」，在誤以為霍克被韓德利克森殺死時大吼，對他的死痛哭流涕。
為拯救摯友梅里奧達斯，透过霍克的眼睛独自进入的煉獄，计划奪回梅里奧達斯被魔神王奪走的感情。在炼狱环境，从狐狸型怪物变回人型就花了不知几十还是几百年，接着到处徘徊受难了不知多久时间。从天而降一只龙形怪物与之搏斗又过了几十年，醒来后发现它正是梅里奧達斯的感情。与之共同猜测逃出炼狱的关键就在魔神王的身边，一起寻找离开炼狱，返回现世的关键。与梅里奧達斯的感情重逢过了500年后，保持理性超过1000年，肉体已经适应习惯炼狱的生活，被梅里奧達斯的感情指出“在炼狱存活下来的经验将会给你的肉体跟精神带来爆炸性的变化。”在炼狱中與梅里奧達斯遇见与霍克长得极为相似的野猪“瓦尔德”。与瓦尔德交流了霍克的事后与之成为同伴并带路并找到了魔神王。對魔神王使出身體狩獵，不但沒有吸收到任何力量，反而力量被魔神王給吸收，而漸漸學會了「贈與」。在瓦爾德的幫助下，成功與梅里奧達斯逃離了煉獄。从炼狱归来后，要求金恩一行人赶快前往卡美洛，自己则先行一步找伊莲恩。之后通过贈與生命成功令伊莲恩复活，梦想成真。但代价是失去不死之身（293话）。目前已趕至卡梅洛，試圖喚醒團長的感情。与占据梅里奧達斯身体的魔神王发生肉搏战，战斗平分秋色。虽然失去不死之身，但是身体锤炼像钢筋铁骨，百毒不侵。在345話中伊蓮恩已經懷有班的孩子，班將其取名為蘭斯洛特。
罪狀『為了一己的〈貪婪〉破壞與王國有著友好關係的妖精王森林，搶走「生命之泉」，甚至將守護它的聖女殺害。』
實際上是生命之泉的守護者伊蓮恩在與班相識數日後，妖精之森遭到紅色魔神的攻擊，在守衛森林時她與班皆受重傷，伊蓮恩為了拯救班而將聖水餵給他，自己因而死去。
神器： 「聖棍 克雷休茲」
在班被抓進巴士提監獄時被一度沒收，呈两端尖型的四节棍。按班的说法是被偷了，但原来是瑪琳保管着，直到漫畫第315話時才重回班之手。
| 神器解放     | 效果                                               |
| ------------ | -------------------------------------------------- |
| 「超集中力」 | 讓使用者的攻擊變得不規則，但同時保有極高的準確度。 |
魔力：「強奪」
能夠奪取任何物質和身體能力。
| 招式名稱                | 說明 |
| ----------------------- | --- |
| "身體狩獵"              | 奪取單一對象的身體能力，暫時轉化為自己的身體能力。但是能奪走的力量有其上限，且使用時會對身體造成負擔。                           |
| "狩獵獵物"              | 配合棍或鞭等武器來使出長距離的搶奪動作。能夠徒手使用。                                                                           |
| "幻空獵殺"              | 配合棍或鞭等武器來使出長距離的斜線攻擊。                                                                                         |
| "狩獵祭典"              | 把距離自己半徑幾十碼内所有生物的身體能力全數奪取，暫時轉化為自己的身體能力。但是能奪走的力量有其上限，且使用後會對身體造成負擔。 |
| "死亡放逐"              | 先發動「狩獵的祭典」將搶奪來的能量集中，利用身體高速旋轉後將能量釋放發射攻擊。                                                   |
| "絕氣配"                | 將自己的氣息完全消除，在發動期間內，可以隨意改變位子不被他人發現。但只要發動攻擊，效果就會解除。                                 |
| "死神的一薙"            | 配合棍或鞭等武器切斷有效範圍內的生物或物件。                                                                                     |
| "瘋狂狩猎"              | "狩獵獵物"的大範圍版。 |
| "贈與"                  | 由於試圖奪取魔神王的力量卻反而多次的被奪走力量，漸漸記住了給予他人力量的感覺，以至於能成功做到把生命/力量賦予到他人的身上。      |
| "瘋狂衝擊"              | 對魔神王擊出的連續攻擊。 |
| Killing Storm"殺戮風暴" | 對魔神王使出的攻擊。 |

#### 〈怠惰之罪〉
金恩／赫勒昆（King／Harlequin，聲：福山潤（日本）；何志威（台灣）；黃尉斯（香港）／演員：斎藤直紀）
| 身高                    | 體重                   | 生日   | 血型 | 慣用手 | 種族   | 年齡     |
| ----------------------- | ---------------------- | ------ | ---- | ------ | ------ | -------- |
| 165cm (大叔形態時180cm) | 48kg (大叔形態時120㎏) | 4月1日 | AB型 | 右手   | 妖精族 | 約1300歲 |

鬪級：4190→ 神器解放時：11000 → 修煉後：41600  → 翅膀完全覺醒：推測416000
〈七大罪〉的團員，〈怠惰之罪〉的金恩。紋身為「熊」，位於左腳腳踝上側。由于会飞，担任〈豬帽亭〉的采购员。自稱「咱」。興趣是觀察黛安娜，喜歡起司。身上有金木犀的香味。在聖騎士時代的階級為「金剛」。
在通緝令上被描繪成肥胖巨漢，而金恩的確是以此形態在〈七大罪〉中活動，长胸毛並表示那是「正裝」並認為這樣子很帥，但平常的姿態是個可愛小男孩，肥胖的樣子是因為過度緊張和認真。称呼伊丽莎白作「伊丽莎白公主」。本名「赫勒昆」，真實身份是從神樹誕生，由之所選的妖精王，負責守護妖精界與妖精王之森。生命之泉守護者伊蓮恩的哥哥。有縫紉、裁剪衣服的才能，自己的衣服和戴安娜小时的衣服都是自己做的（还有为伊莲恩修剪过衣服），從觀察人類製造衣服而來。穿这身衣服以前穿着和海尔布莱姆相似的衣服。会“读心”但是不擅长，可能与离开妖精王之森太久有关。
為了救出被人類抓住的好友海爾布拉姆和其他妖精族人而700年前離開妖精王之森，其後遭到攻擊導致失憶，被童年時的黛安娜所救，一起生活了約500年的時間，在恢復記憶後殺了好友海爾布拉姆，為了贖罪便消除了黛安娜與他相識和一起生活的記憶。十年前因涉嫌顛覆王國而被逐，回到妖精之森後發現該處已被燒毀並得到妹妹伊蓮恩被班殺害的情報，便與吉爾桑達合作，在死者之都打算以「化石化」封印班，卻因為伊蓮恩的靈魂現身阻止而放棄。雖然班沒有說出妖精王之森毀滅的真相，不過在打敗韓德利克森後也大概知曉了。魔力超強，但是赤手空拳的話連隻貓都打不過。有一隻名為「奧斯陸」的黑妖犬朋友。喜歡的食物是乳酪。
非常深愛戴安娜，因此十分關心戴安娜，但由於戴安娜沒有以前兩人一起生活的記憶又很明顯喜歡團長而維持單戀。不過在營救伊麗莎白的戰鬥中，拚命保護戴安娜的身姿讓她想起兩人的過去，但是金恩一直沒有發現這件事，直到回到新妖精王之森後被班告知才曉得。在打敗韓德利克森之後，與班回到新復甦的妖精王之森但被族人視為背叛者，在難過至極時發現能透過海爾布拉姆送的頭盔看見他並與其溝通，被海爾布拉姆告知妹妹伊蓮恩的口信「要保護好班喔」。隨後與魔神族巨獸阿爾比恩一戰中重獲族人的信任並解放神器而取勝。
回歸〈七大罪〉後發現戴安娜失去記憶而極度擔憂，後來得知哥塞爾使用"逐漸消失的彼岸"令黛安娜失去記憶後怒打哥塞爾，並和〈七大罪〉一起尋找黛安娜，在此期間遭受〈十誡〉的襲擊而被迫放棄尋找戴安娜。後來到達德鲁伊聖地起初因韩德利克森的出现拒绝进入洞窟修煉，后与梅里奧達斯一组进入洞窟修炼。但因怀疑梅里奧達斯是魔神族而会背叛大家，而且不願透露自身過去加上被对方反驳质问是否是真正的妖精王而對他持有不信任態度，进而提出单挑。单挑过后，感觉背上有异样的感觉出现。离开德鲁伊的圣地时，对梅里奧達斯的怀疑仍未消除。后分开寻找艾斯卡诺，找到后与妹妹伊莲恩、班、朱莉柯以及艾斯卡诺同行一起前往大打架祭会场。
之後和伊莲恩、茱莉柯（与班和艾斯卡诺分开）一起參加大打架祭進到迷宮，在迷宫中心与伊莲恩认出初代妖精王葛罗基西尼亚。与失忆的戴安娜一组与两位〈十诫〉的代理人战斗，期间一度因为戴安娜的影响不能战斗但在解放神器后获胜。目睹梅里奧達斯被殺死後一个月内和戴安娜、瑪托羅那一起留在妖精王之森逃避十诫的追杀，某次在不知情的情況下被初代妖精王葛羅基西尼亞和初代巨人王多罗爾帶到礦樹歐魯德拉修行，而修行內容就是回到三千年前聖戰考验二人对于當初他们被迫做的選擇是否正确，而金恩是變成葛羅基西尼亞，在三千年前時遇到了魔神族的梅里奧達斯和女神族的伊麗莎白，已猜到試煉內容就是保護葛羅基西尼亞的妹妹－葛拉德，實際上並不是洛傷害的，但在看到洛抱著的葛拉德被毀掉一隻眼睛、折斷翅膀、打斷腳時，想起當初也沒能保護好伊蓮恩便氣到衝昏頭把靈槍射向洛，但在射中洛之前洛卻笑了讓金恩想起了班於是停下靈槍說不會殺他，但洛仍然死了讓金恩感到驚愕，回頭一看是非常憤怒的葛羅基西尼亞殺害洛，於是金恩率先成功的通過試煉，隨後不久黛安娜也通過，而金恩通過試煉後就長出了非常小的翅膀了，後來和黛安娜一起與〈七大罪〉的各位再度重逢。曾经借用酒精和找回内心的哥塞尔倾诉希望拉近彼此关系，但自己先醉倒了。
在聯合軍中為掃蕩部隊的一員。阻止艾斯塔洛萨带走伊丽莎白但不敌。隨後与沙利叶、塔米叶、德里艾利为了从失控的艾斯塔洛萨手中救出伊丽莎白一同去追那两个人。抵达天空演舞场遗址后，与漆黑的巨大怪物战斗，同时发现在场其他人一脸痛苦，怀疑是艾斯塔洛萨所为。在众人的认知崩坏而从艾斯塔洛萨“恢复”成马埃勒的局面下，以团规之四为由出手阻止马埃勒对同伴哥塞尔的蹂躏行为，战斗中被击伤右臂。之后说服哥塞尔不要轻然放弃生命，与沙利叶、塔米叶、哥塞尔四人与马埃勒展开战斗。战斗中右臂伤口发作影响战斗发挥。配合德里艾利提出的作战，负责用招式扰乱马埃勒让其意识不集中，但是因塔米叶的一时心软导致作战失败，德里艾利也被马埃勒杀死。本想阻止马埃勒继续吸收第四个戒禁，但因右臂的伤加剧而倒下之后由霍克保护。经伊丽莎白治疗伤口后，被哥塞尔的「感覺的甦醒」解除了「慈爱的光球」带来的危机但也感到全身疼痛。之后与戴安娜、哥塞尔一起启动三位一体联合招式"怒涛般的乱击"对抗吸收四种戒禁的马埃勒。被破解联合招式后，被马埃勒封印了魔力。全员面临被歼灭的危机时，被好友奥斯陆挺身而出保护，奥斯陆的牺牲使得妖精王出现“異状”。人工岛瓦解后，因为魔力被封锁而无法飞行下坠过程中，想起众人说过的话，想起要保护戴安娜的约定，成功突破“沉默”的咒印，完全觉醒并且长出完整的妖精族翅膀。
根據初代妖精王葛羅基西尼亞的說法，金恩才剛長出翅膀就能發揮與他同等的靈槍之力，若等到翅膀完全長出時他將能成為歷代最強的妖精王。於280話完全覺醒，長出了完整的类似大帛斑蝶翅膀的透明翅膀，发型变为油头，个子也长高了，尤其是“读心”能力显著提高。读懂了在场所有人包括马埃勒的心聲。同时使用多数靈槍形态变化一边战斗一边保护大家，其力量和外型都得到大幅提升，解放真正實力的赫勒昆／金恩完全壓制住了吸收四种戒禁後的馬埃勒。劝导马埃勒不要为复仇再战，复仇只会强化憎恨所以选择不杀他。察觉马埃勒已经到达极限，体力和魔力都耗尽的马埃勒会遭到戒禁侵蚀接着消灭殆尽。之后由哥塞尔亲自施法拯救马埃勒，虽想去接住下落的马埃勒和哥塞尔，但怕法术解开不敢出手阻止。
回到陆地上后，因察觉到从卡梅洛传来一股不详的惊人气息（因为原始魔神显现），决定与伙伴们赶往卡梅洛同时劝导从炼狱回来以后的班也早日汇合。在这之前，利用魔力给自己换上了一套黑色礼服，让戴安娜眼前一亮，并且通过预先在云层里隐藏前进的灵枪先抵一步反击原始魔神进攻。之后一直通过远距离操作灵枪支援着卡梅洛战场，并与赛多里斯战斗并观察着战况。抵达以后，通过张开花粒园成功保护了玛琳。
與〈七大罪〉其余成员、伊莉莎白等人與魔神王對峙中（重傷）。因为魔力用尽，外表和翅膀暫時变回之前的样子。之后与伊丽莎白等人一起进入魔神王的精神世界，成功与梅里奧達斯重聚。分开最后希望为之前误会梅里奧達斯一事找机会当面道歉。最終回中在金的話中確認與戴安娜生下孩子
罪狀『一名妖精長久以來不斷虐殺人類，沒有事先察覺那個妖精的暴行還視而不見放任不管的妖精王的〈怠惰〉。』
實際上是人類不斷殺害妖精族，企圖把妖精的翅膀賣出去並把金恩打進河裡，妖精「海爾布拉姆」為了復仇把人類殺死並模仿其樣子，在金恩失憶的期間對人類進行復仇，數百年後金恩恢復記憶並阻止了海爾布拉姆後就去自首。
神器： 「靈槍 Chastiefol」
以妖精界的神樹製成的靈槍，有十種不同的形態，硬度在鋼鐵之上，金恩切换形态非常迅速。妖精王的魔力「災厄」能最大限度發揮靈槍的力量。平時的形態是一個枕頭。
| 神器解放                | 效果 |
| ----------------------- | --- |
| 「真・靈槍 Chastiefol」 | 引出「靈槍 Chastiefol」真正的力量，所有型態的外型都有些微變化，效果、力量也得到提升。翅膀完全长出来以后靈槍解放发挥到极致，並且能同时使用複數個形态变化。但相對地，每一個的精準度與威力都會顯著降低。远距离操作时，只能使用一种而且魔力消耗大。 |
| 形態名称              | 神器解放 | 真・神器解放                                                                                         | 真・神器解放：翅膀完全体                                                                           |
| --------------------- | --- | --- | -------------------------------------------------------------------------------------------------- |
| 第一型態 「靈槍」     | 靈槍的常規形態。 | 巨大的闪着金光，枪头两侧曲折的「制裁之枪」。                                                         | 长而且巨大，枪头类似百合花，雄蕊和雌蕊组成枪尖，散发着光芒的一杆枪，发出的力量足以让敌人变得焦黑。 |
| 第二型態 「守護獸」   | 一隻質地貼近苔蘚的巨大布偶熊。正體是神樹為抵抗外敵守護自身，而將旁邊的苔蘚形狀化而成的產物。非常軟，由於含水量多，能抵抗火屬性，弱點是冰。 | 身材变得魁梧，健硕的熊布偶，力量轻易压倒初代巨人王制作的土人偶。                                     | 十只手，神情更加凶暴的巨人大小的守护兽。                                                           |
| 第三型態 「化石化」   | 變成蟹鉗一樣的槍。此槍在刺中後會石化對方。                                                                                                 | 不適用                                                                                               | 不適用                                                                                             |
| 第四型態 「光華」     | 能變為巨大类似玉米科的植物，從花瓣中放出無數的光矢。                                                                                       | 变成巨大类似热带大王花形状植物，向四周伸展出藤蔓，把敌人抛上空中后从中间的大圆口发出无数的光球轰炸。 | 变为一株带刺巨茎，顶端的花苞绽放，中间裂开数口喷发光炮消灭目标                                     |
| 第五型態 「增殖」     | 分裂出無數飛鏢狀的小靈槍進攻。 | 飞镖更加精细，形状近似V字形。                                                                        | 变化成无数的长剑。                                                                                 |
| 第六型態 「神树之衣」 | 不適用 | 以神树作为铠甲覆盖自身，手臂伸出镰可进行攻击，双腿变成喷气式以移动[44]。                             | 不適用                                                                                             |
| 第七型態 「導苔」     | 變成一個類似土星樣子的圓球體，發光照明用。                                                                                                 | 不適用                                                                                               | 不適用                                                                                             |
| 第八型態 「花粒園」   | 模擬神樹自癒過程，形成巨大球體來防禦，治療速度慢但可以立刻緩解痛感。                                                                       | 不適用                                                                                               | 巨大的正六边花纹透明球体，既能防御又能快速治愈伤口。                                               |
| 第九型態 「不明」     | （詳細不明） | 不適用                                                                                               | 不適用                                                                                             |
| 第十型態 「抱枕」     | 平時的形態,一個巨大的枕頭。 | 不適用                                                                                               | 不適用                                                                                             |
| 招式名稱         | 說明                                                 |
| ---------------- | ---------------------------------------------------- |
| "盤旋飛翔的蜜蜂" | 以「靈槍」對敵人從多個方位展開的高速連擊。           |
| "炸裂的刃雨"     | 在「增殖」型態下將大量的小靈槍集中再以雨狀降下攻擊。 |
| "暴君之风"       | 以「靈槍」揮出高速旋轉的迴旋攻擊，破壞力極高。       |
| "制裁之槍"       | 為了打倒神而擲出的一槍。                             |
| "覺醒的種子"     | 以「花粒園」散發出光粒子以解除他人被洗腦的狀態。     |
| 招式名稱                       | 說明 |
| ------------------------------ | --- |
| 合技"十字射擊"                 | 黛安娜的千之礫與金恩靈槍的交叉攻擊。 |
| 合技 "天空的光弓"              | 配合哥塞爾的「神器」使用，外觀為巨大的弓配上金恩的「神器」作為箭矢。將對手擊飛到遙遠的地平線處並產生大爆炸，對手的身體和精神都會受到相當的傷害。 |
| 三位一体联合招式"怒涛般的乱击" | 身著神树之衣的金恩在哥塞尔发动幻影庭园产生大量金恩分身同时，加上配合黛安娜使用多洛爾之舞提高金恩的鬪級發動的組合攻擊。                           |
| 聯合招式"三層牢獄"             | 伊麗莎白的聖櫃與瑪琳的完美立方體加上金恩的花粒園構成的三重結界。                                                                                 |
魔力：「災厄」
讓樹木跟植物成長、繁殖的同時也要進行抑制來維持森林平衡。妖精王獨有的魔力。
| 招式名稱   | 說明                                                   |
| ---------- | ------------------------------------------------------ |
| "促進狀態" | 讓擦傷變得嚴重、讓普通的毒變成劇毒，也能讓小腫瘤變大。 |
| "養分凝聚" | 將樹裡殘留的水分一口氣朝中心凝聚夠形成濃縮的水滴。     |

#### 〈色欲之罪〉
哥塞爾（Gowther，聲：高木裕平（日本）；鈕凱暘（台灣）；郭俊廷（香港）／演員：北村諒）
| 身高                        | 體重 | 生日   | 血型 | 慣用手   | 種族 | 年齡 |
| --------------------------- | ---- | ------ | ---- | -------- | ---- | ---- |
| 175cm （裝備鎧甲時為300cm） | 61kg | 6月2日 | ？   | 兩手俱利 | 人偶 | 不明 |

鬪級：3100→ 恢復記憶後：35400
〈七大罪〉的團員，〈色慾之罪〉的哥塞尔。紋身為「山羊」，位於右胸口處。担任〈豬帽亭〉的后备店员。拥有操控記憶与认知的魔力。不需要摄取食物（也不喝酒）。興趣是讀書。在聖騎士時代的階級為「金剛」。
在通緝令上被描繪成鎧甲巨人，十年前的确以这样的模样行动，鲜少在众人面前脱下铠甲（少数人知道长相）。實際上是個長相中性、表情變化不多的美少年（“圣战的记忆”篇揭露曾擁有情感，而且很怕生胆小）。能夠自由的變換膚色，髮色，髮型和聲音，但是體型無法改變，而且因為嚴重近視所以一直都會戴著眼鏡。双眼装备巴罗尔的魔眼，通过观察可以得知他人闘级讯息。因为是人偶，所以无法感知其气息，擅长隐藏在人群中。记忆恢复前口癖是“Q逼”。喜欢一个人读书，并且喜欢代入书中角色然后进入自己的世界，因此也擅长出演戏剧。常在眼部摆V手势，举动有时很夸张（包括全裸），会引发奇特的发言然后被身边人视为怪人。分析事物成功率和对象会使用到概率。在完全恢复记忆以前都需要定期服用玛琳特制的魔力稳定剂，因为当哥塞尔每次快要回想起记忆时，其身体就会产生排斥反应导致失控。失控后需要出动玛琳特制的手铐让他平静。
十年前〈七大罪〉被定義叛國後，路過沃登森林遇到喝了魔神之血成為「舊時代」失敗品的變異聖騎士戴爾（吉拉的父親），為了防止他失控暴走而讓他穿上自己那副能夠抑制魔力的鎧甲，自己則裝扮為當地地主家的下人，佩利欧的玩伴（亚曼德）（动画版删除这一剧情），化名緑发少年阿兰。在聖騎士出動〈破曉之咆哮〉對付戴爾時，與梅里奧達斯等人會合，處理完戴爾的事後答應歸隊。有類似不死之身的能力，曾經頭被砍掉之後不但沒死還自己裝了回去。在討伐韓德利克森時幫吉拉抑制魔神之血的暴走，看似因此與吉拉成為了戀人，實際上是篡改吉拉的記憶，在黛安娜追問的過程中表示想要得到一顆能夠理解感情的心，並認為愛情是他目前首要學習的感情。为得到心，在大·拜泽尔祭上面与艾斯卡诺大战一场，虽然战斗最后胜利但因艾斯卡诺的目标根本不在他身上然后大会终止。后来〈十誡〉成员抵达集结。
其真正身份是〈十誡〉之一「無慾」的哥塞尔以自己逝去的戀人葛拉莉薩為藍本而製作的人偶，现代的哥塞尔。因为被怀疑是魔神族〈十誡〉成员，里欧涅丝保卫战期间被拘束收监直到结束以后才释放。制作者哥塞尔為了不產生情慾而觸犯戒律，而特意把其製作為不會有情慾的男性身體，作為哥塞尔在三千年前地上的〈十誡〉分身活動，兩人並能共享感官，对于〈十誡〉的哥塞尔来说相当于儿子的存在。继承了〈十誡〉哥塞尔「入侵」魔力，只要没出事就能半永久性地活动下去。「無慾」的哥塞尔給他說是有個「心之魔法」的一顆人工心臟(後來得知只是一個起安慰作用護身符)。在三千年前的圣战期间以代替「无欲」〈十戒〉的「無慾」哥塞尔的身份活动。〈十戒〉大多数都认为他是真正的哥塞尔，只有少数人知道真相。本身服裝偏向女性化而被認為有女裝癖，本人自稱是第一次初遇巴爾托拉時被要求穿上女僕裝而啟發此習慣。
據本人所說，聖戰結束三千年後在里歐涅絲城堡的地底醒來，遇見了後來的里歐涅絲國王——巴爾托拉的姐姐，娜贾・里歐涅絲。最後哥塞尔與娜贾成為戀人，在娜贾因為心脏病發作而猝死後，因不想想起悲傷的回憶而消除自己的記憶。经历被戴安娜和金恩等〈七大罪〉成员城中追捕后，哥塞尔成功恢復記憶魔力因此增強，也開始回復了情感。之后酒会上表示知道三千年前圣战结束的真相（与〈四大天使〉马埃勒有关）但现在不能说。
253话，因反抗最上位魔神＿钱德勒「绝对强制命令」导致坏掉的哥塞尔接受修理时，说出了一个“愿望”。在这之前一直无法行动直至258话「圣战开始」，带着新性能重新登场。在聯合軍中為掃蕩部隊的一員。后来骑着变身「天空蝠魟」形态的霍克追赶伊麗莎白救援小组。
在追赶途中，哥塞尔说出了原〈十誡〉哥塞尔纂改“艾斯塔洛萨”过去的真相：「無欲」的哥塞爾为了结束圣战拿自己的生命和全部的魔力（也包括人偶哥塞尔）启动了禁咒，以及说出假如某一个人记忆出现破绽，所有被施以禁咒的人共同拥有的认知将会逐渐崩坏。
在天空演舞场遗址時，明确指出〈十诫〉艾斯塔洛萨从一开始就不存在，大家原本认知的那个男人的真实身份是〈四大天使〉马埃勒。因此，哥塞尔对这个男人感到有责任背负与另一个哥塞尔犯下的罪过，打算用自己的性命来偿还自愿不反抗，单方面承受着来自寻仇的马埃勒的攻击导致右眼脱落，右手和心之护身符也被毁坏。告诉了马埃勒被利用的“真相”以及被选择的原因。本来打算以死偿还罪过但被同伴金恩插手阻止。之后被金恩说服，与沙利叶、塔米叶、金恩四人与马埃勒展开战斗。战斗中仍然犹豫不决是否和马埃勒战斗。
读取和传达德里艾利作战计划给其他人，趁德里艾利使用“连击星”把马埃勒打到奄奄一息，负责从马埃勒脑子里读取戒禁的回收方法，知道咒语快成功之时但是因塔米叶的一时心软导致作战失败，德里艾利也被马埃勒杀死。在马埃勒吸收四种戒禁过程时，挺身保护了受伤倒下的金恩和伊丽莎白（为了保护伊丽莎白右手变得更短了）与霍克，为了保护同伴下定不再毫不抵抗，必须跟马埃勒战斗的决心。利用光箭告诉了前来助阵的戴安娜情况，使用「感覺的甦醒」唤醒大家解除了「慈爱的光球」带来的危机，之后与金恩、戴安娜一起启动三位一体联合招式"怒涛般的乱击"对抗吸收四种戒禁的马埃勒。在被破解联合招式，金恩、戴安娜都无法使用魔力状况下，打算以「自爆」这一最终手段杀死马埃勒来保护同伴。不料被马埃勒发动「纯洁之香」增加了身体负担，还因太过思念娜贾看到了娜贾的幻觉沉迷其中。虽然被娜贾的幻觉束缚，但哥塞尔因为能和娜贾永远在一起感到非常高兴。（马埃勒已经面临崩坏导致）幻觉解除以后决定「侵入」被戒禁束缚的马埃勒的精神，使之获得解放。
282话潜入身体面临崩坏的马埃勒的精神世界，劝说和告诉了马埃勒当初被「无欲」哥塞尔挑选投靠魔神族阵营的“实情”之后被赶了出去。但这成功刺激了马埃勒的求生意志，逐出了所有戒禁。身体下落即将撞毁之前，由恢复正常的马埃勒主动伸出援手。
魔神王复活后及时救下了伊丽莎白。目前正與〈七大罪〉成员、伊莉莎白等人與魔神王對峙中（重傷）。在班成功吸引魔神王的注意下，使用「侵入」魔力成功进入魔神王的精神世界，带着〈七大罪〉成员（班除外）、伊丽莎白与梅里奧達斯重聚。重聚过程，变得会察言观色梅里奧達斯和伊丽莎白的关系。分开最后感谢梅里奧達斯集结〈七大罪〉为之找回了内心。
罪狀『用〈色慾〉誘惑公主，加以姦淫之後還以殘忍手法將她殺害。』
實際上是為了救因為心臟病發作而死的國王的姐姐——娜贾而想把自己的心放入其體內，但因無法使之復活而受到打擊而把他那顆本尊哥塞尔做給他只有安慰作用的『心』(本尊哥塞尔騙他那裡面有「心之魔法」，但其实只是一个安慰哥塞尔感叹自己只是一个人偶的护身符)丟棄在城堡地下，並消除自己的記憶。
神器： 「雙弓 哈利特」
裝備在哥塞尔體內的光之弓，能把自己的魔力「侵入」作為箭射出。無須拉弦亦能進行精密射擊及連射。雖然外表是光，但是其實存在著實體。
| 神器解放         | 效果                                                         |
| ---------------- | ------------------------------------------------------------ |
| 「自動追尾模式」 | 雙弓交疊的十字形態。此模式下，魔力將會自動鎖定目標進行攻擊。 |
| 「范围扩大」     | 將使用者的魔力效果範圍大幅度的進行擴張。                     |
| 招式名稱                       | 說明 |
| ------------------------------ | --- |
| 合技 "天空的光弓"              | 以自己的「神器」配合金恩的「神器」使用。將對手擊飛到遙遠的地平線處並產生大爆炸，對手的身體和精神都會受到相當的傷害。   |
| 三位一体联合招式"怒涛般的乱击" | 身著神树之衣的金恩在哥塞尔发动幻影庭园产生大量金恩分身同时，加上配合黛安娜使用多洛爾之舞提高金恩的鬪級發動的組合攻擊。 |
魔力：「侵入」
讀取並控制對方的思想和記憶。不只是消除或是操作對方的记忆，还能窃取思考的优秀能力。
| 招式名稱         | 說明 |
| ---------------- | --- |
| "探索之光"       | 射出小型的光之箭來讀取中箭者的記憶。只要是有看過的，即使對方忘記了也能讀取到一定程度的記憶。                                                     |
| "瘡蓋的記憶"     | 射出大量的光之箭，被射中的對象會被改寫記憶，但一旦被發現前後矛盾記憶便會復原。                                                                   |
| "噩夢囈語"       | 以雙手將光之箭連接至對方的頭部，以喚醒對方心中的黑暗、恐懼等。對方有很大機會不能從惡夢中醒來。                                                   |
| "光箭傳達"       | 將情報化成光之箭植入對象的頭中，籍此可以做到瞬間共享情報的效果。一次可與對多人使用。                                                             |
| "大停電"         | 以自身作為中心的半經3英里範圍內，把氣力低於400的全生物的活動能力停止10分鐘。                                                                     |
| "大停電之箭"     | 把"大停電"作為箭射出，停止特定對象的活動能力。                                                                                                   |
| "綁架傀儡"       | 自由操控被光之箭擊中的目標的一切行動。被操控者必須是本身能以神經控制自身的生物。                                                                 |
| "操控傀儡"       | 把光之箭打進對方所操控的物體中，以奪取操控權。                                                                                                   |
| "傀儡亂射"       | 胡亂地射出"綁架傀儡"。 |
| "逐漸消失的彼岸" | 把對象的記憶，由「任意的時期點 → 最近的時期點」開始逐漸進行刪除。被刪除的記憶無法復原。 曾对戴安娜和自己使用。                                   |
| "心象鏡"         | 把自身的記憶以映象方式投影出來。 |
| "神經切斷"       | 切斷目標的神經以停止其行動力，效果為10秒。 |
| "感覺甦醒者"     | 激發生物的所有感官。在馬埃勒使用慈愛的光球，使眾人昏昏欲睡差點死亡時，哥塞尔使出此招喚醒大家，但是會因為身上的傷口而感到全身疼痛。               |
| "幻影庭园"       | 在一定的範圍之內產生多重的幻影。 |
| "自爆"           | 從艾斯卡諾身上的「太陽」抽取魔力為基礎，加入破壞的四元素，再藉由瑪琳的「無限」把爆破功能提升到極致，能夠消滅以哥賽爾為中心10英里之內所有的物質。 |
| "魔力切斷"       | 讓對手的魔力中斷而無法使用。 |

#### 〈暴食之罪〉
瑪琳（Merlin，聲：坂本真綾（日本）；汪世瑋（台灣）；馮詠恩（香港））
| 身高  | 體重 | 生日    | 血型 | 慣用手 | 種族 | 年齡                                    |
| ----- | ---- | ------- | ---- | ------ | ---- | --------------------------------------- |
| 177cm | 57kg | 12月3日 | AB型 | 右手   | 人類 | 3000歲以上 (肉體年齡30歲，真实年龄12岁) |

鬪級：4710→真實闘級推測：220000
〈七大罪〉的團員，〈暴食之罪〉的瑪琳。紋身為「野豬」，位於脖子左側。在〈豬帽亭〉的担任全新的调味品、酒类开发。喜歡的食物是葡萄乾。酒量在〈七大罪〉里和梅里奧達斯并列最好。在聖騎士時代的階級為「金剛」。
外表為穿著暴露的美女，真面目為體形幼小的女孩。據梅里奧達斯所述，她是「布里塔尼亞首屈一指的魔术士」。亞瑟王和薇薇安的师傅，拥有众多的弟子。擁有过人的魔力和空間轉移的能力，见多识广，热爱做实验還會製作各式各樣的魔法道具和藥品，例如霍克的「巴羅爾的魔眼」和黛安娜的「變小魔藥逆向版」。據說持有300多種的魔道具。传授玛琳魔术的师傅是〈十诫〉「无欲」的哥塞尔和自己的父亲。
亞瑟王的左右手，師傅兼好友。十年前发生〈七大罪〉“叛国”事件后结识，第一次见面就发现亚瑟身上具有“深不可测的素质和未知的魔力”，认为这是“命运的安排”，对亚瑟寄予厚望。之后留在亚瑟的身边担任师傅，希望激发他的可能性并守护着他成长。卡梅洛沦陷后，比起拯救王国的人民或解放卡梅洛以及打败賽多里斯，玛琳的首要目标是“保护亚瑟”。对于亚瑟是师徒之情。在过去，曾经单恋过梅里奧達斯，因為梅利奧達斯曾在自己沒父愛的童年，給了瑪琳最溫暖的愛，因此，為了讓不把幼小的自己視為女性的梅利奧達斯喜歡自己，捨棄他小女孩的外貌，重生為成熟女性，並且為了能保留自己的形象，施法將自身的時間停止，這都是為了能永遠得到梅利奧達斯的歡心。与父亲家人的关系将彼此当作观察对象，丝毫没有父女间的亲情可言，因為父親對天才的她期望甚高。。
对于艾斯卡诺，不惧怕他身上的「诅咒」反而对他充满兴趣。与艾斯卡诺的救命恩人罗莎长得一模一样，原因未知。这也是导致后来艾斯卡诺对玛琳一见钟情的原因。〈七大罪〉里面唯一可以让白天的艾斯卡诺言听计从的人。
十年前〈七大罪〉“叛国”事件发生的那一天，玛琳首先提出各自分头逃跑，并用「瞬间移动」先送走了班等其余五人离开。但梅里奧達斯由于因为伊丽莎白受伤抑制不了怒气，差点失控进入了“歼灭模式”，玛琳只好抽走了他的力量并让他昏迷，提示梅里奧達斯我们真正的目的是打倒复活的〈十诫〉以及破除姊姊身上的诅咒。之后也把他送走了。
被哥塞爾懷疑為十年前陷〈七大罪〉於叛國並造成團隊分崩離析的元凶，但可能是其徒弟薇薇安設下的圈套。事件发生時拿走梅里奧達斯身上的某樣東西（後期得知為梅里奧達斯原有的力量），並在之後前往卡梅洛跟在亞瑟王的身邊擔任魔術士。
在「七大罪」營救伊麗莎白的戰鬥時，與亞瑟王一同來到王國準備救出被軟禁的國王，之後打敗自己的徒弟薇薇安，並順利救出國王與伊麗莎白，而後與亞瑟王一同將重病的國王帶回卡梅洛救治。於韓德利克森被打敗後，將國王帶回里歐涅絲，答應哥塞爾會給他新的鎧甲，並對梅里奧達斯表示自己會暫時回歸〈七大罪〉的行列。
与迦兰的一战中，打算通过撒谎拖延时间但不料身中「真实」的戒禁而身体遭石化，而灵魂转移到神器「阿尔丹」。拿十诫的闘级水平与王国全部圣骑士闘级水平比较，提出认为优先让梅里奧達斯取回力量而建议前往德鲁伊的圣地。似乎因为活得太长了以致忘记了自己的身份和情感。里欧涅斯保卫战时宣布自己為貝利艾魯茵之女(貝利艾魯茵都市的倖存者)，令〈十诫〉弗劳德林和古雷伊罗德感到震惊。把古雷罗伊德产的卵全部冻住，其後用「無盡的漩渦」將古雷伊羅德收入試管裡（后来「不杀」戒禁之后转移到梅里奧達斯手里）。通过一个晚上，把被破坏的城镇和城堡恢复原貌。
有人類無法發音的真名。對〈十誡〉的戒禁持有抗性，在不殺的古雷羅德面前殺生卻沒有老死，因為瑪琳在小時候，為了讓不把幼小的自己視為女性的梅利奧達斯喜歡自己，捨棄他小女孩的外貌，重生為成熟女性，並且為了能保留自己的形象，施法將自身的時間停止，這都是為了能永遠得到梅利奧達斯的歡心。216话玛琳重述国王看见新的预兆，在圣骑士长被杀害的古城上，七大罪将再次集结在一起。219话派出使蝙蝠使魔欧隆迪在卡梅洛寻找亚瑟的下落，但被賽多里斯发现，因转移黑暗攻击到自己身上而重伤。221话，经鉴定因为是诅咒而引发高烧幸得伊丽莎白治疗。230話將失去瘴氣變回毒蛇的梅拉斯丘拉收入試管裡（之后「信仰」戒禁一直保管在玛琳手里）。在三千年前就认识梅里奧達斯等人，且瑪琳还以「姊姊」称呼最喜欢的人伊丽莎白（女神族）（本人不願承認）。
在248話中，解除變身的样貌後使赛多里斯十分驚訝，揭露瑪琳為受到魔神王與最高神雙重祝福的女孩。欺騙了欲得到瑪琳的魔神王及最高神，得到了有關魔界秘術的一切知識以及防止女神洗腦術的加護，和能使任何黑暗的詛咒與戒禁都無效的加護。
255话里欧涅丝方面，玛琳先提出在〈光之圣痕〉出发卡梅洛前要独自救出亚瑟王，因为他是「希望之子」，迟早带领整个布里塔尼亚大陆。256话用冰柱之城"牵制住裘萨克，然后瞬间移动成功救走了处于劣势的亚瑟。但由于看见亚瑟用圣剑刺穿心脏而惊慌失措和陷入绝望，被伊麗莎白认为亚瑟对于玛琳来讲就相当于梅里奧達斯守护伊麗莎白一样。通过伊丽莎白“给予祝福”的「咒语」，感到怀念而终于哭出来。重新振作后，发誓解除姊姊身上的诅咒以及阻止梅里奧達斯变成魔神王，接着参与确认联合军对抗魔神族的作战内容和部队编组会议。在聯合軍中為強襲部隊的一員。
295话保管的「信仰」戒禁與從馬埃勒體內分離出的四戒禁产生共鸣，直接脱离梅拉斯丘拉一起飛向了梅里奧達斯的身边。296话，关键时刻，对梅里奧達斯所在的茧施以禁咒"時间之棺"，打算停止梅里奧達斯的时间但是咏唱咒语到完成需要一些时间，期间需要被金恩、艾斯卡诺保护，后面还加入了流德雪尔（精神体）。之后（298话）〈七大罪〉等人抵达，一起保护玛琳。
目前正與〈七大罪〉成员、伊丽莎白等人與魔神王對峙中（重傷）。之后与伊丽莎白等人一起进入魔神王的精神世界，成功与梅里奧達斯重聚。分开最后“威胁”着梅里奧達斯，如果他瞬间想过放弃姊接那就让他遵守某个「约定」。
與眾人聯手擊敗後魔神王後由於艾斯卡諾的身體超出負荷而開始釋放「太陽」的魔力並逐漸化為灰燼時，聽到艾斯卡諾臨終前的表白後主動上前吻他並於臉上留下了不可磨滅的傷疤作為他曾經存在的證明，並聽著艾斯卡諾最後的詩看其化為灰燼逝去。名字取自于古不列颠神话亚瑟王传说里的魔法师梅林 (亚瑟王传说)。
罪狀『不明。』
“暴食”的称号推测来自自身对魔法知识和实验求知若渴，永不满足的习惯嗜好。正篇剧情尚未公开。
神器： 「明星 阿爾丹」
一個表面印有數千個古代文字的球體。能把自身的靈魂轉移至其中，靈魂在球體期間也能毫無阻礙地與周圍進行溝通。還能投射出幻影等，用途十分多端。
魔力：「無限」
自己所發動的魔法將會永久持續。即使是需要龐大魔力才能發動的魔法，只要本人沒有解除的意思，將會持續下去。属于是犯规等级的魔力。
| 招式名稱         | 說明 |
| ---------------- | --- |
| "瞬間移動"       | 使特定對象瞬間移動到任意位置。 |
| "絕對強制解除"   | 強制消除他人所設置的魔力術式，但如果術式過於強大則無法消除。 |
| "完美立方體"     | 源自魔界的秘術，會把一切的外來攻擊全數反彈的立方體狀結界，除非施術者認可，否則任何人均不可入侵。 |
| "魔力増強"       | 增幅特定對象的魔力攻擊技能的威力。 |
| "魔力解除"       | 消除對象／物體被施加的魔力。 |
| "物體轉移"       | 轉移物體的魔力。 |
| "探知"           | 以魔力搜索一定範圍內的對象／物體。 |
| "殲滅之光"       | 向前釋放出強大的破壞光束。 |
| "随机光球"       | 生成无数彩色光球作攻击。 |
| "無盡的漩渦"     | 生成巨大的漩渦，把範圍內的對象全數拉進中心處。 |
| "雙重衝波"       | 不屬於攻擊魔法，能測出被擊中的人的鬥級。使出巨大的衝擊波命中對手找出其弱點然後發動攻擊。第一波中蘊含了四大元素以及用它們組合而成的多屬性魔力，找出對手抗性最弱的魔力屬性(像是魔神族最上位魔神錢德勒抗性最弱的屬性是雷，裘薩克抗性最弱的屬性是風)，第二波是顯著降低對手的抗性的弱化魔法，不僅如此在瑪琳的魔力「無限」的作用之下，在這些空間內對手抗性最弱的魔力屬性內流動，受到每一次的攻擊抗性會持續下降，若是對手使用詠唱咒語和攻擊的動作，就會自動反應立刻發動攻擊，在瑪琳的魔力「無限」中將會永遠不停止直到該者斷氣為止。此外雙重衝波是瑪琳也不清楚的魔法，瑪琳說這是在「雙屬性攻擊魔法」上，隨機組合了「透明化」、「無法感知」、「自動追蹤」和「無限」而形成的，連〈四大天使〉流德雪爾都認為是個犯規性的魔力。 |
| "炼狱之毒"       | 提取自“炼狱”的剧毒，敌人吸收以后足以立刻毙命。 |
| "詛咒婚約"       | 指定支配方與被支配方的詛咒魔法，被支配方無名指會出現一枚戒指，戒指絕對無法摘下，在特定情況下[55]會發動魔力令被支配方受到精神痛楚[56]。 |
| "炫目衝撃的尾針" | 以閃電衝擊擊眩目標。 |
| "封魔"           | 暫時封住目標對象的魔力使用權，對方本身已使用的魔力也會被解除。 |
| "冰柱之城"       | 向前釋放出數多的冰柱，用來攻擊及牽制敵人。 |
| "水之衣"         | 以水包裹在身上。因為折射了光，所以可以完美掩蓋重要部份。對火焰的耐性也很強。 |
| "波龍"           | 創造出龍狀的海浪，可作移動用途。 |
| "爆炎"           | 釋放出威力強的火炎，引起大爆發。 |
| 禁咒"時之棺"     | 暫停住目標時間的禁咒，也能將目標旁邊的事物一起暫停，從發動到完成需要12分鐘的時間。 |
| "露显"           | 对诅咒灌入魔力，让诅咒力量现出本来的形貌。 |
| "魔力限界突破"   | 使魔力大幅提升，但之後會因副作用睡上一個星期。 |
| "全魔力合體"     | 使不同的魔力攻擊合而為一。 |
| 招式名稱           | 說明                                                             |
| ------------------ | ---------------------------------------------------------------- |
| 聯合招式"三層牢獄" | 伊麗莎白的聖櫃與瑪琳的完美立方體加上金恩的花粒園構成的三重結界。 |

#### 〈傲慢之罪〉
艾斯卡諾（Escanor，聲：杉田智和（日本）；林正騏（台灣）；陳健豪（香港））
| 身高          | 體重         | 生日   | 血型 | 慣用手 | 種族 | 年齡 |
| ------------- | ------------ | ------ | ---- | ------ | ---- | ---- |
| 165cm ~ 325cm | 49kg ~ 355kg | 7月1日 | AB型 | 右手   | 人類 | 40歲 |

鬪級：15→ 因心中的「太陽」而短暫變化時：28800 → 對峙迦蘭的途中：50060 → 逼近正午前：114000 → "天上天下唯我獨尊"：推測228000
→"天上天下唯我獨尊·極"：1000000+
已故，前〈七大罪〉的團員，〈傲慢之罪〉的艾斯卡諾。紋身為「獅子」，位於背部正中央。在〈豬帽亭〉担任酒类销售。兴趣是写诗集/诗歌和午睡，喜欢的食物白天是肉料理，晚上是菜料理。在聖騎士時代的階級為「金剛」。
原本是塔利姆王國的二王子。為了阻止哥哥欺負自己卻不小心把哥哥的手給折斷，導致父母都不敢相信所以把艾斯卡諾放逐。年幼的艾斯卡诺后来全靠得到某位侍女（罗萨）的帮助下才得以逃走。长大后得到〈七大罪〉团长梅里奧達斯邀请加入〈七大罪〉。
在通緝令上被描繪成前额两侧留着长刘海的老人姿態。在外傳首次亮相，本傳第147话以外表戴着眼镜且穿侍应服的，留着橘色胡子，身体羸弱和性格胆怯的不起眼中年人形象登場了。人格與體格會隨著早晚時間而劇烈變化，自称自己从出生起就被诅咒，这份力量（魔力）的源头是「太阳」。晚上是個怯生生的瘦削身型青年，膽小且相當自卑。太陽升起後即變成浑身肌肉发达的性格傲慢青年，十年后则是留着醒目八字胡的赤裸上身肌肉发达中年。语气非常目中无人，态度唯我独尊，变得不把对手放在眼内，并封自己是艾斯卡诺公爵。
午夜時鬪級是王國聖騎士最低水平（15），但隨著太陽升起力量逐漸提升，正午時到達全盛（无法测量），此時其鬪級為〈七大罪〉中最高。梅里奧達斯表示艾斯卡諾比取回力量後的他還强。哥塞爾歸隊後曾提及是否要找尋艾斯卡諾，但梅里奧達斯表示還不急。直至离开德鲁伊的圣地取回力量后开始提出寻找艾斯卡诺。
平時戴著瑪琳製作的魔法眼鏡來封印魔力，只要脫下眼鏡就會馬上發動魔力。眼镜没有度数和哥塞尔不同视力很好。天生爱念诗或是寫詩和创作诗歌。早上和傍晚的艾斯卡诺几乎一样，越接近中午，浑身肌肉发达就越明显。夜晚与白天的艾斯卡诺知道彼此存在，夜晚的很羡慕白天的但白天的讨厌晚上的。
非常尊敬團長和仰慕瑪琳。视梅里奧達斯作自己真正的朋友和救命恩人，认为两人都是身中“诅咒”之人，可以体会其中的痛苦，还因此为梅里奧達斯作了一首诗，甚至愿意赌上自己性命也要阻止梅里奧達斯暴走和主动归还恩宠，梅里奧達斯对此表达感谢；对于玛琳一直喜爱和仰慕着，写给玛琳的诗歌有上千首。追求玛琳并不是结伴同行而是位于自己心中的「太阳」一样的形象追随。认为对大部分玛琳以外的女性来说自己虽然很有魅力（白天状态），但自己只在意玛琳看法。顺应着自己的内心的想法保护和跟随着玛琳，只有玛琳能让艾斯卡诺（白天状态）言听计从；即使是体格比自己大的戴安娜和年长的金恩，艾斯卡诺也会狠狠地回应他们；虽然有时会被不懂人情世故的哥塞尔捉弄，但他也是艾斯卡诺的情感倾诉对象和作为同伴喜爱着；对于有着异常人格变化的艾斯卡诺，里欧涅丝的人民对之畏而生惧，因此与同样傲慢的，目中无人的〈四大天使〉长流德雪尔非常合不来；可能曾经与霍克组队的关系，把霍克当作自己的宠物一样调戏；对于玛琳过于关心亚瑟一事不理解，认为亚瑟只是一个不成熟的小孩，不值得为之冒险。但见到玛琳因为亚瑟之死一筹莫展和落泪时，自己的矜持也会跟着动摇心情变得失落。
本傳在班、茱莉柯和伊蓮恩被迦蘭和梅拉斯丘拉追殺時逃到一間隱居的酒館(「美丽的暴食」)而再次曝光，並以軟弱大叔的模樣出現，天亮了以后與〈十誡〉迦蘭交手，將使用「臨界突破」，鬪級高達40000的迦蘭嚇跑，打破自己的誓言令其自身石化。之后与班一行人以及后来赶到的金恩重逢。
在〈十誡〉举办的大・打架祭上，最初只是负责运酒到会场，无意参与而被葛罗基西尼亚重伤后治好。分组比赛开始后与霍克组成一队，对手是朱莉柯和哥塞尔。因为不想与〈七大罪〉同伴互相杀戮，但被渴望得到「心」的哥塞尔强行触发心中的“太阳”——玛琳的回忆，产生短暂闘级变化，发起攻击（据初代妖精王形容魔力大小与艾斯塔洛萨一个级别）回敬了引发这场毫无意义斗争的元凶——「巨人王」多罗尔和「妖精王」葛罗基西尼亚。这一举动也间接为梅里奧達斯一口气扳倒两位〈十誡〉提供了可乘之机，直至后面〈十誡〉全员集结，梅里奧達斯被杀死。在里欧涅丝保卫一战與〈十誡〉的艾斯塔洛薩交手展開激烈戰鬥。在接近中午時間，以"無慈悲的太陽"把艾斯塔洛薩和前來相助的賽多里斯擊到遠方。
与「信仰」的梅拉斯丘拉一战结束后，在梅里奧達斯變成〈十誡〉統領的「殲滅状態」時與他對戰。接近正午的艾斯卡諾，其鬪級飆升至11萬4000，但仍被梅里奧達斯完虐。其後，到達正午的瞬間，艾斯卡諾進入了"天上天下唯我獨尊"，其身軀肌肉暴漲至前所未有的狀態，連梅里奧達斯都無法砍傷其一根汗毛，被艾斯卡諾戲稱跟抓癢沒兩樣。而後艾斯卡諾使出"聖劍 艾斯卡諾"，將梅里奧達斯砍至負傷爆血。以絕對強者的身姿俯視躺臥在血泊中的梅里奧達斯，之後因戰鬥中魔力使用過度也陷入了昏迷。之后经玛琳确认，相对于梅里奧達斯受伤程度78%，艾斯卡诺受伤程度却达到98%。昏迷过程中由于钱德勒带来的真正的「黑夜」的影响，恢复原来的样貌。
第253話中，由流德雪爾证实艾斯卡諾身負的奇特魔力（最初被认为是诅咒的力量）是四大天使真葉戰死後失落的恩寵「太陽」。在聯合軍中為強襲部隊的一員。在正式出发之前有吐血发生，发现身体就要快承受不住恩宠的力量。目前正與〈七大罪〉其余成员、伊莉莎白等人與魔神王對峙中（因將「恩寵．太陽」借出馬埃勒，因此保持夜间版瘦弱中年人形態）。之后与伊丽莎白等人一起进入魔神王的精神世界，成功与梅里奧達斯重聚。最后表示愿意为了自己的救命恩人与朋友（梅里奧達斯）赌上自己的性命。因迎擊魔神王而像馬埃勒要回恩寵，戰鬥過程使出天上天下唯我獨尊·極，燃燒生命使其魔力在魔神王之上。在七大罪聯手擊敗魔神王後，因將生命燃燒殆盡而化為灰燼逝去。是唯一一個去世的七大罪團員。
罪狀『 在王國周邊的城市和村落多次進行破壞並給百姓帶來恐慌，對趕往現場的王國聖騎士進行過分的暴力行為，被帶到國王陛下御前的時候出言不遜態度不恭以及把上前阻止的薩拉托拉斯聖骑士長打成重傷。』
實際上給王國周邊的城市和村落帶來破壞的是附近的怪物，艾斯卡诺想為百姓驅趕怪物，反而更為被百姓懼怕。打傷聖騎士及對國王不敬是受魔力的影響以致白天無法控制自己，他本人亦很討厭白天的自己。

神器： 「神斧 利塔」
一把巨大的單手斧，重量是黛安娜的戰鎚破壞者的兩倍以上，連梅里奧達斯、甚至在〈十誡〉中以力量見稱的迦蘭也難以搬動。
| 神器解放       | 效果                                                           |
| -------------- | -------------------------------------------------------------- |
| 「充填＆放射」 | 將艾斯卡諾因「太陽」而釋放的熱能盡數吸收儲存，再自由釋放出來。 |
| 招式名稱 | 說明                                           |
| -------- | ---------------------------------------------- |
| "微塵斬" | 以「神斧」極速揮出斬擊，藉以產生巨大的破壞力。 |
魔力：「太陽」
將自身魔力化為太陽般的熾熱烈焰，殺傷力無比可怕。
→無（暂时借出归还〈四大天使〉马埃勒）→太阳
| 招式名稱                | 說明                                                                                                 |
| ----------------------- | --- |
| "無慈悲的太陽"          | 製造小型太陽，散發的熱能會使周遭一切融化，可對敵人展開直擊。可乘在上面飛行。                         |
| "炸裂的傲慢"            | 將小型太陽射向敵人，再引爆射出的火球產生巨大爆炸，將目標周圍變為一片焦土。                           |
| "天上天下唯我獨尊"      | 進入正午的瞬間，在一分鐘內變為無敵的化身。此狀態下艾斯卡諾的鬪級變得無法量測 。                      |
| "聖劍 艾斯卡諾"         | 在"天上天下唯我獨尊"狀態下使用，以手刀單手劃出毀滅性的斬擊，一擊足以重創「殲滅状態」下的梅里奧達斯。 |
| "爆發的矜持 "           | 小型太陽火球的大範圍掃射攻擊。                                                                       |
| "聖槍 艾斯卡諾"         | 在"天上天下唯我獨尊"狀態下使用，以食指做出破壞力十足的突刺攻擊，藉此貫穿敵人的身軀。                 |
| "究極天上天下唯我獨尊 " | 燃燒自己的生命，延長天上天下唯我獨尊的時間 。                                                        |
| " 終焉的業火"           | 在指尖聚集起用來討滅神的強大火焰 。                                                                  |

## 續作〈默示錄的四騎士〉
《默示錄的四騎士》是卡梅洛王國的預言中，將會殺害亞瑟王的四位聖騎士的成員。全員皆是少年且非現役聖騎士。

## 里歐涅絲王國

### 王族
巴爾托拉・里歐涅絲（Bartra Liones，聲: 西凜太朗／山谷祥生〈少年〉（日本）；劉傑／何志威〈少年〉（台灣）；陸頌愚／譚禹晋〈少年〉（香港））
生日11月11日／60歲／鬪級530。
里歐涅絲王國的國王，伊麗莎白的養父。組織「七大罪」并赐予其各自神器之人。因預見「聖戰」而要求騎士團解除武裝，此舉令騎士團發動政變，之後被囚禁於王城內。在七大罪為了營救伊麗莎白的戰鬥後一同被救出，但由於重病（其實只是胃潰瘍），而被瑪琳與亞瑟帶回「卡梅洛」救治。於韓德利克森被打敗後再由瑪琳帶回，但似乎對瑪琳在他身上實驗的治療魔法後留下可怕的回憶。在奪回王國的王國誕生祭過後以自身魔力「千里眼」的預言中出现十个影子，聖戰的跡象沒有消亡反而變的更強烈，且南方的王國卡梅洛王國將面臨極大的威脅。
初次將哥塞爾帶進王城時為了讓哥塞爾不會被起疑而要求他穿上女僕裝扮成侍女，而且不知為何很執著這個要求，此舉啟發了哥塞爾往後的女裝習慣。
卡洛兰
享年25歲。里歐涅絲王國的王妃，巴爾托拉的妻子，瑪格麗特、貝洛妮卡的母親，伊麗莎白的養母，小说版交代十四年前与都雷法斯的妻子（古利亚摩尔的母亲）、萨拉托拉斯的妻子（吉尔桑达的母亲）一起因遭怪物襲擊而死。
瑪格麗特・里歐涅絲（Margaret Liones，聲：水樹奈奈（日本）；穆宣名〈第一～二季〉→蔡雅如〈第三季〉（台灣）；羅婉楓（香港））
生日7月7日／22歲／鬪級110(魔力0・武力10・氣力100）。
里歐涅絲王國的大公主，吉爾桑達的青梅竹马和恋人，但因被胁迫当人质与之感情中断了10年以上。被囚禁於王城的地牢內。其實一開始就發現殺害原聖騎士長薩拉托拉斯（吉爾桑達的父親）是都雷法斯與韓德利克森，但在告訴吉爾桑達時被薇薇安發現，因而被當作威脅吉爾桑達的人質，兩人的身邊都有使魔在監視。
在梅里奧達斯前來營救伊麗莎白時，吉爾桑達以只有兩人知道的約定之言，使梅里奧達斯發現自己被監視的事實，其後他將公主身邊的使魔斬殺，令兩人從十年來的痛苦中解放。
在都雷法斯和韓德利克森陪同下踏上夺回遭到薇薇安綁架而下落不明的吉爾桑達的旅程。旅途期間因寻找戀人的強烈願望而受到女神族的〈四大天使〉流德雪爾的呼唤来到某一座德鲁伊的祭坛，並解開其封印，被其附身。被流德雪儿评价为“最棒的容器”。但在达成“'拯救恋人，讨伐魔女”的愿望后，作為代價瑪格麗特成為了流德雪爾容器。
多亏韩德利克森的出手相助，最终摆脱流德雪尔附身然后被吉尔桑达护送离战场。现已平安回到里欧涅丝王国。
貝洛妮卡・里歐涅絲（Veronica Liones，聲：金元壽子（日本）；陳筱寧（台灣）；姜嘉蕾→馮詠恩（第二季）（香港））
生日5月22日／18歲／鬪級80(魔力0・武力35・氣力45）。
里歐涅絲國王國的二公主。拜泽尔祭上為了保護妹妹伊麗莎白，被吉拉事先設下的地雷給炸死。因為不知道事實真相，相較於瑪格麗特和伊麗莎白較視七大罪為敵人。跟娜賈有幾分相似，可在其身上看到娜賈的影子。
在眾人與魔神化的韓德利克森戰鬥時，得知還活著(似乎受伊麗莎白魔力的影響免於一死)並一直被古利亞摩爾照顧一切生活起居，於韓德利克森被打敗後回到王國。从番外篇得知，现在圣骑士吉拉的指导下学习剑术。
伊麗莎白・里歐涅絲（Elizabeth Liones）
里歐涅絲國王國的三公主(表面上)。身上流著森林贤者德鲁伊的血统。也被称为女神的使徒，拥有强大的治愈能力。
梅里奧達斯所爱的人，因为三千年前的诅咒，让她背负着如果想起自己的記憶，三天後會在其面前死去再转世的宿命。
詳細請參見主要人物「伊麗莎白」。
安娜（Anna，聲：待补充（日本））
都雷法斯的妻子，古利亞摩爾的母親。小说版交代與王妃卡洛蘭一同遭遇怪物襲擊而死。
丹哲尔・里歐涅絲（Denzel Liones）
巴爾托拉的弟弟。
詳細請參見〈蒼天之六連星〉「丹哲爾・里歐涅絲」。
娜賈・里歐涅絲（Naja Liones，聲：麻倉桃（日本）；錢欣郁（台灣）；植婉雯（香港））
巴爾托拉與丹哲爾的姐姐，玛格丽特和贝洛妮卡的姑姑。45年前里歐涅絲國王國的公主，〈七大罪〉哥塞爾的戀人。在里歐涅絲城堡地底遇見失去記憶的哥塞爾。患有先天性的心臟病，最終因心臟病發而早逝。在哥塞尔陪伴下在床边临终，死時面露笑容。
在天空演舞场遗址时，被吸收了四個戒禁的马埃勒以"纯洁的香薰"制造的幻觉再次出场。

### 聖騎士
薩拉托拉斯（Zaratras，聲：小山力也（日本）；曹冀魯（台灣）；梁皓翔（香港））
生日7月14日／种族：人类(德鲁伊族)。
鬪級3060(魔力1180・武力930・氣力950）
前代聖騎士長。為森林賢者(德魯伊)的後代。吉爾桑達的父親。10年前疑為被七大罪殺害，導致七大罪被定下了顛覆王國的反叛罪名。實際上是由於都雷法斯自身的嫉妒而和韓德利克森共謀在食物下毒之後兩人合謀將其殺死並嫁禍給了七大罪。在番外篇「爱丁堡的吸血鬼」首次展示他生前的淨化魔力和实力。在葛羅基尼西亞與多羅爾舉辦的打架大會中，以聖騎士銀的身份參賽。於180話再度出現於豬帽亭，根據本人闡述是因為梅拉斯丘拉的法术加上對自己的怨念而暂时復活。181话，借助曾经在德鲁伊用于梅里奧達斯试炼的某个秘术帮助伊丽莎白看到了伊丽莎白与梅里奧達斯所交汇的16年前的记忆。193話赌上自己的性命發動「淨化」，成功逐出佔據都雷法斯身體的弗勞德林後死去，消失前表示留下在天上永遠守護吉爾桑達的遗言，並希望都雷法斯二人能傳達給吉爾桑達。
魔力：「雷神」（雷神。能夠自由操控雷。
魔力：「淨化」（浄化。魔神族最畏懼的力量。
必杀技: 雷神之肃清、雷神剑、雷神之闪动。

#### 都雷法斯派
都雷法斯（Dreyfus，聲：小西克幸（日本）；何志威（台灣）；李家傑（香港））
生日11月29日／47歲
鬪级3000→至少8000以上
王國的兩大聖騎士長之一，前代聖騎士長薩拉托拉斯的親弟弟。被称为拥有钢铁意志的男人，多毛症体质。
十年前和韩德利克森一起殺死了自己的親哥哥薩拉托拉斯（同父異母），並嫁禍七大罪。在七大罪與亞瑟王營救出伊麗莎白與國王後，其罪狀被長公主瑪格麗特與色慾之罪的哥塞爾揭發，他表示殺死親哥哥奪取聖騎士長的位子，僅是想成為能讓兒子自豪的父親。
在為了救出被韓德利克森帶走的伊麗莎白公主，對抗韩德利克森時，不小心誤傷伊麗莎白，韓德利克森受到討伐之後，攻擊護送的聖騎士（豪爾和三位〈破晓的咆哮〉成员）後逃逸。在瑪琳的提點下,吉爾桑達、豪爾與兒子古利亞摩爾推測，都雷法斯可能已經受到了非人之物的控制，而且暗中協助韩德利克森。
於108話救了被梅里奧達斯打至重傷的韓德利克森，並讓他集齊了復活魔神的碎片，因而完成了魔神復活的儀式，解開了九位魔神族的封印（因為女神使徒的血不完全），被同胞稱為弗勞德林。在恢复原本人格的韓德利克森回忆十年前与都雷法斯一起调查达那弗尔洞穴过程中，为救好友韩德利克森，身体自愿遭到「十诫」弗劳德林佔據，但都雷法斯精神也受到弗劳德林控制。十年间，由于与弗劳德林共存一个身体有着一起养育儿子古利亚摩尔的记忆。因为两人融为一体，所以都雷法斯变得能够双手并用（弗劳德林是右撇子）。
王都保卫战一役由於哥哥薩拉托拉斯捨身使用「淨化」魔力把佔據其身體的弗勞德林趕出，終於得以解放。
與韩德利克森一起負責保護瑪格麗特公主，踏上夺回吉爾桑達的旅程。凭借弗劳德林的记忆，认出附身在玛格丽特公主身上的正是女神族〈四大天使〉流德雪尔。救出吉爾桑達後與流德雪爾一同返回王國，但对于韩德利克森对流德雪尔的态度感到失望而敬而远之。
在防衛部隊中擔任南門的指揮官。266话因为救子心切，觉醒了因被弗劳德林长期附身继承的魔力「巨大化」，成功打败了敌人。278话里欧涅斯大本营遭遇「光明与黑暗的災難」时指挥民众避难。
魔力：「碎貫」砕貫
能夠使用强大的力量貫穿破壞前方所有東西。
魔力：「巨大化」
從魔神族的弗勞德林那裏所得到的魔力。
。
必杀技：贯突、崩击、罗贯、冲破、流击、天汉破狱刃、罗汉扇弹。
合體技：净灭冲。
吉爾桑達（Gilthunder，聲：宮野真守／山本和臣【少年】（日本）；劉傑／汪世瑋【少年】（台灣）；伍博民／馮詠恩【少年】（香港））
生日8月26日／21歲
鬪級1910，試煉後升至2350（22卷结束时时间点）。
階級為“金刚”，都雷法斯派的聖騎士。前代聖騎士長的兒子。擁有聖騎士最高位的「金剛」的稱號，聖騎士中實力僅次於聖騎士長以及樞機卿。大公主瑪格麗特的隨侍聖騎士，擁有十分強大的力量。长相英俊，粉红色头发，武器是剑刃呈波浪形状的波浪剑。以前和伊麗莎白關係十分密切，像哥哥般的人物。與瑪格麗特有著互相守护的约定，喜欢彼此但不能明言后得梅里奧達斯帮助成为恋人。被梅里奧達斯叫做吉爾小弟，小时接受梅里奧達斯指导剑术。以前梅里奧達斯很照顾他，任务归来还会带礼物给他。「顽皮三人组」之一，个性温驯。十年後成長為完全不一樣的冷血的人，對七大罪抱有敵意。听说豪瑟和梅里奧達斯一起参加过拜泽尔的祭典以后，内心羡慕着自己也期盼和梅里奧達斯一起出席活动。听说大·拜泽尔祭再举办时，虽然明知是陷阱不过想和梅里奧達斯一起出席的的想法还是没变，因此不敢说出口。
事實上是由於最重要的人，長公主瑪格麗特被暴食之罪的瑪琳，其不孝徒弟的薇薇安當做人質，兩人的身邊都有使魔在監視，因此不得不協助有殺父之仇的都雷法斯與韩德利克森。不過在梅里奧達斯來營救伊麗莎白時，以只有兩人知道的約定之言，使梅里奧達斯發現長公主被作為人質，其後梅里奧達斯將公主身邊的使魔斬殺，令兩人從十年來的痛苦中解放。在打敗韩德利克森後，為了解開朋友豪爾對都雷法斯行為的矛盾，推測都雷法斯是詐死而且已經不是人類。在王國興建時，為了補償人民和確認自己的推測，而與豪爾和古利亞摩爾一同去旅行。十誡入侵王國時遭薇薇安綁架而下落不明（因此与父亲萨拉托拉斯擦肩而过）（190话起），而后得知被关在女神族建造在天空的某一座天空宫，最终被附身于玛格丽特身上的流德雪爾成功救出。後為了保護被附身的瑪格麗特而擔任其護衛，前往魔神族主力聚集的敵陣。現在為聯合軍中強襲部隊的一員。在卡梅洛六强大战中，主要和韩德利克森一旁观战。在魔神王梅里奧達斯诞生前，已经带着成功解除附身的玛格丽特公主撤离卡梅洛战场。
魔力：「雷帝」雷帝」
能自由操控雷電。
必杀技：雷鸣斩、雷帝之剑、雷帝之铁锤、雷獸追襲、雷帝之肃清、雷帝之重鎧、雷帝之抱拥、雷帝之制裁、雷帝之閃動。
合體技：雷竜之城。
三位一體合體技：六角墳場。
豪瑟（Howzer，聲：木村良平（日本）；林正騏（台灣）；郭湛深（香港））
生日9月19日／21歲
階級為“白金”，都雷法斯派的聖騎士。吉爾桑達的親友，使用螺絲劍的青年。暗绿色飞机头发型，內心善良，与外表不同的个性纯情，富正义感。「顽皮三人组」之一，小时受都雷法斯指导剑术，个性贪玩。相較於其他聖騎士敵視七大罪的行為，豪爾在祭典得知黛安娜等人的身分後仍以禮相待，同時也毫不掩飾對七大罪的崇敬之意。曾以參賽者身份參加祭典，並完敗於縮小後的黛安娜，心中默默的喜歡著黛安娜。其後在七大罪來營救伊麗莎白的混戰時，為了救助黛安娜與吉拉一同和聖騎士為敵。但在救出公主與國王，並與破曉之咆哮一起押送都雷法斯去地牢時，被都雷法斯攻擊至重傷，而後獲伊麗莎白的治癒魔力所救。
在王國興建時，為了補償人民和確認吉爾桑達的推測（都雷法斯是詐死而且已經不是人類），而與吉爾桑達和古利亞摩爾一同去旅行。在197話中，由巴爾托拉國王正式任命為王國（代理）聖騎士長一職。在聯合軍中指揮掃蕩部隊的聖騎士團一路南下卡梅洛，与魔神族战斗。现与妖精·巨人援军会合，集结在卡梅洛外围。
在續作中為第三位正式露面的前作角色，且仍然是里昂妮絲的聖騎士長。唐尼的舅父。
魔力：「暴風」
能夠自由的操控龍捲風。
必殺技：上升龍捲風、旋渦・衝擊、超級龍捲風、疾風、贯突、亂氣流。
合體技：雷竜之城、炸彈龍捲風。
三位一體合體技：六角墳場。
古利亞摩爾（Griamore，聲：樱井孝宏／原優子【少年】（日本）；何志威／陳筱寧【少年】（台灣）；陳力航／陳雪瑩【少年】（香港））
生日11月10日／21歲／鬪級1520，小孩子的姿態：鬪級410(魔力390・武力10・氣力10）。
階級為“蒼玉”，都雷法斯聖騎士長的兒子。「顽皮三人组」之一，小时个性胆小爱哭，讨厌毫无力量的自己，因此积极锻炼肉体导致肌肉发达。长黑发，武器是锥形匕首，刚出场时戴全覆盖的头盔。王國二公主的貼身侍衛，對其有好感。在公主／王国奪回戰中一起對抗魔神化的韓德利克森，用魔力「障壁」將韓德利克森成功拖延。在王國興建時，為了確認吉爾桑達的推測（自己父親都雷法斯是詐死而且已經不是人類），而與吉爾桑達和豪爾一同去旅行。
因为太古幽鬼阿欧南能窃读人心，把人变成内心恐惧的东西的一种似恶作剧性质的魔法在修煉后變成小孩子的姿態，同情弗劳德林的下场。里歐涅斯保衛戰後得到心爱的人（贝洛妮卡）的亲吻而恢復(唯一能破除太古幽鬼阿欧南的恶作剧性质的魔法就是要由真愛的人親吻才能解除)。在防衛部隊中擔任東門的指揮官。被出現在東門的帶有荊棘觸手的强大银色魔神（鬪级8000）擊敗並小队几乎全军覆没，后幸得父親都雷法斯救援。
魔力：「障壁」障壁
能製造出無法輕易被破壞的球型屏障。
必殺技：完美單人套房、長方形之壁。
三位一體合體技：六角墳場。
馬爾瑪斯（Marmouth，聲：松田健一郎（日本））
生日3月7日，階級為“红玉”。
能够操縱重力的聖骑士，武器是一對沙鈴，穿着全身包裹的盔甲。豪爾稱之「臭屎殼郎」。
初次登場跟隨吉拉與茱莉柯襲擊巴澤爾拳頭祭。出手攻擊戴安娜，使之掉落地底裂缝，但被變回原來大小黛安娜一擊擊敗。後來在王國奪回篇，和其他里歐涅斯聖騎士一起幫助七大罪攻擊魔神化的韓德利克森。當十誡入侵王國时，被中了敬神戒禁的镇民給杀害。
必殺技：重力X10、重力X30。

#### 韓德利克森派
韓德利克森（Hendrickson，聲：内田夕夜（日本）；曹冀魯（台灣）；何偉誠（香港））
身高182cm／体重72kg／血型O型／生日10月31日／39歲／种族：人类（德鲁伊族）→魔神族→人类（德鲁伊族）／鬪級2650
王國的兩大聖騎士長之一。森林賢者德魯伊的後代。发型向前突出的白发，留羊胡子。十年前，中分发型短发。与都雷法斯虽然表面上不和，但是在很久以前就是亦师亦友的关系。俘虜國王並奴役國民為「聖戰」作準備，又利用「魔神之血」製造「新世代」聖騎士。自己也飲下了「紅色魔神」的血，得到比「新世代」更強的魔力。十年前其就有着少根筋（例如不懂女人心方面），天然的一面。
在七大罪前來奪回伊麗莎白時，與突然到访的亚瑟交戰，然后梅里奥達斯加入，击败亚瑟后与后来赶到的吉尔桑达和薇薇恩夹击梅里奧達斯。但被擺脱"被监视所束缚"的吉尔桑达"叛变"打倒。在首都引发「新世代」圣骑士体内魔神之血暴动，身体也因为红色魔神血的作用变回十年前的模样，而且身材更加健硕。以吉尔桑达性命威胁，并带走了伊丽莎白，目的是女神使徒的血。与押送中逃脱的都雷法斯和古利亚莫尔（动画版删除古利亚莫尔参战）交战，亲手“杀死”了都雷法斯。及时赶到的梅里奧達斯救走了伊丽莎白，与「七大罪」交战即將敗北時飲下比「紅色魔神」更高級的「灰色魔神」的血，不只再次變強連外表也出現變化。灰色魔神化（鬪級5800）後聲稱其真正目的是復活魔神族，並將曾經封印魔神族的四大種族（人類、妖精、女神、巨人）消滅殆盡，而為了解開魔神族的封印，身為女神使者的伊麗莎白的血是不可或缺的。最終被梅里奧達斯以奧義「復仇・反擊」擊敗。虽然被弗劳德林洗脑企图推翻里欧涅丝，但却无法完全控制他少根筋那部分。现在已经恢复原本的人格。
之後卻被都雷法斯的血（實際上是魔神弗勞德林的血，因為魔神族的血具有療傷效果）所救，「常暗之棺的鑰匙」也仍在他手上，還得到了女神使者伊麗莎白的血，集齊了復活魔神的碎片，因而完成了魔神復活的儀式，解開了九個魔神族的封印，但體內魔神的部分被女神族設下的陷阱消滅，貌似也擺脫了弗勞德林（都雷法斯）的控制，後來下定決心要打敗十誡以贖罪。之后恢复原本人格的韩德利克森在小镇协助外出寻找都雷法斯线索的吉尔桑达三人消灭了灰色魔神，在回忆十年前与都雷法斯一起调查达那弗尔洞穴过程中，身体起初遭到「十诫」弗劳德林佔據，但都雷法斯为救其自愿牺牲自己，让弗劳德林占据身。但韩德利克森精神也同时受到弗劳德林（都雷法斯）控制。其后与〈七大罪〉在德鲁伊的圣地汇合，进入试炼洞窟提升力量。虽然被金恩仍然敌视着，但得到梅里奧達斯理解和说情，离开前被德鲁伊的长老安慰希望好好赎罪。保护着变小了的古利亚摩尔与之一组参与大・打架祭。目睹梅里奧達斯被〈十诫〉残忍杀害。在里欧涅丝保卫战中，为讨回好友都雷法斯与之展开战斗但凭自身的魔力和「净化」无法消灭弗劳德林，直至萨拉托拉斯赶到，两人并肩作战最终成功救回都雷法斯。
玛琳因为中了賽多里斯的诅咒而发病时，请来帮忙治疗但是自己（德鲁伊族）的力量不足以治愈，后来找到了伊丽莎白亲自治疗，认为伊丽莎白身上的魔力虽然看似和德鲁伊相同但实质不一样，与女神族相似；與都雷法斯一起保護瑪格麗特公主踏上夺回吉爾桑達的旅程。见到如此痛苦的玛格丽特公主，自己却夺走了二人宝贵的时光，于是与都雷法斯二人发誓无论如何都要弥补她，并向吉尔桑达传达萨拉托拉斯的遗言。一开始想利用净化驱赶玛格丽特身上的“魔力”但失败。見到被女神族流德雪爾附身的瑪格麗特表现十分高興，自願擔任流德雪爾的護衛。原計畫為里歐涅斯防衛部隊西門的指揮官，但被流德雪爾點名带往魔神族主力聚集的敵陣。現在為聯合軍中強襲部隊的一員。在卡梅洛六强大战中，主要和吉尔桑达一旁观战。目前正與〈四大天使〉的马埃勒、流德雪尔一起保护着施法中的进入魔神王的精神世界哥塞尔等〈七大罪〉人的现实躯体，與魔神王對峙中。
魔力：「腐蝕」（腐蝕為能令對象腐蝕壞死）。
魔力：「淨化」（浄化。魔神族最畏懼的力量)
必杀技：万物之腐壞、腐蚀之塔、死者使役
合體技：净灭冲
魔神之力：付呪・獄炎、波形之狱炎、黑雪、暗黑之环、黑死
海爾布萊姆（Helbram）
王国枢机卿。詳細請參見妖精族「海爾布萊姆」。
茱莉柯/潔莉卡（Jericho，聲：井上麻里奈（日本）；穆宣名（台灣）；吳茵（香港））
生日9月6日／18歲／身高160cm／体重50kg／血型AB型／鬪级270→？？？
階級：见习圣骑士→水晶→见习圣骑士
漫画版是银白色头发，动画版是爱丽丝蓝色。守衛巴士提監獄的見習女聖騎士。练习剑术。其後成為海爾布萊姆的部下。在班越獄時被班当作男人并傷害自尊，其後飲下魔神之血，獲得魔神的力量成為「新世代」。与吉拉一起袭击拜泽尔大会，要求班负上让自己变回女人的责任。
在七大罪營救伊麗莎白公主之後，向吉拉訴說自己所以會想要力量，是為了向哥哥古斯塔夫證明自己也能成為聖騎士。但是在韓德利克森發動咒文，使體內魔神之血暴走變成怪物後重傷了自己的哥哥。最後被班奪出體內的魔神球茎而恢復原狀，但卻因此失去魔力並愛上了班。在王國誕生祭後一路跟蹤班與金來到新妖精王之森。被艾斯卡诺获救后，与伊莲恩成为朋友。古斯塔夫死後，獲得魔力「冰牙」（氷牙）同时好像也从班爱恋的执着解放出来，发誓要成为超越哥哥的圣骑士。在防卫部队中担任北门的指挥官。
番外篇中從伊蓮恩口中知曉哥哥死後成為背後靈嚇得逃跑。
过去喝下魔神之血获得的魔力：不明（貌似能够造成伤口愈合的时间停止/减慢，对班的不死之身也能造成伤害）。
必杀技：神速之十闪、神速之断骨。
魔力「冰牙」（氷牙）
必殺技："冰錨"
吉拉/基娜（Guila，聲：伊瀨茉莉也（日本）；汪世瑋（台灣）；王綺婷（香港））
生日12月6日／16歲／鬪級1350（魔力700・武力400・氣力250）。階級為“水晶”。
韓德利克森派的聖騎士，海爾布萊姆的弟子。「新世代」聖騎士。带着发箍，眯眯眼的黑长发女性圣骑士，平胸。与个性直率的茱莉柯比较好相处。
曾進入死者之都與梅里奧達斯、黛安娜以及班戰鬥，讓沒有神器在手的三人在沒用全力的情況陷入苦戰，之後敗給持有神器的金恩。而在後來打架祭典的戰鬥中，和茱莉柯一起打敗了梅里奧達斯和班后又被金恩凭一击击败，海尔布莱姆出手救回二人。事先埋下地雷炸弹，就算炸死王族的贝洛妮卡也以完成任务为由，但企圖抓回伊麗莎白時，卻被打破封印並且魔神化的梅里奧達斯斬下左手，後被茱莉柯接回。有一个弟弟齐尔（聲：中岛唯（日本）；陳雪瑩（香港）），十年前自己的父亲戴尔完成任务中途失踪后，独力抚养弟弟之后还成为圣骑士。虽然因为父亲失职受到镇民责难，但是会不择手段保护自己的弟弟。非常疼爱自己的弟弟。
在七大罪營救伊麗莎白的戰鬥中，為了保護救下自己弟弟齐尔的黛安娜而和豪爾一同倒戈，轉身對抗聖騎士長都雷法斯和海爾布萊姆。救出伊麗莎白與國王後，韓德利克森發動咒文，使她體內的魔神之血暴走，卻因為被哥塞爾抑制住而沒有魔物化，也保留了強大的魔力，後來告訴茱莉柯這是愛的力量。于番外篇得知，现在指导里欧涅丝王国二公主贝洛妮卡学习剑术。但於事後王國重建時被黛安娜和伊麗莎白發現她被哥塞爾篡改記憶，不但忘了自己的親弟弟還把哥塞爾當成未婚夫，之後哥塞爾將其記憶改回。在聯合軍中擔任掃蕩部隊的一員，负责扰乱魔神军团阵型。为保护伊麗莎白不被带走，被艾斯塔洛萨一击击倒。现已恢复。
武器為突劍與巨槍。魔力為操控爆炎的「爆炎」（爆炎）。
必杀技：飄流・炸彈、射擊・炸彈、光輝的爆炸、連環爆炸、殺手地雷。
合體技：炸彈龍捲風。
薇薇安（Vivian，聲：壽美菜子（日本）；陳筱寧（台灣）；何凱怡（香港））
生日6月25日／29歲／身高165cm／鬪級2580
種族：人類
為七大罪暴食之罪瑪琳的徒弟，里歐涅絲王國最強的魔導士。执爱着吉爾桑達到病娇。因为对自己长相不自信，所以长期戴着铁质全包裹面具。由于偷听到前圣骑士长被杀害的真相，支配使魔长期监视長公主瑪格莉特和吉尔桑达，以人質威脅吉爾桑達聽命於她與韓德利克森，直至梅利奥达斯消灭了使魔，解放了她对两人的束缚。在七大罪奪回伊麗莎白的戰鬥中，被幫助亞瑟王的師傅瑪琳擊敗。
對吉爾桑達的異常執著到了病嬌程度，因此被瑪琳加上了「詛咒婚約」，只要她對吉爾桑達使用魔力或是吉爾桑達說出啟動魔力的咒語就會發動詛咒，會感到全身被刺穿的痛苦，而魔力的印記隨著發動會擴散全身，最後將會殺死薇薇安，但是即使因為魔力侵蝕全身而痛苦不堪的她仍不願放棄，甚至願意讓這詛咒成為讓她被吉爾桑達「支配」的工具。魔力為「吸收」。在葛羅基尼西亞與多羅爾舉辦的打架大會中，以魔法師吉爾弗羅斯特(聲：宫野真守(日本))的身份參賽。在十誡入侵王國時強行拐走吉爾桑達和关起来。爲達成瑪格麗特公主「拯救戀人，討伐魔女」的願望，被附身於公主的〈四大天使〉流德雪爾刺穿喉嚨而瀕死。最後受到韓德利克森的治癒與都雷法斯的照顧下恢復，詛咒被流德雪爾的神聖魔力解除，並放棄對吉爾桑達的感情，轉而追求都雷法斯。
必殺技：瞬間移動、凍結棺、魔力增幅、扭曲空間、破壞之四大元素、完美立方體、火焰球。
古斯塔夫（Gustaf，聲：古川慎（日本）；鈕凱暘（台灣）；待補充→張振熙（第二季）（香港））
生日6月6日。階級為“红玉”。海爾布萊姆手下的聖騎士，又名「古斯塔夫爵士」，茱莉柯的哥哥。家境殷实，独身。兄妹表面上感情不和，但其實很關心妹妹，過去曾要妹妹放棄成為聖騎士的想法。在尋找茱莉柯時，被暴走變成怪物的前者重創。之後即使負傷仍起身對抗韓德利克森。對抗十誡時，被中了敬神戒律的圣骑士刺伤，而后使出最後的魔力將古羅雷德繁殖魔神的卵冰凍起來保護了妹妹茱莉柯，卻也因為魔力耗盡重傷身亡。身上的魔力轉移到妹妹身上。番外篇得知後來成為妹妹茱莉柯的守護靈。
魔力為操控寒冰和雪的「冰牙」（氷牙）。
必杀技：雹弹、殺戮冰山、吹雪乱舞、急凍领域。
崔哥（Zweig，聲：三宅健太（日本）；何志威（台灣）；陸頌愚（香港））
生日2月15日。為狙擊伊麗莎白而襲擊「移動酒館－豬帽亭」的見習聖騎士。和瓦悠，凯缇是三胞胎，伊巴雅（内裤专卖店的老板娘）的弟弟。口頭禪是「決定了！」。為打倒梅里奧達斯而渴求力量，之後飲下魔神之血，卻無法承受其力量，最終爆體而亡。

#### 詭異之牙
看守巴士提監獄的四名聖騎士的統稱，均在梅里奧達斯與黛安娜要救出班的途中，分別被三人打敗。王国夺回后，流亡全国被通缉。
弗利吉亞/芙蕾吉亞（Friesia，聲：潘惠美（日本）；汪世瑋（台灣）；馮詠恩→吳茵（第二季）（香港））
階級為“红玉”。
生日6月4日。「詭異之牙」一員，唯一女性，手持雙頭鞭，魔力是能控制蟲子。被黛安娜擊敗。鬪級440，在178話，靈魂被都雷法斯奪取。
必杀技：雨之狂想曲（雨の狂想曲）、風之輪舞（風の輪舞）
哥吉烏斯/格魯烏斯（Golgius，聲：長（日本）；何志威（台灣）；陳力航→伍博民（第二季）（香港））
階級為“红玉”。
生日2月8日。「詭異之牙」一員，武器為三叉戟劍和暗器，右眼上有疤，魔力是能使自身及武器「透明化」。用人质要挟达拿医生毒杀梅里奧達斯，但被梅里奧達斯「复活」后识穿。使用「永劫封印术」打算把来到巴士提监狱的梅里奧達斯一伙封印，但是结界被越狱的班和梅里奧達斯进行的扳手腕中破坏。監獄毀滅後回到王國回報而無下文。在179話被伊麗莎白所救，180話離開豬帽庭。
居德/裘德（Jude，聲：檜山修之（日本）；劉傑（台灣））
階級為“红玉”。
生日5月11日。「詭異之牙」一員，帶著能取下的荆棘面具头盔，魔力是用钉子束缚着敌人。五年前将班亲手逮捕归案(但只是班没有抵抗)，鄙视着班，最后被班殺死。
陸恩/盧因（Ruin，聲：斧篤志（日本）；曹冀魯（台灣）；郭湛深（香港））
階級為“红玉”。
生日9月15日。「詭異之牙」一員，魔力是能利用手持法杖上的鈴鐺來讓他人產生幻覺。此外還能巨大化和硬化的能力。被梅里奧達斯擊敗。鬪級420，在178話，靈魂被都雷法斯吞噬。

#### 破曉之咆哮
只執行暗殺任務的騎士團。在〈七大罪〉因王國顛覆罪而解體后被編成「國王直屬騎士團」，不屬於兩大聖騎士長的派系。在三名〈破晓的咆哮〉成员被杀后，目前只剩史雷达、西蒙二人。
史雷達（Slader，聲：三木真一郎（日本）；鈕凱暘（台灣）；周凱榮→伍博民（第二季起）（香港））
生日4月4日／30岁／ 身高210cm／
鬪級2790(22卷结束时时间点)
「破曉之咆哮」的隊長。階級為“金刚”。
蓝绿色的长发（动画版是黑色），用铁制面具覆盖自己的样貌，喜欢用女性口吻说话，性格较为冷静的男子。摘下面具后，额头显示有一道伤疤。
由於巴爾托拉・里歐涅絲國王對其有恩（曾经从蛮族手里的奴隶救回），因此對國王非常盡忠，其名字也是國王取的。武器為一把鋸齒刀。
由於「暴食之罪」的瑪琳將國王救出，因此稱瑪琳為「姐姐大人」，並願意聽她差遣。114話時開始暫時和「七大罪」一起行動。在遇見哥塞爾後似乎迷戀上哥塞爾，本人對此十分苦惱，另一方面也曾經在替哥塞爾挑選服裝時顯得樂在其中。在看到哥塞爾的真面目後就沒顯示過此情形。
魔力為能強行壓制敵人的「威壓」（威圧）。
代替韩德利克森，现在防卫部队中担任西门的指挥官。
西蒙（Simon，聲：金本涼輔（日本）；何志威（台灣）；張添勝→陳健豪（第二季）（香港））
生日3月5日，男性。「破曉之咆哮」的一員。武器為一把長太刀。階級為“翠玉”。
现为联合军防卫部队的一员，负责看守西门。
必殺技：円。
雨果（Hugo，聲：山田浩貴（日本）；曹冀魯（台灣）；伍博民（香港））
生日12月15日。「破曉之咆哮」的一員。戴著面具。武器为轮斧。被弗勞德林殺害。階級為“苍玉”。
瓦恩海特（Weinheidt，聲：中西英樹（日本）；劉傑（台灣）；張振熙（香港））
生日5月20日。「破曉之咆哮」的一員，男性。武器為弓。能制造分身，魔力填充后射出的一箭威力强大。被弗勞德林殺害。階級為“红玉”。
吉莉安（Jillian，聲：沢井エリカ（日本）；陳筱寧（台灣）；羅婉楓（香港））
生日8月9日。「破曉之咆哮」的一員，女性。武器为曲剑。能制造束缚敌人的光圈。被弗劳德林杀害。階級為“红玉”。

#### 蒼天之六連星
聖騎士長助理丹哲爾麾下，驻扎边疆的聖騎士團。现在加入联合军扫荡部队中，负责击破魔神族大军。一开始因为团长丹泽尔的死，不信任〈四大天使〉的劝说，但因全员受到流德雪尔祝福的吐息的影响，而精神变得亢奋好战，进而丧失痛觉跟恐惧心理，认为这是流德雪尔的加持效果。上了战场才得知「祝福的吐息」根本没有疗伤效果，身上的伤则是由伊丽莎白的持续疗伤治好的。
丹哲爾・里歐涅絲（Denzel Liones，聲: 西凜太朗／小橋里美（少年）（日本）；曹冀魯（台灣）；陸頌愚／陳雪瑩（少年）（香港））
生日10月16日／58岁／鬪級2870。(魔力1320・武力880・氣力670）。
國王巴爾托拉和已逝娜贾的弟弟，聖騎士長助理，〈蒼天之六連星〉的團長。十年前发生〈七大罪〉颠覆王国事件时，被调至边疆驻扎。为回避“圣战”，与皇兄查阅过许多古代魔法书和魔神族的各类研究，被调离王国后暗自建造了一座泽尔顿的研究楼继续目的。命〈苍天之六连星〉抓捕逃亡的都雷法斯并亲自进行审问，得知哥塞尔原来是〈十诫〉之一，通知国王并把哥塞尔收监处理。用德鲁伊族祈祷净化数年的剑不惜刺伤自己同伴都雷法斯的身体，也想证明即使是人类也能讨伐古代魔神。為了擊敗十誡而將身體獻給寄宿在剑中的女神族（尼祿巴斯塔）當容器，不過仍不敵十誡的力量最後被德里艾利一擊秒殺。
魔力：「審判」（審判）
被印上聖印後，當他發動亡者的復仇（死人の復讐）時，聖印會發光，被施術者會看見被自己所殺害的人的亡靈，並被他們附身，並一直想要取被施術者的性命，直至被施術者死亡。
戴斯皮亞斯（Deathpierce，聲: 阿座上洋平（日本）；劉傑（台灣）；郭俊廷（香港））
生日1月8日／35岁／鬪級1690。(魔力730・武力540・氣力420）。階級為「金剛」。
丹泽尔的左右手。银色乱翘长发，留八字胡的男性。丹泽尔死后仍然率领着〈蒼天之六連星〉。
拥有一只他人看不见的小妖精（因碧吉布尔），是小时候唯一的朋友常和她聊天。用于情报收集。
发现找上联合军的〈十诫〉「纯洁」德里艾利时，想替丹哲尔报仇，但没有效果。
魔力：「旋律」（旋律）
以魔力為節奏、強度和速度，所以能自如的操縱這些要素，並因而操縱他人的魔力，特別是攻擊型的魔力，在他面前如同兒戲。
多格德（Dogedo，聲: 手塚弘道（日本）；鈕凱暘（台灣）；伍博民（香港））
生日4月13日／28岁／鬪級860。（魔力290・武力470・气力100）。階級為「白金」。
在讨伐韩德利克森事件里有亲人死亡。曾挑戰梅里奧達斯，認為他打敗韓德利克森的原因純粹是韓德利克森過弱，不是因為梅里奧達斯的強大。否定梅里奧達斯的實力，並在之後的挑戰被梅里奧達斯打敗。因在古羅雷德面前殺生而被奪走時間導致迅速老化死亡。
魔力：「爆进」。
必杀技：爆进拳。
瓦悠（Waillo，聲: 绵贯龙之介（日本）；林正騏（台灣）；杜景煜→張振熙（第三季）（香港））
生日8月14日／39岁／鬪級1710。（魔力300・武力870・气力540）。階級為「白金」。
身材矮小，長有鬍子，經常提及和非常希望和戴爾多蕾結婚。崔哥的哥哥，伊巴雅的弟弟。羨慕經常被戴爾多蕾責罵的亞登。口头禅是「结婚！」。
魔力：「倍力」。
戴爾多蕾（Deldry，聲：加藤英美里（日本）；林美秀（台灣）；羅婉楓（香港））
生日5月23日／23岁／鬪級930。（魔力720・武力30・气力180）。
經常因小事責備輕佻的亞登，並在危急時會特別緊張他。
魔力：「衝動」（衝動）
被其魅力迷惑後，只要她使用魔力，無人能抵抗，即便是一點點好感，都可以把它畫作為熱烈的愛情，沖昏頭腦變的盲目忠誠。
亞登（Arden，聲：豐永利行（日本）；劉傑（台灣）；陳漢祺（香港））
生日7月8日／19岁／鬪級1320。（魔力600・武力420・气力300）。
個性輕佻，做事不顧後果，令戴爾多蕾經常緊張和責備他，並惹得瓦悠的羨慕。
魔力：「白費」（無駄）
只要被注入了其魔力的武器傷到，對方的魔力消耗將會變的超級大。

## 卡梅洛王國
亞瑟・潘德拉剛（Arthur Pendragon，聲：國立幸（日本）；汪世瑋（第一季）→穆宣名（第二季）→蔡雅如（第三季）（台灣）；簡懷甄→張添勝（第二季起）、羅婉楓（童年）（香港）），亦是亞瑟王
身高：170cm／体重：64kg／血型：A型／生日：8月17日／年齡：16歳／种族：人类
鬪級：40000→约5萬到6萬→1000000+
卡梅洛的新王，16岁，一年前拔出过圣剑Excalibur之后登基。幼時曾被巴爾托拉・里昂尼絲國王所救，因此於七大罪營救伊麗莎白時，也恰巧同一時間與瑪琳前來營救國王，不靠魔力便能夠與聖騎士長韓德利克森對抗，最後和七大罪一起將國王與伊麗莎白救出，而後與瑪琳將重病的國王帶回卡梅洛救治，回去前邀請梅里奧達斯來自己的國家擔任聖騎士長協助他，並得到肯定的答覆，但梅里奧達斯以目前仍有許多事情要善後來婉拒立刻前往赴任的邀請。
在与迦兰一战后，被玛琳提到“亚瑟和伊丽莎白的魔力觉醒为对抗〈十诫〉必不可少”。之后与梅里奧達斯一行人同行，进入了德鲁伊圣地与哥塞尔一组进行修炼。参加大・打架祭，目睹梅里奧達斯被〈十诫〉杀害。還不清楚自身魔力的性質，因此無法自由運用自身的魔力。
在梅里奧達斯以“歼灭模式”解散〈七大罪〉同时回归魔神族阵营以及伊丽莎白回到里欧涅丝与〈四大天使〉达成圣战协定的第二天，亚瑟为取回聖劍Excalibur（王者之剑），将王国从魔神族手里解放和嘎斯独自一人尝试接近卡梅洛城堡但是陷入迷宫法术而徘徊到了白天，后来得嘎斯帮助成功潜入卡梅洛城堡。在城堡内正好撞上〈十诫〉赛多里斯和裘扎克，但是没有受到「敬神」的影响。之后嘎斯使出「念动力」让亚瑟得以逃脱并让其快取回圣剑。同时发现城堡内和赛多里斯级别的魔神族不止一个。接着来到聖劍Excalibur所在的房间，赛多里斯和裘扎克已经逼近（同时嘎斯被攻击至重伤）但更难过的是看到尊敬憧憬的梅里奧達斯变成现在这冷酷的模样，对其背叛行为感到失望，最终在正义之心驱使拔出了聖劍Excalibur。
取回聖劍Excalibur之后与魔神族四位高层展开战斗，同时圣剑散发着非女神族和魔神族的气息。先是无伤接下了钱德勒的歼灭之光并迅速斩首了钱德勒，再者瞬间斩下裘扎克的手臂救回嘎斯，而后将其腰斩。接着，来到城堡外面放置好嘎斯，同时不用眼睛看就接下赛多里斯的所有袭击（無明之舞）并用 "死亡啄木鸟"将其击退。成功“斩杀”了赛多里斯和梅里奧達斯。由于亚瑟乃历任布里塔尼亚人类英雄公认的「王中之王」，所以可以使用歷任聖劍Excalibur里寄宿的英雄的战斗招式。
雖然继承了英雄们的力量，但梅里奧達斯等4位最上位魔神还活着，而且全都毫髮無傷。被裘扎克形容这只是为“打发无聊时光”。即使能使用王者之剑的力量了，但亚瑟仍处于魔力本身尚未觉醒状态。之后亚瑟被4位最上位魔神散发的类似「殷杜拉」的魔神气场震慑，剑变得沉重起来，身体呈现筋疲力竭状态。
根據裘萨克所言，亞瑟目前沒有足夠強韌的肉體和精神力，在使用聖劍的力量後，身體會不堪负荷。而且也道出聖劍Excalibur里面「令魔神族畏惧」的人类英雄只是打倒一般魔神的存在，所以聖劍Excalibur的力量對於最高級魔神是完全沒用的。
在即将被裘扎克杀死前由瑪琳帶回里欧涅丝，进行治疗前卻被裘萨克已用眼神施展的 "共鸣"控制住身體，並用聖劍深深地刺穿自己的身體（心脏）。
据玛琳所说，圣剑已经开始准备挑选下一任主人，除非亚瑟自己醒过来不然其他人无法拔出并进行治疗。當七大罪等人徹底擊倒魔神王後，在聖湖上被瑪琳喚醒，並覺醒成為混沌之王，隨後被凱西咬掉右手。
魔力：混沌（暫稱，来自创世者“混沌之王”）
刹那间无中生成所有物质，力量似乎无穷无尽，源源不绝。
聖劍招式
| 招式名稱   | 說明                                                   |
| ---------- | ------------------------------------------------------ |
| 无明之舞   | 不需要直接看就能反击任何奇袭。过去一位盲人剑士使用过。 |
| 死亡啄木鸟 | 使出猛烈戳击，让敌人节节败退。                         |
混沌魔力
| 招式名稱         | 說明                                               |
| ---------------- | -------------------------------------------------- |
| 瞬间创造（暂称） | 世间万物凭造物主意识产生，而且无穷无尽，源源不绝。 |
凱西/嘎斯/凱西·帕魯格（Cass/Cath Palug，聲：悠木碧（日本）；顧詠雪（香港））
身高：25cm／体重：5kg／血型：AB型／16岁／鬪級：10010（魔力5000・武力10・氣力5000）
跟在亞瑟身邊的小貓型生物，亲近亚瑟，第一人称是「俺」。进入德鲁伊的圣地修炼时遇到的神秘生物，来自炼狱的物种，从它的叫声而命名为“嘎斯”。会使用念动力，操控傀儡。
為了幫助亞瑟取回聖劍而試圖阻止妨礙亞瑟的賽多里斯等一行人，卻反被攻擊至重傷。亚瑟不敌最上位魔神时，传送意念通知玛琳救亚瑟。亚瑟濒死时露出龇牙咧嘴的愤怒，凶残的模样，貌似说出“亚瑟他说谎骗我”。
亞瑟甦醒並成為混沌之王後，隨即咬掉其右手且吞噬，並開始異變。
真正身份為不列顛的怪貓凱西·帕魯格(Cath Palug)。其真正目的是企圖吞噬亞瑟獲得其體內的混沌之力。
原型是亞瑟王傳說中與亞瑟王對抗的怪貓凱西·帕魯格。
納納西（另译：无名，Nanashi）　聲: 滨野大辉（日本）；陳健豪（香港）
種族:女神族
原女神族，因不明原因失去翅膀，自稱出生異國的武士，劍術實力高強，一人足以輕鬆解决灰色魔神。话很少，嘴总叼着草，亚瑟能读懂他的心情。參加了第二屆打架大會，与亚瑟一组而结识后擔任亞瑟的劍術師傅。认为凱西只要跟着亚瑟，亚瑟就不会死，不過他心裡覺得凱西有些瘮人(漫畫179話)。
凱西·帕魯格被討伐後與歐隆迪救助倖存的卡梅洛國民(漫畫41卷141~144頁)。
必殺技：居合 無情瀑布。
乌瑟王
亚瑟的父王，仅在番外篇提及。

### 王國聖騎士
在續作《默示錄的四騎士》中作為目前的主要反派。
艾恩賽德（Ironside）
續作主角珀西瓦爾的父親，第一話便將曾是卡梅洛聖騎士的父親巴吉斯也是珀西瓦爾的爺爺殺死。
魔力：名不詳
詳細不明，能夠打出十字狀的攻擊。

## 達那弗爾王國
利茲（聲: 雨宮天（日本）；林美秀（台灣）；陳雪瑩（香港））
身高：162cm／年齡：16歲（已故）
原達那弗爾的王國聖騎士，梅里奧達斯十六年前的戀人，伊麗莎白的其中一位轉世。是個留著暗紅色短髮，並且遮著右眼脾氣火爆的少女。原為其他王國的奴隸臥底，但在達那弗爾的臥底任務曝光之後，要被處刑時被梅里奧達斯收留，隨後對其有好感。後來遭到復活的十誡弗勞德林殺害。
凱恩·哈扎德（聲: 稻垣隆史（日本））
原達那弗爾的王國聖騎士，人稱“火焰的哈扎德”，曾是梅里奧達斯的同僚。初次登場於拜瑟爾拳頭祭，以喝醉酒的樣子出現，並在對上梅里奧達斯時憤怒的質問他摧毀王國和殺害昔日的戀人利茲的真相。之後將將利茲原本要送給梅里奧達斯的劍轉交給伊麗莎白。
魔力：「火焰」
能夠自由的操控火焰。

## 妖精族
神樹（Sacred Tree）
種族：精靈族
鬪級：未知
由混沌之母帶來，而神樹創造出妖精界及妖精族。原本是個幾片葉子的巨大種子，後來長成大樹。
赫勒昆（Harlequin，聲：福山潤（日本）；何志威（台灣）；黃尉斯（香港）／演員：斎藤直紀）
詳細請參見主要人物「金恩」。
伊蓮恩（Elaine，聲：小岩井小鳥（日本）；陳筱寧（台灣）；何凱怡（香港））
生日：3月14日／血型：A／年齡：約1000歲／鬪級2830→鬪級21050（魔力18000・武力50・氣力3000）
妖精族的聖女，金恩的妹妹，眼睛為黃色的嬌小的可愛金短发小女孩。是生命之泉的守護者，善于讀心術能力。与金恩一样诞生自神树。能与大部分动物（霍克妈妈除外）沟通。身上有薰衣草的香味。和班是兩情相悅的。喝酒以后会变得爱生气一点。在妖精里面相当于姐姐地位。
代替離開王國的哥哥金恩並獨自守護著泉水和森林長達七百年所以會感到孤單，一直到班的到來僅僅七天就排解了她七百年的孤單與寂寞。在受到魔神族的攻擊時與班受重傷，卻因選擇救班而犧牲在去世前將森林最後的種子託付給班。在死者之都與班重逢救了被金恩石化的班。
第142話中被梅拉斯丘拉的禁術復活后换上一身黑衣，最後在143話中被班所救。大打架祭上與伊麗莎白一組打倒敵人。〈十诫〉对战梅里奧達斯时與班道別，隨着班殺死梅拉斯丘拉而消失。王国保卫战后才重新出现，到219話為止靈魂仍然被束縛著，但有伊麗莎白的魔力幫助身體輕鬆不少，但是只要梅拉斯丘拉被殺那麼伊蓮恩也會死。此時的伊蓮恩處於生死狹縫之間的狀態，所以能看見人類的靈魂。在番外篇里，班曾经与伊莲恩去买内衣但买来以后因为穿不习惯而还是保持老样子。
在229話中，為了救出被梅拉斯丘拉的毒液攻擊的班，將思念班的心情化為力量，使鬪級大量提升，背後也長出類似鳳蝶翅膀的美麗的妖精族翅膀。
在293話中，因為與魔神族大軍戰鬥令其魔力耗盡而令翅膀消失和死亡。之後通過班的贈與(Gift)生命成功令其復活。 在345話中已經懷有班的孩子，並被班取名為蘭斯洛特。
魔力：「神風」（神風）
| 招式名稱                             | 說明                                           |
| ------------------------------------ | ---------------------------------------------- |
| "風瀑布"(嵐瀑布）                    | 召喚數個龍捲風包圍敵人，封鎖敵人的退路。       |
| "微風的逆鱗"(そよ風の逆鱗）          | 輕輕揮手產生風，將敵人吹飛到遠處。             |
| "金風的逆鱗/暴風的逆鱗"(金風の逆鱗） | 「微風的逆鱗」強化版，產生強風吹飛多數的敵人。 |
| "追趕的逆風"                         | 不適用                                         |
| "植物操作"                           | 不適用                                         |
海爾布萊姆（Helbram，聲：置鮎龍太郎【老人姿態】／神谷浩史【妖精姿態】（日本）；劉傑【老人／妖精姿態】（台灣）；梁皓翔（香港））
生日5月5日／約1300歲／鬪級1400（魔力750・武力200・氣力450）
就任樞機卿的由韩德利克森推荐的高位聖騎士，外表為戴眼罩留鬍鬚的老人。是吉拉、茱莉柯的上级，个性狡猾不择手段，战斗中牵涉平民也在所不惜。武器是一把能够劈开“光华”状态灵枪绿色的「魔剑」，能够产生多把分身。变回真身后，改为指挥魔剑迴转战斗。与韩德利克森共同开发「魔神之血」改造圣骑士实验。派遣「破晓之咆哮」杀死「鎧甲巨人」(真实身份是吉拉的父亲戴尔)。喜欢称呼他人的名字后加「碳」。
真實身分是金恩的妖精族好朋友，妖精王辅佐，真實外表是個黑眼圈的少年。身上有白色玫瑰的香味。
原本很喜歡人類，但由於太沒有戒心而被人類（老聖騎士）欺騙，導致其他妖精族朋友被奪取翅膀而死，再加上以为金恩被老圣骑士杀害。虽然报了仇但变得非常憎恨著人類，整整七百年間無法停止殺光人類的想法與行動(包括在要塞都市柯蘭德一樣)。而自己變身的老人模樣則是模仿被自己殺死的老聖騎士。后来(150年前)再遇上金恩時，因为已经无法停止杀害人类而被金恩杀死。但由於妖精族死後屍體不會腐朽，尸体被黑市商人转卖，直到八年前遇上韩德利克森使用德鲁伊禁术死者使役复活并操纵。戴著頭盔的矮小模樣時名為「可愛的海姆」。
在營救伊麗莎白的混戰中與金恩交手戰敗而亡之後，再次被韓德利克森復活。（但由於這是第二次復活靈魂耗損過重之下無法清楚保持自我，因此要求金恩在自己失去自我之前再次殺掉自己最後被金恩以靈槍第四型態殺死。）
死後靈魂寄宿在他送給金恩的頭盔上，因此金恩能夠通過頭盔看到自己，說是因為放不下金恩這個朋友，並且也被伊蓮恩拜託再多陪陪金恩，所以才沒有前往死者之都（其实有一部分原因是屠杀了大量人类而被死者之都拒绝），因為同樣是妖精族，擁有相同的電波被前任妖精王葛羅基西尼亞看見。最後在要塞都市柯蘭德，为了救金恩的戀人戴安娜，安抚被自己杀死的人类怨念而被捏碎头盔因此灰飞烟灭，消失前跟金恩說他一定要為他的戀人戴安娜幸福。
魔力：「同調」（同調）
能借取他人的魔力來強化自身，與班的魔力「強奪」（スナッチ）不同，需要對方自願給予，但是可以同時借取許多人的魔力，而且也比「強奪」（スナッチ）不容易造成負擔。
必杀技：附和雷同、地狱的呼喚、植物操作、狩玉、「雹弹、杀人冰山」（同調)。
葛拉德（Glade，諸星堇（日本）；陳筱寧（台灣）；羅婉楓（香港））
身高：152cm／体重：30kg／生日：5月4日
年齡：約4200歳／鬪級2370
世代辅佐妖精王的妖精族女性，初代妖精族的聖女，同时也是初代妖精王葛羅基西尼亞的妹妹。经历过三千年前的圣战，在现代依然居住在妖精王之森里，非常长寿。身上有薄荷的香味。因为在圣战时遭到人类背叛，雙腳和翅膀都被砍斷变得不信任人类。只承認赫勒昆是唯一的妖精王，在金恩回到新妖精王之森後，並企圖把喝下生命之泉的班作為神樹的養分永遠囚禁在新妖精王之森。
在165話中被哥哥葛羅基西尼亞當作代理使用。198话与哥哥葛罗基西尼亚共舞，想起一种熟悉的既视感。三千年前為了阻止過去同伴間的紛爭而不惜以身體阻擋攻擊，結果被洛的同伴削去右眼，並被砍斷雙腿和翅膀，雖然洛救了她。但是其慘狀卻也導致哥哥葛羅基西尼亞當下以為洛殺死了妹妹葛拉德之後在悲憤之下殺死了洛。等到赫勒昆(金恩)和黛安娜完成試驗與哥哥葛罗基西尼亚相認。
目前结成妖精・巨人援军离开妖精王之森，领军对抗魔神族。並感应到哥哥葛羅基西尼亞和奥斯陆的牺牲表示不安。
魔力：「守護」（守護）
葛羅基西尼亞/六雪尼（Gloxinia，聲：小林裕介（日本）；孫欣瑜（台灣）；譚禹晋（香港））
身高：162cm／體重：53kg／生日：3月18日／血型：B型／慣用手：右手／種族：妖精族／年齡（遭到封印時）：約1400歳
鬪級：50000
賦予戒禁「安息」的葛羅基西尼亞，外表為有着章魚觸鬚的红发中性赤膊少年，而章魚觸鬚實為其靈槍。真身為知名的初代妖精王，是葛拉德的哥哥，身上拥有一对炫彩鳞粉大蝴蝶翅膀（与同为妖精王没有翅膀的金恩对比强烈）。身上有野姜花的香味。能够读取他人心声。“安息”的戒禁图案出现在左胸前，归还以后消失。原本黄色的眼睛，加入魔神族后是漆黑。古代〈光之圣痕〉的一柱，和梅里奧達斯是三千年前聖戰的夥伴，共同对抗魔神族。後誤以為妹妹葛拉德被叛變的人類同盟的其中一員洛給殺死而无法压抑内心的愤怒和憎恨，將早已殺死〈光之圣痕〉部隊唯一僅存的人类洛給殺害，回过神来已经作為十誡之一身份战斗。認為自己沒有資格擔任葛拉德的親哥哥。
第二屆打架大會舉辦者，在大會中使用妖精葛拉德造型的"花人形"作為代理與金恩和黛安娜戰鬥。後與多羅爾一起幫助金恩和黛安娜特訓希望能超越自己，因為同樣是妖精族，擁有相同的電波能看見金恩已故的好友海爾布萊姆。之後向葛拉德為自己無法面對其是否生存在憤怒之下殺死洛的事道歉，對轉世成奧斯陸的洛為了贖罪守信用保護葛拉德感到有所興趣，要求金恩和黛安娜回去里歐涅絲王國並守護妖精森林，在賽多里斯召回所有十誡時告訴賽多里斯決定和多洛爾退出十誡，隨後戒禁被賽多里斯收回。最後在七大罪與錢德勒的戰鬥中為協助金恩等人撤退，將未來託付給他們後與多洛爾一同光榮戰死。
神器： 「靈槍Vasquez」（霊槍バスキアス）
是神樹選出並授予初代妖精王、傳說中的靈槍。硬度在鋼鐵之上，妖精王的魔力能最大限度發揮靈槍的力量。
| 形態名称                          | 說明 |
| --------------------------------- | --- |
| 第一型態 「靈槍（靈槍）」         | 靈槍的常規形態。                                                                                           |
| 第二型態 「守護蟲（守護虫）」     | 變成像蜜蜂一般的巨大昆蟲，被尾針螫到的敵人會被針的"壞死毒"麻痺。                                           |
| 第三型態 「不明」                 | 不適用 |
| 第四型態 「不明」                 | 不適用 |
| 第五型態 「神樹之鎧（神樹の鎧）」 | 以神樹作為鎧甲覆蓋自身，手臂有如鈎爪的部分可進行攻擊。                                                     |
| 第六型態 「不明」                 | 不適用 |
| 第七形態 「月之華（月の華）」     | 變成巨大的花，花的中心會滴出"生命之露"來治療目標，效果強大到連致命傷都能瞬間恢復。                         |
| 第八型態 「不明」                 | 不適用 |
| 第九型態 「死荊（死荊）」         | 長在神樹頂端恐怖藤蔓的具象化，伸出無數的荊棘刺穿敵人，荊棘本身帶有劇毒，即使沒有被攻擊要害也會因劇毒而死。 |
| 第十型態 「翠蛸（翠蛸）」         | 變成複數的巨大藤蔓同時攻擊敵人。                                                                           |
戒禁：「安息」→   無
| 戒禁     | 效果                                                     |
| -------- | -------------------------------------------------------- |
| 「安息」 | 凡是在他面前應該休息卻「繼續戰鬥」的人都會被封印其魔力。 |
魔力：「災厄」（災厄）
能讓擦傷變得嚴重、讓普通的毒變成劇毒，也能讓小腫瘤變大，讓樹木跟植物成長、繁殖的同時也要進行抑制來維持森林平衡。
| 招式名稱                              | 說明                                                                                       |
| ------------------------------------- | ------------------------------------------------------------------------------------------ |
| "咒蔓樹"（呪蔓樹）                    | 不適用                                                                                     |
| "花人形"（花人形）                    | 不適用                                                                                     |
| 合技 "礦樹歐魯德拉"（鉱樹オルドーラ） | 由葛罗基西尼亚和多洛尔一起打造的巨大高塔。兼具矿物的坚硬度和耐火性，植物的柔软度和再生性。 |
| 时间返回之术                          | 某位朋友（女神族）授予的秘术。用于戴安娜和金恩的修炼。                                     |
達利亞（Dahlia，聲：中村悠一（日本））
第二代妖精王，在本作只在134話中由梅里奧達斯口中提出，是個有著美麗翅膀的妖精王。
為《七大罪劇場版 受光詛咒者》的主要反派之一。因被最高神以"騙人之光"洗腦而對魔界發起進攻。
外表壯碩魁梧的長髮男子，翅膀顏色與第一代妖精王一樣。梅里奧達斯曾邀其參與聖戰而拒絕。賽多里斯指達利亞的魔力使用得很不錯，但與金恩相比則太小兒科了。鬪級可能低於金恩。本人稱自己是武鬥派。
神器： 「靈槍Darhad」（霊槍ダレハード）
是神樹選出並授予第二代妖精王、傳說中的靈槍。硬度在鋼鐵之上，妖精王的魔力能最大限度發揮靈槍的力量。
| 形態名称                              | 說明 |
| ------------------------------------- | --- |
| 第一型態 「靈槍（靈槍）」             | 靈槍的常規形態。 |
| 第二型態 「守護獸」                   | 外型是猴子。續作4KOA31話的問答。 |
| 第三型態 「不明」                     | 不適用 |
| 第四型態 「光華」                     | 能變為巨大类似玉米科的植物，從花瓣中放出無數的光矢。稍微與金恩不同，金恩的為金黃色，達利亞的為綠色，花莖上亦帶有刺。硬度應該不及金恩的，被賽多里斯一刀砍斷。 |
| 第五型態 「增殖」                     | 分裂出無數釘狀的小靈槍進攻。 |
| 第六型態 「不明」                     | 不適用 |
| 第七形態 「神樹之大鎧（神樹の大鎧）」 | 以神樹作為鎧甲覆蓋自身。 |
| 第八型態 「不明」                     | 不適用 |
| 第九型態 「不明」                     | 不適用 |
| 第十型態 「不明」                     | 不適用 |
魔力：「災厄」（災厄）
能讓擦傷變得嚴重、讓普通的毒變成劇毒，也能讓小腫瘤變大，讓樹木跟植物成長、繁殖的同時也要進行抑制來維持森林平衡。
| 招式名稱                   | 說明                                               |
| -------------------------- | -------------------------------------------------- |
| "妖精的鐵槌"（妖精の鉄槌） | 在「神樹之大鎧」型態下，以火焰包裹自身被踢擊敵人。 |
奥斯陸（Oslow，聲: 西凜太朗（日本））、成為人類時期洛（Low，聲: 西凜太朗（日本）；伍博民、吳茵（童年）（香港））
赫勒昆(金恩)最要的好友，種族為黑妖犬，生活在妖精界和人界之间狭缝的一种妖精。能够自由变化体型，而且拥有移动到异次元的能力，就连戴安娜这种大小都能吞下去，再传送到远处。爱吃猪肉。称呼霍克做“大哥”。圣战回忆篇结尾，揭露奥斯陆前世原来是三千年前〈光之聖痕〉人类联盟军的将领洛的投胎转世，由於幼時曾救助一個受傷的魔神族而被光之聖痕的一個部隊(女神族、妖精族等組合)當作敵人而滅村，洛的青梅竹馬和家人亦在此次攻擊下全數喪生，為了向光之聖痕報仇所以和其他存活的三位同伴在聖戰期間修練變強最後成功報仇，在葛拉德嘗試阻止衝突時被他的夥伴為復仇而攻擊，因此失去了一隻眼睛和雙腳，在看見葛拉德的慘狀後理解了自己的錯誤而保住她的性命(因為格拉德十分很像他的一個青梅竹馬)，由於身上沾滿血且抱著重傷的葛拉德導致其兄葛羅基西尼亞誤以為洛是兇手被後者於悲憤之下殺死，在被葛羅基西尼亞殺死前許下了願意以任何型態代替他保護其重視之人的願望而轉世為現在的奧斯陸並守護著葛拉德，后来葛拉德退役轉而負責保护金恩和伊蓮恩。等到金恩和黛安娜完成試驗才出現金恩等人面前，原本對葛羅基西尼亞相當敵意，在後者、葛拉德和金恩的勸阻下安撫，並舔了葛羅基西尼亞的臉。
279话为了保护妖精王金恩，挺身而出抵挡马埃勒的攻击拯救了全员而牺牲，但也引发金恩作为妖精王“完全觉醒”。
布欧拉（聲: 矢野奖吾（日本））

## 巨人族
黛安娜（Diane，聲：悠木碧（日本）；穆宣名（台灣）；顧詠雪（香港）／演員：長谷川かすみ）
在308话，在金恩准备的台词里把戴安娜当作巨人的“女王大人”。326话也正式确定下来。
詳細請參見主要人物「黛安娜」。
瑪托羅娜（Matrona，聲：佐藤利奈（日本）；陳筱寧（台灣）；羅婉楓（香港））
身高：955cm／体重：未知／生日：12月21日／年齡：約820歳(换算人类年龄约24-25岁)
鬪級7600（魔力2200・武力4400・氣力1000）
巨人族部落「大地之牙」的戰士長，黛安娜的師傅。
目前结成妖精・巨人援军离开妖精王之森，领军对抗魔神族。
魔力：「創造」（創造）
與大地有密切關係的巨人族所特有的魔力。
| 招式名稱 !               |
| ------------------------ |
| "獄握"                   |
| "砕破"                   |
| "流撃掌"                 |
| "大地的獠牙"（大地の牙） |
多羅蕾絲（Dolores，聲：廣橋涼（日本）；孫欣瑜（台灣）；馮詠恩（香港））
身高：745cm／体重：未知／血型：O／生日：2月19日／年齡：約750歳／鬪级:不明
巨人族部落「大地之牙」的戰士，與黛安娜同為瑪特羅娜的弟子，不認同瑪特羅娜認為巨人族應為戰士的觀念，不好殺生。被瑪特羅娜派遣當保鑣的任務後與敵人的交戰中戰死
魔力：「創造」（創造）
與大地有密切關係的巨人族所特有的魔力。
| 招式名稱           | 說明             |
| "重金屬"（重金属） | 硬化自己的身體。 |
多羅爾/多洛爾（Drole，聲：小野大輔（日本）；曹冀魯（台灣）；郭俊廷（香港））
身高：2580cm／體重：2950kg／生日：4月6日／血型：A型／慣用手：四手俱利／種族：巨人族／年齡（遭到封印時）：約880歳
鬪級：54000
賦予戒禁「忍耐」的多羅爾/多洛爾，巨人一族的初代王。刚出场时头蒙有白布，拥有超乎一般巨人族的身躯(近26米)，蓝宝石色的肌肤和四条手臂，右眼是魔眼，能够看穿他人想法。“忍耐”的戒禁图案出现在臀部，归还以后消失。對於人類對他的稱呼「巴羅爾」反感。
古代〈光之圣痕〉的一柱，和梅里奧達斯是三千年前聖戰的夥伴，一起对抗魔神族。
由于在一般巨人族里也异于他人的外表和实力，即使被推举为巨人一族之王也没有同伴打从心底里了解感到孤独。後被賽多里斯打敗，面对死亡还是成为十诫的威胁，選擇了成為十誡之一。第二屆打架大會舉辦者，在大會中使用"土人形"作為代理與金恩和黛安娜戰鬥。後與葛羅基西尼亞一起幫助金恩和黛安娜特訓希望能超越自己。在賽多里斯召回所有十誡時和葛羅基西尼亞一起退出十誡，隨後戒禁被賽多里斯收回。最後在七大罪與錢德勒的戰鬥中為協助金恩等人撤退，將未來託付給他們後與葛羅基西尼亞一同光榮戰死。
戒禁：「忍耐」→   無
| 戒禁     | 效果                                           |
| -------- | ---------------------------------------------- |
| 「忍耐」 | 凡是在他面前「不能忍受痛苦」的人都會加重痛楚。 |
魔力：「大地」（大地）
能自由控制大地建造土牆、建築，也能製造石巨人戰鬥。
| 招式名稱                              | 說明                                                                                       |
| ------------------------------------- | ------------------------------------------------------------------------------------------ |
| "重金屬"（重金属）                    | 硬化自己的身體。                                                                           |
| "占盤術"                              | 不適用                                                                                     |
| "土人形"（土人形）                    | 不適用                                                                                     |
| "碎破"（砕破）                        | 不適用                                                                                     |
| "落山"（落山）                        | 不適用                                                                                     |
| "縛錠"（縛錠）                        | 不適用                                                                                     |
| "大地的鎚頭"（大地の鎚頭）            | 不適用                                                                                     |
| "巨神的手甲"（巨神の手甲）            | 不適用                                                                                     |
| "巨神的抱擁"（巨神の抱擁）            | 不適用                                                                                     |
| "大地之鎧甲"（大地の鎧）              | 不適用                                                                                     |
| 合技 "礦樹歐魯德拉"（鉱樹オルドーラ） | 由葛罗基西尼亚和多洛尔一起打造的巨大高塔。兼具矿物的坚硬度和耐火性，植物的柔软度和再生性。 |
| 时间返回之术                          | 某位朋友(女神族)授予的秘术。用于戴安娜和金恩的修炼。                                       |
達布茲（Dabuz，聲：神木晉一郎（日本））
巨人之名匠，製作出眾多武器、工具等。
為《七大罪劇場版 受光詛咒者》的主要反派之一。因被最高神以"騙人之光"洗腦而對魔界發起進攻。
| 製作過的作品名稱           | 說明                                                                                     |
| -------------------------- | ---------------------------------------------------------------------------------------- |
| "永暗之棺"                 | 用來封印魔神族的五塊碎片。                                                               |
| "神器「魔劍 失落的災厄」"  | 梅利奧達斯的武器，能製造出使用者鬪級總量一半的實體分身，分身體越多每一個體的鬪級就越小。 |
| "監獄之錫杖"（監獄の錫杖） | 外表為雙手合十的手杖。張開雙手將對方收入其中。                                           |
| "飛翔大碟"（飛翔する大皿） | 能自動保護主人的盾牌。                                                                   |
| "死神鐮刀"（死神の鎌）     | 在盡情玩弄敵人令其遍體鱗傷後，再斬下對方的腦袋。                                         |

## 魔神族

### 王族
魔神王（Demon King，聲：飯塚昭三→玄田哲章（日本）；待確定→張振熙（第三季）（香港））
種族：魔神族
鬪級：560000（推測，無戒禁狀態）
魔神族的統領，魔界第一代魔神族之王。是位身穿盔甲，頭上配戴犄角向前伸展的頭盔（魔神纹出现在头盔上），手持巨大的尖型双刃剑，並垂著白鬚的巨人，盔甲下的樣子是光頭，梅里奧達斯與賽多里斯兩兄弟之父。過去為了有效管理魔界，把自身一半的力量取出，分成了十份給予了自己的十名僕人組成了〈十誡〉。當長子梅里奧達斯背叛魔神族與女神族的伊麗莎白逃離魔界後，下令次子賽多里斯處決叛亂的魔神族傭兵的吸血鬼族，還將身為魔界的魔術師也是身為〈十誡〉之一戒禁「無慾」的哥塞爾關入魔界牢獄中，也知道「無欲」的哥塞爾也是跟長子梅里奧達斯一樣都是叛徒。曾用現世的生物來監視長子梅里奧達斯，但是現世的生物不是因為小意外或是被人殺害就是都壽終就寢，只好派煉獄裡的生物也是瓦爾德的親弟弟邁爾德（霍克）。
對誘拐長子梅里奧達斯讓其叛變的女神族的伊麗莎白施下了「永劫的輪迴」的詛咒。因為女神族的封印，被困於煉獄超過了十億年（現實3000年），看守著通往現世的大门。長年來通過吞噬煉獄裡的怪物，使得自身的身軀變得更巨大。企圖讓長子的梅里奧達斯繼任自己的魔神王之位，认为「感情」是多余的阻碍。因而囚禁著梅里奧達斯的「感情」不讓其回到外界，但對变成怪物到处游荡可能逃出的「感情」採取置之不理的態度。推测魔神王看守着通往现世的大门。企圖阻礙長子梅里奧達斯的「感情」回到外界反被對方斬斷了右手。對艾斯塔洛薩的記憶只存在着唯一一句条列式的认识，與其他人的完全一致，因此幾乎能確定是受前〈十誡〉——「無慾」的哥塞爾的記憶操作影響。當長子梅里奧達斯從繭裡出來後，操控著吸收了十個戒禁的長子梅里奧達斯的身體，同時與在現實世界的班與在精神世界裡自煉獄回歸的梅里奧達斯戰鬥。於305話一度被擊敗之後在裘薩克的幫助下，佔用了次子賽多里斯的身體並把不知情的裘薩克消滅。後在精神世界被賽多里斯擊敗，被逼離開對方身體，並將自身與大地融合，但仍不敵七大罪，最後徹底被擊倒其遺下的戒禁也被梅里奧達斯徹底摧毀。
魔力：「統治者（魔神王）」→   據梅里奧達斯的說法 「統治者」 魔力的真面目為 「反轉」 。
把一切針對自己的弱化與傷害轉化為強化與治療。反转攻击魔力，让它实际上完全失效（赛多里斯自身实际使用时）。
魔力：「黑暗」
魔神族的固有魔力。能利用包覆在身上的漆黑線紋作攻擊／防禦／移動用途，受傷時亦有再生的效果。
| 招式名稱           | 說明 |
| ------------------ | --- |
| "嘆息的賢者"       | 召喚一個能口吐強力攻擊的鬼面魔神。 |
| "刹那的隱士"       | 召喚一個戰鬥能力強大的分身魔神。 |
| "獄門刀"           | 用"獄炎"構成的黑色大刀，可以自由伸縮揮砍。 |
| "虛無"             | 使出強大的黑暗力場籠罩對手，能強力碾壓物體並使力場裡所有東西完全虛無化，要是身體待在裡面太久會潰爛直到完全消失。 |
| 詛咒《永劫的輪迴》 | 只要伊丽莎白身为人类每死一次就會轉生一次，還會失去前世的記憶並且一定會與梅里奧達斯相遇並且相愛，而且完全恢復前世記憶之後便會在三天內在梅里奧達斯面前死去。本体在306话初次显露，是由大小不同的人头不断从嘴中吐出人头组合成环状的异形。一度被成为魔神王的梅里奧達斯消除，而在311話因魔神王仍然存活而復原。 |
梅利奧達斯（Meliodas）
種族：魔神族
鬪級：142000→推測777000（吸收5+5戒禁)
三千年前的原〈十戒〉統領者。在圣战期间脱离魔界，加入了〈光之圣痕〉與魔神族敵對。
魔神王的長子，賽多里斯的哥哥，钱德勒的徒弟，女神族伊麗莎白的戀人，前〈七大罪〉的團長"〈憤怒之罪〉"，〈十戒〉的前任统率者，且現在以"殲滅狀態"回歸魔神族。最上位魔神之一。
该时间点上对恋人伊麗莎白的“感情”已所剩无几，为达成与伊麗莎白互相解除诅咒的约定，现在与弟弟们合作，要求两位回收〈十戒〉所持有的戒禁以获得魔神王的力量并继任魔神王之位。
現在卡梅洛城内以张开黑色球状结界，以茧形态開始毫无排斥反应持续吸收現階段所收集的五種戒禁，大概要用半天时间。期间被玛琳施以禁咒"时间之棺"同时吸收被马埃勒排出的四个戒禁和梅拉斯丘拉持有的「信仰」，以魔神王的姿态觉醒已经进入倒数阶段。破繭後變成了類似通緝令上的长髮，肉体年龄约三十岁的健壮青年模样，白色紧身衣上有魔神纹样，配有金色护手和脚套。背上长有一对黑色翅膀和由十个「戒禁」合体類似鉗子的手爪狀金色武器。同時也被魔神王控制身體。推測鬪級60萬以上。其後梅里奧達斯的感情擊敗了父親魔神王成功奪回身體。
戒禁：「慈愛」→ 無 →「敬神」、「無慾」、「不殺」、「安息」、「忍耐」→所有戒禁→無
魔力：「黑暗」
魔神族的固有魔力。能利用包覆在身上的漆黑線紋作攻擊／防禦／移動用途，受傷時亦有再生的效果。
詳細請參見主要人物「梅里奧達斯」。
賽多里斯（Zeldris，聲：梶裕貴（日本）；林美秀→汪世瑋（台灣）；張振熙（香港））
魔神王的次子，梅里奧達斯的弟弟，裘薩克的徒弟，現任十戒統領也是魔界處刑人。
詳細請參見魔神族「賽多里斯」。
梅里奧達斯和賽多里斯的母親
已知存在，但没有正式出场。

### 上位魔神
原始魔神
種族：魔神族
鬪級：推測341000
被魔神王第一個創造的魔神，是管理魔界的重要人選。但因其擁有強大的力量試圖篡奪魔神王的位子，因而受到懲罰而被分為兩個個體（錢德勒、裘薩克），並且被托負培育魔神王子的使命，分別成為了梅里奧達斯與賽多里斯的劍術師傅。
在卡梅洛的六强大戰中，因錢德勒和裘薩克融合而显现。外表是身穿盔甲，头上摇曳这黑色火焰的四獸足的，四只手臂的高大人马战士。武器是钱德勒的法杖和裘扎克的剑，以及一个盾牌。推測鬪級至少30萬。
貌似意识里面还残存著裘扎克的意识，不希望梅里奧達斯继位魔神王而意识出现混乱。〈四大天使〉马埃勒抵达以后，被對方以"偉大的太陽"擊敗。之後再分裂為錢德勒與裘薩克。
魔力：「終局」（終局）
當自身的生命削減時，使力量成反比例持續增强，直到自我毀滅為止 。
魔力：「黑暗」
魔神族的固有魔力。能利用包覆在身上的漆黑線紋作攻擊／防禦／移動用途，受傷時亦有再生的效果。
| 招式名稱          | 說明                       |
| ----------------- | -------------------------- |
| "死衝"/"死亡驅動" | 發出足以彈飛敌人的衝擊波。 |
| "獄炎極"          | 巨大且強烈的煉獄之炎。     |
錢德勒（Chandler，聲：藤真秀（日本）；周鑫霆（香港））
種族：魔神族
鬪級：173000
最上位魔神。一位手持法杖（內藏了一把比法杖本身長幾倍的劍），外表和藹可親的老人。年紀要比迦兰（991岁）還要年長。
梅里奧達斯的劍術師傅，教授他「全反擊」的人，稱梅里奧達斯為「少爺」並十分溺愛他，認為是女神族的伊麗莎白誘騙其背叛同胞而對她抱有恨意，還罵女神族的伊麗莎白為狐狸精。戰鬥力遠遠超越〈十戒〉的怪物，自身能帶來「真正的黑夜」（"暗夜之帐"的效果）。因為彷彿吸乾敵人般的戰鬥方式而被稱為〈奶嘴之鬼〉。戰意激昴之時身體會轉化為肌肉發達、背部長出龍的翅膀的姿態，近戰能力和防禦力也大幅提升。真正身分為原始魔神的半身，後與裘薩克再度合體為原始魔神。被〈四大天使〉马埃勒給擊敗後再度分裂，最後打算要把戒禁給梅里奧達斯時被裘薩克給殺害。
魔力：「全反擊」（全反擊）
加倍反彈一切朝向自己的所有攻擊(無論魔力還是物理攻擊)。原本以為跟梅里奧達斯相同，但從能夠反彈金恩的「增殖」來看，也能反擊物理攻擊。使用時需手持用具當作媒介（如木棒、劍等）。
魔力：「黑暗」→   魔神族的固有魔力。能利用包覆在身上的漆黑線紋作攻擊／防禦／移動用途，受傷時亦有再生的效果。
| 招式名稱                       | 說明                                                                                     |
| ------------------------------ | ---------------------------------------------------------------------------------------- |
| "怨恨刃"/"咒怨之刃"（怨恨刃）  | 使用法杖發射出刀刃狀的衝擊波。                                                           |
| "絕對強制解除"（絶対強制解除） | 強制消除他人所設置的魔力術式，但如果術式過於強大則無法消除。                             |
| "絕對強制命令"（絶対強制命令） | 以自身的血作為媒介，與目標對象強制簽訂單方面的契約。被施法者無得違抗施術者所定下的命令。 |
| "極微"（極微）                 | 把目標縮到極小的尺寸，即使是巨人族也能縮至小於一般人類的大小。                           |
| "隕星"（隕星）                 | 詠唱咒文，召喚大量隕石擊向大地，造成大範圍的破壞。                                       |
| "龍爪"（竜爪）[124]            | 把法杖前端轉化成龍的爪子進行攻擊的技能。                                                 |
| "真紅的葬送"（真紅の葬送）     | 釋放出極高溫的熱能，溶解前方一定範圍內的一切，即使是巨人族的"重金屬"也無法防禦。         |
| "肉分身"（肉分身）             | 以臉頰的肉作為材料，生成小型的追擊用魔神，可回收。                                       |
| "殲滅之光"（殲滅の光）         | 向前釋放出強大的破壞光束。威力比玛琳的强大许多倍。                                       |
| "暗夜之帳"                     | 法杖指向天空用法术將當地白天替換成夜晚/午夜状态，效果可以影响"太阳"恩寵發揮。            |
裘萨克（Cusack，聲：中田讓治（日本）；袁德基（香港））
種族：魔神族
鬪級：168000
外表為劍術的武士，被稱為〈打瞌睡的死神〉，因为仅凭眼神共鳴瞬间控制了目标的精神，还有控制对方的行动，动作就像打瞌睡那样快速。最上位魔神之一，担任賽多里斯的剑术師父也是忠实的臣子。希望让赛多里斯成为魔神王而不是梅里奧達斯。
255話中，一度被使用聖劍的亞瑟給壓制，後因魔神族的強大恢復力而處於上風。被突然出現的瑪琳的"冰柱之城"而拖住腳步，在瑪琳帶著亞瑟逃走後以先前用眼神對亞瑟施放的招式"共鳴"控制亞瑟拿劍刺向自己的心臟。很在意自己的鬍子並自稱自己的鬍子為魔界第一俊美的鬍子。会泡自创特制的红茶。变身以后用黑暗之力缠绕双剑作为武器進行战斗。能用眼睛在地面引爆黑暗來作戰。真正身份為原始魔神的半身，隨後與錢德勒再度合體為原始魔神。被〈四大天使〉马埃勒給擊敗後再度分裂，看到被魔神王給打傷的賽多里斯，為了不讓賽多里斯喪命先是把錢德勒給殺掉然後把十個戒禁強行塞入賽多里斯的身上。最後被佔用了賽多里斯身體的魔神王給殺害。
魔力：「黑暗」
魔神族的固有魔力。能利用包覆在身上的漆黑線紋作攻擊／防禦／移動用途，受傷時亦有再生的效果。
| 招式名稱                       | 說明                                                                                     |
| ------------------------------ | ---------------------------------------------------------------------------------------- |
| "共鳴"（共鳴）                 | 使被施法者被迫模仿做出與施術者一樣的動作。使用前需使目標對象和自己有過眼神接觸。         |
| "絕對強制命令"（絶対強制命令） | 以自身的血作為媒介，與目標對象強制簽訂單方面的契約。被施法者無得違抗施術者所定下的命令。 |
佩羅尼亞（Peronia，聲：大森日雅（日本）；吳茵（香港））
種族：魔神族
鬪級：不明
於第246話登場，口頭禪是「碟嘻！」，擁有嬌小的身形和奇怪的语尾的女性魔神族。在艾斯塔洛薩昏迷之後照看他足足四天，称呼沉睡中的艾斯塔洛萨为“公主殿下”。在第254話中操纵法术让打算接近城堡的亚瑟陷入迷宫幻觉，最终被嘎斯吃掉。
"无限迷宫"
弗勞德林（Fraudrin，聲：木内秀信／小西克幸（都雷法斯姿態時）（日本）；何志威（台灣）；李家傑→張振熙（第三季）（香港））
身高：419cm／體重：690kg／生日：10月15日／血型：A型／慣用手：右手／種族：魔神族／年齡（遭到封印時）：554歳
鬪級：31000
上位魔神，十六年前殺死梅里奧達斯的戀人里茲和梅里奧達斯死鬥後敗北，但是仍苟延殘喘的活著，十年前遇到至達那弗爾王國調查的韓德利克森與都雷法斯，為奪回力量而寄宿在都雷法斯體內，並控制了韓德利克森的意志。回到王國後開始策劃解開魔神族的封印，和韓德利克森一起殺死構成威脅的薩拉托拉斯，並嫁禍給七大罪。表示自己並非真正的十戒成員，並說自己為哥塞爾的替代品。（本身并不实质持有「無欲」的戒禁）由於薩拉托拉斯捨身使用"淨化"而赶出都雷法斯的身體，之被擺脫其控制的都雷法斯擊中，卻立刻巨大化而沒造成致命傷。將要殺死都雷法斯及韓德利克森時，與趕到的梅里奧達斯激戰，發現自己敵不過鬪級高達6萬的梅里奧達斯時，打算將自身內的魔力引爆，卻被变成小孩的古利亞摩爾阻止，因不忍心杀了10多年来把自己当成父亲的古利亚摩尔，选择自愿被梅里奧達斯一拳殺死。
魔力：「巨大化」（巨大化）
能將自身／物体巨大化的魔力。
魔力：「黑暗」
魔神族的固有魔力。能利用包覆在身上的漆黑線紋作攻擊／防禦／移動用途，受傷時亦有再生的效果。
"操心之術"
葛拉莉萨（Glariza）
种族：魔神族
性别：女性
魔神族的非戰鬥人员。「无欲」哥塞尔的恋人，人偶哥塞尔的原型。外表与人偶哥塞尔一模一样，带有小恶魔翅膀的女性。3000年前圣战期间以魔神族的俘虜出場，被〈四大天使〉马埃勒給杀害。讓〈十誡〉「无欲」的哥塞尔為了替她報仇然後發動將马埃勒的記憶轉換為〈十誡〉的「慈愛」的艾斯塔洛薩的禁咒的一切開端。
〈主恩〉殷杜拉
鬪級：不明
上位魔神把七颗心脏当中六颗献给黑暗之后，所转变而成的传说中怪兽。有异于其他名称的殷杜拉，主恩殷杜拉是对魔神王效忠的〈十诫〉所转变而成的，据传它的力量相当强大，拥有比其他殷杜拉更高的斗級。它的行动是基于单纯的破坏冲动。
魔神王复活以后，魔神王强行打开从玛琳留下的通往魔界的门召唤而来的怪物。它具有五个不同的头部和一条长尾和节肢动物镰刀般的腿爪。突然出现在布里塔尼亚大陆中央地区，班、金恩、戴安娜、玛琳和哥塞尔五名〈七大罪〉与之迎战。尾部会产生无数的殷杜拉幼体孢子，打算散布降落在整个地区。由于数量实在太多范围太广，令“七大罪”无暇顾及消灭。幸好玛琳及时归还了班的神器“聖棍克雷休兹”，解放神器后，殷杜拉的幼体几乎被班一个人全部消灭。唯獨一只幼体逃走至里欧涅丝最后被出现的马埃勒給消灭。
梅里奧達斯与魔神王打到一半时，班等把已解决的殷杜拉尸块带来魔神王面前支援梅里奧達斯。后来殷杜拉的尸体被魔神王操控攻击〈七大罪〉但被玛琳转移回敬魔神王，但最后被魔神王的“支配者”魔力用来治疗自身。

### 十戒
魔神王為了有效統治廣大而撩亂的魔界，曾計劃將自身力量的一半分給僕人以進行武力管理，但因過大的力量可能會威脅自身地位，最後魔神王決定把分出的力量再分成十份，賦予十位戰士並組成自己直屬的精銳部隊——即是〈十戒〉。而那分離的十份力量，則稱為戒禁，在對應持有人面前違反戒禁，無論何人一律均會受到詛咒，其強制性連〈十戒〉自身都無法抵抗。三千年前由於因前任領袖一梅里奧達斯的背叛，曾經一度損失了兩名成員。三千年前的聖戰重新開始後只剩賽多里斯與艾斯塔洛薩(女神族的〈四大天使〉之一馬埃勒)據魔神王所言，要解除戒禁詛咒的辦法只有兩個：(1) 擊敗持有相應戒禁的〈十戒〉；(2) 受詛咒者的死亡。
賽多里斯（Zeldris，聲：梶裕貴（日本）；林美秀→汪世瑋（台灣）；張振熙（香港））
| 身高  | 體重 | 生日   | 血型 | 慣用手 | 種族   | 年齡                 |
| ----- | ---- | ------ | ---- | ------ | ------ | -------------------- |
| 152cm | 50kg | 2月5日 | A型  | 右手   | 魔神族 | 252歳 （遭到封印時） |

鬪級：61000
賦予戒禁「敬神」（處刑人）的賽多里斯，外貌是一位長黑髮黑瞳的少年，最上位魔神之一，魔神王的代理人，裘薩克的徒弟，梅里奧達斯的弟弟以及身為魔神族的傭兵的吸血鬼王族成員葛尔妲的戀人，聲音和容貌都和梅里奧達斯十分相似，但對其有著十足的敵對感和憎恨感。
據271话梅里奧達斯的感情回憶，过去的賽多里斯对当时的魔神族〈十戒〉领袖的哥哥梅里奧達斯既害怕又崇拜着，内心尊敬和仰慕着哥哥，性格认真又正直，向梅里奧達斯学习如何战斗为魔神族对抗敌人。而且还为了保护自己的恋人葛尔妲自愿成为残酷的劊子手而战斗。但因为统领〈十戒〉的哥哥背叛，引发魔神族阵营松动。不满隶属的吸血鬼族效仿背叛魔神王然而叛亂失敗，被魔神王下令殺雞儆猴让賽多里斯处决吸血鬼族，因此必須親手殺死自己的恋人，因此极其憎恨哥哥梅里奧達斯。根據愛丁堡的吸血鬼王族成員葛尔妲所描述，魔力的感覺和梅里奧達斯十分相似。在〈十戒〉中擁有最頂尖的實力，能以一己之力輕鬆攻陷卡梅洛王國。
在三千年前受命對在聖戰中背叛魔神族的吸血鬼族進行全數執行死刑，但為保護作為戀人的吸血鬼王族之一的葛爾妲，瞒着魔神王選擇了將吸血鬼王族成員給封印起來。三千年後在〈十誡〉復活後以休養為由提議眾人前往愛丁堡城，實際上是為了確認葛爾妲的安危，殊不知城堡早已被艾斯卡諾毀掉，吸血鬼王族也全數被消滅，戀人貌似也被梅里奧達斯殺死了(是實上是被梅里奧達斯封印起來)。在布里塔尼亞攻防戰中，與艾斯塔洛薩一同被艾斯卡諾的"無慈悲的太陽"擊到遠方，其後確認無傷存活。對梅里奧達斯突然歸來並決意繼任魔神王一事表示十分反對，與他起了爭執卻被完全壓制，然後和梅里奧達斯秘密做了一个「约定」，自愿让出魔神王的位子并協助其回收戒禁。現在已把連同自身的「敬神」在內的五種戒禁交給了梅里奧達斯。禁咒解除以后，和原始魔神对战着〈七大罪〉，期间好像早已预料到艾斯塔洛萨的任意回收然后吸收最后无法承受自我毁灭的结局，等着另外四戒禁主动吸引而飞往梅里奧達斯所在（卡梅洛），同时「信仰」戒禁與也会产生共鸣，脱离一起飛向了梅里奧達斯的身边。
當〈四大天使〉马埃勒来到卡梅洛以后，叫他滚回天界而且拒绝了他提出的条件出手攻击了玛琳，不过被及时赶到的〈七大罪〉阻拦。与马埃勒展开戰鬥，發動自身的魔力但被马埃勒的「太陽」散发的高热破解，连剑也熔解。再者与之展开近身肉搏，但处于下风。之后用黑暗之力代替刀刃继续战斗，但距离时间之棺启动完成越来越逼近，逐渐变得焦虑和失去冷静力，虽然一度造成马埃勒重创和疯狂攻击〈七大罪〉却被防御住，但还是被恢复过来的马埃勒击败，倒下前一刻还遵守着和梅里奧達斯所订下的与解放恋人葛爾妲有关的「约定」。
梅里奧達斯從繭裡出來後要求他兌現承諾，卻發現梅里奧達斯的身體被魔神王所控制。在〈七大罪〉班与魔神王的戰鬥中，主动背叛魔神王，希望魔神王能暂时离开梅里奧達斯的身体。304话，賽多里斯由魔神王從自身戒禁口中得知 自己跟身為魔神族的傭兵吸血鬼族王族的成員暗中幽會、沒有處決吸血鬼族一族(指的是王族)而封印還有在竞争魔神王的目的是建立一个谁都可以安稳生活的魔界感到震驚，還有魔神王對他的種種行徑感到很失望與憤怒打算要處罰他。之后虽然成功为〈七大罪〉排除了父親魔神王派出的障碍，但是本人被父親的魔力攻击（因「支配者」的魔力被回收）而打成重傷。隨後被裘薩克強行塞入了十個戒禁連自身的身體被父親魔神王佔用。後在恋人葛尔妲的介入下反抗並擊敗佔用自己身體的父親魔神王並成功奪回身體。魔神王徹底戰敗後與哥哥梅里奧達斯達成和解向對方道別後與葛爾妲一同離去。最終回與葛爾妲一同探望梅里奧達斯與伊莉莎白，對伊莉莎白懷著女神族與魔神族的後裔一事感到很驚訝。
戒禁：「敬神」→ 無→ 所有戒禁 → 無
| 戒禁     | 效果                                                                     |
| -------- | ------------------------------------------------------------------------ |
| 「敬神」 | 凡是背對他的人，會被視為對魔神王與其代理人的「不敬」，強制洗腦使其服從。 |
魔力：「統治者」別名(魔神王)
能暫時借取／動用魔神王的魔力」。據梅里奧達斯所述，賽多里斯只能借取到魔神王的一部份魔力，能使魔力攻擊無效化。
| 招式名稱     | 說明                                                                                         |
| ------------ | -------------------------------------------------------------------------------------------- |
| 「神怒之日」 | 在空中凝聚"獄炎"，再擊落目標的強大一擊。 Dies Irae，同Dies iræ，出自拉丁文的安魂曲的繼抒詠。 |
魔力：「黑暗」→   魔神族的固有魔力。能利用包覆在身上的漆黑線紋作攻擊／防禦／移動用途，受傷時亦有再生的效果。
| 招式名稱 | 說明 |
| -------- | --- |
| "獄炎"   | 釋放出極大破壞力的煉獄之炎，獄炎在徹底燒毀敵人前絕不會熄滅。算是黑暗之力。能依附在武器上，亦能當作火球投出或作近戰用途。 |
| 招式名稱         | 說明 |
| ---------------- | --- |
| 合技"破槍球突"   | 葛爾妲使出灰塵葬掀起大量塵土令對方視力受礙，再由賽多里斯將「黑暗」附加到武器上並刺向沙塵暴底部給予致命一擊。 |
| 合技"闇黑之處刑" | 賽多里斯使出兇咒縛封鎖住對手的行動，再由梅里奧達斯使出神千斬來斬擊對手。                                     |
| 合技"弒殺暴君"   | 梅利奧達斯和賽多里斯匯聚大量「黑暗」在武器上並斬出強烈的弒神一擊，威力足以讓神灰飛煙滅。                     |
原魔力：「凶星雲」凶星雲
賽多里斯本身的魔力。以自身的黑暗進行超高速旋轉，產生一個針對生物有著強大吸引力的力場。
| 招式名稱   | 說明                                                             |
| ---------- | ---------------------------------------------------------------- |
| "全面反應" | 透過脊隨反射，把被凶星雲吸引接近而來的所有東西，用神速砍成碎片。 |
| "兇咒縛"   | 將「黑暗」纏繞在敵人身上，封鎖對手的行動並侵蝕對方。             |
艾斯塔洛薩（Estarossa，聲：東地宏樹／植木慎英【童年】（日本）；劉傑（台灣）；楊耀泰／陳漢祺【童年】（香港））
| 身高  | 體重 | 生日    | 血型 | 慣用手 | 種族             | 年齡                 |
| ----- | ---- | ------- | ---- | ------ | ---------------- | -------------------- |
| 200cm | 95kg | 1月14日 | AB型 | 右手   | 魔神族（女神族） | 380歳 （遭到封印時） |

鬪級：60000→ 吸收「真實」的戒禁後：88000→ 吸收「沉默」與「純潔」的戒禁後：超過200000
賦予戒禁「慈愛」的艾斯塔洛薩，銀髮的带胡渣的成熟健壮男性，上位魔神，容貌與通緝令上所繪製的梅里奧達斯一模一樣，梅里奧達斯的弟弟，也是賽多里斯的哥哥。教其战斗的師傅是他的哥哥。初次出场在〈十戒〉停留在爱丁堡城的废址时午睡，梦中似乎与伊丽莎白的梦境相连。能够让普通雀鸟魔神化变异。在艾斯塔洛萨的回忆里，梅里奧達斯脱离魔界前，艾斯塔洛薩已经是成熟的模样。在番外篇〈祭壇之王〉得知，艾斯塔洛薩是在梅里奧達斯背叛魔神族之后，才加入的〈十誡〉。据265话“艾斯塔洛萨”的回忆，小时候便与女神族的伊丽莎白相识并得到她的安慰，表示一直喜欢伊丽莎白。跟随统率者时代「最凶狠」的哥哥“梅里奧達斯”战斗变强，直至看见哥哥与伊丽莎白一起。希望自己变成梅里奥达斯。
對魔神族背叛者的梅里奧達斯懷抱著異常的執著和扭曲的情感。被作為同胞的邱札克嫌棄著，形容他為一個「猜不透，格格不入的男人」。被〈十戒〉蒙斯皮托直言「人格扭曲」的男人。在對陣梅里奧達斯時，輕鬆接下"復仇・反擊"（因为「慈爱」的戒禁），並以"反逆劍"含泪刺穿他的七個心臟，使其死亡。在其後的布里塔尼亞攻防戰中，連同賽多里斯被艾斯卡諾的"無慈悲的太陽"擊到遠方，其後確認存活但陷入昏睡狀態，期間在夢中夢見貌似過去與初代伊麗莎白（女神族）之間的回憶。甦醒後本打算與兄弟一同爭奪魔神王之位，但在發現伊麗莎白後，放棄魔神王寶座轉而執著伊麗莎白。表面上答应帮兄弟继任魔神王而充当戒禁回收人，实际打算將所有戒禁佔為己有。先找到石化的迦蘭然后擊碎，順利回收其「真實」的戒禁，其後找到「沉默」和「純潔」的戒禁所在。闯入蒙斯皮托和德里艾利的住所并烧死了前来通知二人的农妇，打算吞噬农妇灵魂时被蒙斯皮托掉包。之后與蒙斯皮托的對峙時被道出所有〈十诫〉都知道的关于艾斯塔洛萨的「事实」：「身為魔神王的兒子，出生時卻沒有任何一點暗黑之力，是個連殺蟲子都會猶豫的膽小鬼」，由於夾在優秀的兄弟之間，魔神王因此憐憫他而賜與其「慈愛」的戒禁。雖然戒禁確實引發了他的暗黑之力，但同時卻侵蚀了他的精神，造成精神的極度不穩定。其後蒙斯皮托为保护德里艾利而被艾斯塔洛萨贯穿最后一颗心脏，釋放出全魔力份量的獄炎打算與艾斯塔洛薩同歸於盡。但结果艾斯塔洛萨仍存活，並回收其「沉默」的戒禁。回收「纯洁」戒禁过程中遇上联合军扫荡部队，与〈四大天使〉的沙利葉與塔米葉交战，过程中即使被打穿身体也不死。在不敵對方的情況下，先後吸收了「真實」和「沉默」的戒禁，最终變成了類似梅里奧達斯「殲滅狀態」時的姿態。因戒禁的影响自认为自己是梅里奧達斯，精神變得极度不稳定、崩坏。击倒众人只为抢夺的不是戒禁而是伊丽莎白，然后声称前往自己（梅里奧達斯）与伊丽莎白私下见面的那个地方。飞行途中因为吸收戒禁的反作用力导致失控使伊丽莎白陷入危机。在天空演舞场的遗址與伊麗莎白獨處後，艾斯塔洛薩稍微清醒过来开始叙述过去表达自己对伊麗莎白的关注，並表示自己的記憶中曾经被大哥鼓励会帮助他和伊麗莎白的关系，但是梅里奧達斯欺骗了他。因吸收三个戒禁的排斥反应再度发疯失控，打算要吸收伊麗莎白。他那靈魂的不斷扭曲和混亂，卻反而成了一个拆穿足足欺骗了所有人3000年「谎言」的契機。
据梅里奥达斯的感情和魔神王记忆以及〈十戒〉蒙斯皮托所述确认，对艾斯塔洛薩的存在皆重复着一句異常精準的描述/条列式的描述，除此以外再也记不起。因为與其他人的完全一致，因此「艾斯塔洛薩」的身份存在/过去几乎可以确认被原〈十誡〉——「無慾」的哥塞爾的記憶操作影響。由吞噬伊丽莎白引发的认知崩坏，把艾斯塔洛萨的身为魔神族的记忆恢复为女神族的记忆；与哥哥梅里奥达斯的回忆恢复成与哥哥流德雪尔的回忆。
「〈十戒〉艾斯塔洛薩从一开始就不存在，而是梅里奥达斯幫女神族伊莉莎白所收養的一隻小狗取的名字。其真實身份是女神族流德雪爾的弟弟，令魔神族所畏惧的〈死亡天使〉——即擁有過恩寵「太陽」的最強〈四大天使〉——馬埃勒。」据人偶哥塞尔回忆，魔神族的艾斯塔洛薩——那个男人是原〈十戒〉「無欲」的哥塞爾，為了结束聖戰不惜启动禁咒，拿自己的生命和全部的魔力（也包括人偶哥塞尔）而交换准备的——那是把某个男人的记忆以及认识他的人，以及众神对他的认知加以改变。哥塞尔（本体）深信，这个禁咒一旦成功，女神族就不得不使用永闇之棺。就结果而言哥塞尔成功了。但是这个谎言，深深地伤害了这个唯一的圣战结束的牺牲者——馬埃勒为了追求报仇的力量导致甚至自我、内心和同伴都抛弃了。艾斯塔洛萨从漆黑的团块里蜕变並恢复回〈四大天使〉马埃勒那一刻起，其後〈艾斯塔洛萨〉的存在认知被所有认识他的人重新订正為马埃勒。
詳細請參見女神族「馬埃勒」。
戒禁：「慈愛」 → 「慈愛」、「真實」、「沉默」、「純潔」 → 無（戒禁脫離體內）
| 戒禁     | 效果                                                       |
| -------- | ---------------------------------------------------------- |
| 「慈愛」 | 凡是在他面前懷抱「憎恨」情感的人，均會失去一切傷人的能力。 |
魔力：「全反擊」
與梅里奧達斯的全反擊不同，加倍反彈朝向自己的物理攻擊。能空手使用（以黑暗魔力形成匕首來使用，參見漫畫260話）。
魔力：「黑暗」
魔神族的固有魔力。能利用包覆在身上的漆黑線紋作攻擊／防禦／移動用途，受傷時亦有再生的效果。
| 招式名稱            | 說明 |
| ------------------- | --- |
| "獄炎"              | 釋放出極大破壞力的煉獄之炎，獄炎在徹底燒毀敵人前絕不會熄滅。算是黑暗之力。能依附在武器上，亦能當作火球投出或作近戰用途。 |
| "反逆劍"            | 生成最多七把精煉的劍刃進行攻擊。                                                                                         |
| "暗黑回歸"          | 以魔神族獨有的黑暗魔力把對方包圍或吞噬，牽制用的技能。                                                                   |
| "黑獵犬"[140]       | 放出獵犬狀的"獄炎"發動攻擊並包圍敵人。                                                                                   |
| "殺人碟"/"殺手圓盤" | 以黑暗的魔力在雙手製造出黑暗的圓盤，被擊中的對象會被黑暗所吞噬。                                                         |
迦蘭（Galand，聲：岩崎博（日本）；劉傑（台灣）；黃尉斯（香港））
身高：408cm／體重：329kg／生日：1月4日／血型：B型／慣用手：右手／種族：魔神族／年齡（遭到封印時）：991歳
鬪級：27000→「臨界突破」時：40000
賦予戒禁「真實」的迦蘭，是位身型十分高大，盔甲身軀的高齡老人（魔神族里面數一數二的年長）（屬於盔甲族），揮舞著斧槍一體的巨大鐮刀作為武器。有一位侄子名叫龐普，在劇場版特典番外篇的手稿〈迦蘭的忠告〉中一度教訓侄子龐普為自己沒被選上〈十誡〉而發脾氣拿自己的同伴下級魔神洩氣將其殺害的一事。還警告他說“自以為是的時候要看看身後”，還有“我們〈十戒〉是魔神王的高傲精銳，根本不需要野獸和野蠻人”而離去。
性格好戰而且擁有驚人的跳躍力，從愛丁堡跳到卡梅洛王國只需72步的距離，能一瞬間跳出瑪琳多達幾英里的魔力有效圈。復活後的初戰，以0魔力的狀態完全壓制梅里奧達斯一行人，因被人偶哥塞爾操作了記憶已誤以為已經了結掉他們，後來慘敗在取回力量的梅里奧達斯後誓言要打倒他。在盜賊都市雷紋兹與班交戰，雙方陷入一進一退的功防後，在對峙〈七大罪〉之一〈傲慢之罪〉的艾斯卡諾時即使動用了魔力也對其做成不了傷害，後來因害怕其急劇上升的闘級而打破了自己訂下的「不得逃跑」的誓言，因此被自身的戒禁反噬而石化。後來身體因被前來回收戒禁的艾斯塔洛薩給擊碎而死，連戒禁也遭奪取。
戒禁：「真實」 →  無（死亡後被回收）
| 戒禁     | 效果                                                                                              |
| -------- | ------------------------------------------------------------------------------------------------- |
| 「真實」 | 凡是在他面前口吐「謊言」之人，身體便會遭到石化（就跟類似看到美杜莎的雙眼就會變成石頭一樣）。[142] |
魔力：「臨界突破」臨界突破
把自身的魔力轉化為武力，把身體能力推至極限的單純而直接的魔力，此時迦蘭的闘級高達4萬，在魔力用盡前會持續著暴走狀態。
| 招式名稱 | 說明                                   |
| -------- | -------------------------------------- |
| "慘散斬" | 在空中以大鎌刀連續擊向地面的招式。     |
| "紊粗斷" | 四周揮舞大鎌刀，斬向周圍的招式。       |
| "伐裟利" | 大鎌刀的全力一斬，威力足以把地面斬裂。 |
魔力：「黑暗」→   魔神族的固有魔力。能利用包覆在身上的漆黑線紋作攻擊／防禦／移動用途，受傷時亦有再生的效果。
梅拉斯丘拉（Melascula，聲：M·A·O（日本）；蔡雅如（台灣）；楊婉潼（香港））
身高：154cm／體重：43kg／生日：10月10日／血型A型／慣用手：右手／種族：魔神族／年齡（遭到封印時）：362歳
鬪級：34000
賦予戒禁「信仰」的梅拉斯丘拉，外貌是一位漂浮在空中並以如霧一樣的黑色物質環繞在身邊的粉紅長髮女性，穿著性感的緊身衣。比起肉搏戰更擅長使用魔力的戰鬥，还能使用让死者复活的禁咒。操縱死者和靈魂的專家。性格冷靜，擅長分析各種情況，十分信仰魔神王，很瞧不起人類，視人類為全種族中最低下的存在。真正身份是一隻長年在魔界吸收瘴氣而獲得魔力，存活了三百多年的毒蛇。
在三千年前聖戰期間，躲过〈四大天使〉攻击后潛入了聯合軍〈光之聖痕〉的根據地，準備製作〈魔界〉之門以加入大量戰力單位，但在人偶哥塞爾的操作下製成了牢獄之門放出了真正的哥塞爾。復活後為恢復魔力而使用"怨反魂之法"和"召喚之輪"召喚了大量死者和下級魔神（狩獵靈魂用），以尋求優質的靈魂供進食用。其後在對戰班時被破壞了其中一個心臟，對峙艾斯卡諾時欲吞食對方靈魂但被其「魔力」燒毀身軀並掉下山崖，雖然未有因此身亡但外貌變得面目全非，其後在葛羅基西尼亞的「月之華」"生命之露"的效果下治療成功並恢復了外貌。在大打架祭尾段對戰梅里奧達斯時，在企圖抽出對方靈魂時，被亂入的班抽出並踩碎了五個心臟。其後證實存活在要塞都市柯蘭德迎戰〈七大罪〉一行人時，被恢復女神之力伊麗莎白使用"鎮靜"把體內長年積累的瘴氣淨化得一乾二淨，變回了原本的姿態而失去力量，後來被瑪琳收進試管中作實驗用途（戒禁留在體內）。
在249话被玛琳作为交换筹码，向賽多里斯解放中了「敬神」成为俘虏的卡梅洛和里欧涅斯圣骑士和国民。但因被流德雪尔打断交易，梅拉斯邱拉还在玛琳手。295話，戒禁「信仰」與從馬埃勒體內分離出的四戒禁产生共鸣，脱离一起飛向了梅里奧達斯的身边。梅拉斯丘拉强行脱离戒禁後從此下落不明。
戒禁：「信仰」 →  無（戒禁脫離體內）
| 戒禁     | 效果                                                           |
| -------- | -------------------------------------------------------------- |
| 「信仰」 | 凡是在她面前，對心中所信之物抱持「不信」之人，雙眼都會被燒毁。 |
魔力：「獄門」（獄門）
能夠召喚並使役死者並能製造出門以召喚各款下級魔神，也具有把〈天界〉之門改寫成〈魔界〉之門的能力。
| 招式名稱                  | 說明 |
| ------------------------- | --- |
| "召喚之輪"                | 製造出輪狀的門並召喚各款已死去的下級魔神。 |
| "怨反魂之法"              | 以增幅死者對世間的留戀，把無處發洩的憎恨轉化為生命力，使其復活的禁術。復活後的死者能驅使生前所擁有的魔力，身體能力得到大幅提升，但反抗增幅的憎恨感後力量會立即被弱化。 |
| "暗澹之繭"                | 以黑暗魔力把對手包裹在漆黑的繭狀球體內，來防禦或困住對手。球體的硬度在賽多里斯不動用魔力的情況下也無法突破。能用來發動                                                 |
| 死靈強化之術 "修羅的怨仇" | 把困在"暗澹之繭"中的對象所釋放出的負面能量（如破壞衝動）轉化為死靈力量的技能。能把收集到的能量集合在一體的死靈上。                                                     |
| "招來魂"                  | 詠唱咒文，強行抽出目標對象的靈魂。 |
| "蛇毒散腐"                | 梅拉斯丘拉本體的能力，噴出體內腐蝕性極高的消化毒液，即使觸碰到一點身體也會被溶解，光是吸入其蒸氣也足以致命。                                                           |
魔力：「黑暗」
魔神族的固有魔力。能利用包覆在身上的漆黑線紋作攻擊／防禦／移動用途，受傷時亦有再生的效果。
多羅爾/多洛爾（Drole）
「忍耐」的多罗爾。
詳細請參見巨人族「多羅爾/多洛爾」。
葛羅基西尼亞/六雪尼（Gloxinia）
「安息」的葛羅基西尼亞。
詳細請參見妖精族「葛羅基西尼亞/六雪尼」。
蒙斯皮托/門斯皮特（Monspeet，聲：津田健次郎（日本）；鈕凱暘（台灣）；伍博民（香港））
身高：182cm／體重：78kg／生日：8月8日／血型：O型／慣用手：兩手俱利／種族：魔神族／年齡（遭到封印時）：415歳
鬪級：53000
賦予戒禁「沉默」的蒙斯皮托， 特征为留有小鬍子，半裸上身但穿着白色披风的无口中年男性。操縱獄炎的專家，魔界屈指可数的狱炎高手，曾幫賽多里斯移送對魔神王叛變的魔神族傭兵的吸血鬼王族，對賽多里斯只留吸血鬼王族成員活口的事有點介意(因為魔神王下令要處決吸血鬼全族)。〈十诫〉刚复活时与德里艾利一组行动，通过吞噬集市、村庄人类灵魂回复魔力。能理解德里艾利话里的含义并解释给他人，但对于德里艾利有些话一直藏在心里没说出（似乎因为「沉默」的戒禁）。德里艾利提過她的姐姐很喜歡他。
在三千年前的聖戰當中，与德里艾利、迦兰、弗劳德林对战〈四大天使〉。沙利叶和塔米叶发动“极大圣柜”时，救下德里艾利和弗劳德林但背后的魔神大军全部被消灭，而迦兰带着梅拉斯丘拉成功躲开。流德雪尔加入战斗后，与德里艾利一起逼不得而獻上自己的六顆心臟，變成破坏之獸・「殷杜拉」，在這形態中會變成有極多手的狀態有能輕鬆擊敗兩名四大天使的實力，之後被女神族的伊丽莎白淨化所救恢復原有樣貌。
与迦兰发现失忆的黛安娜，计划吞噬黛安娜的灵魂来回复魔力。发现远处有类似梅里奧達斯的魔力，用蓄积的魔力放出"獄炎鳥"追踪确认但被霍克妈妈吞噬。〈十戒〉入侵里欧涅斯王国时期，与德里艾利一起入侵里欧涅丝。女神族的尼禄巴斯塔出现时，幸兴不是出现〈四大天使〉级别的。解决后单方面宣布里欧涅丝已经沦陷，然后为德里艾利在一民宅里整理头发和挑选衣服（但被德里艾利毆打一頓）。随后与德里艾利察觉梅里奧達斯正赶往这里。與復活的梅里奧達斯交戰釋放出全部魔力使出"灰燼龍"攻擊梅里奧達斯時反被對方的"全反擊"反彈保护着德里艾利而两人戰敗，掉到一位农婦家的屋頂上，並在幫她打退了害得農田荒蕪的熊，為了表示感謝婦女讓他們住了下來，本人也認為這種生活不錯而住了下來，在赛多里斯的召回所有十誡時他拒絕回應。
与德里艾利一起商量归还戒禁给賽多里斯一事，希望从「沉默」获得解放。突然被来回收戒禁的艾斯塔洛萨闯入，目睹恩人被杀，其灵魂差点被吞噬时用「游击星」能力交换了。认为艾斯塔洛萨是一个「人格扭曲」的人。之后还道出所有〈十诫〉都知道的关于艾斯塔洛萨的「事实」。指出除了梅里奧達斯或赛多里斯，其他人一旦吸收屬於自己以外的戒禁就會崩毁。本来占据优势，但蒙斯皮托为了保护德里艾利而被艾斯塔洛萨贯穿最后一颗心脏，还用最後的力量將德里艾利推走，最後釋放出全魔力份量的獄炎打算與艾斯塔洛薩同歸於盡而死（但结果艾斯塔洛萨仍存活，「沉默」的戒禁也被回收）。
戒禁：「沉默」 →  無（死亡後被回收）
| 戒禁     | 效果                                             |
| -------- | ------------------------------------------------ |
| 「沉默」 | 凡是在他面前說出心中「秘密」的人都會被施加詛咒。 |
魔力：「遊擊星」（遊擊星）
| 招式名稱         | 說明                                                       |
| ---------------- | ---------------------------------------------------------- |
| "魔術師的恶作剧" | 將手上的物体或是和自己差不多大小、質量相同的東西交换位置。 |
魔力：「黑暗」
魔神族的固有魔力。能利用包覆在身上的漆黑線紋作攻擊／防禦／移動用途，受傷時亦有再生的效果。
| 招式名稱 | 說明 |
| -------- | --- |
| "獄炎"   | 釋放出極大破壞力的煉獄之炎，獄炎在徹底燒毀敵人前絕不會熄滅。算是黑暗之力。能依附在武器上，亦能當作火球投出或作近戰用途。 |
| "獄炎鳥" | 釋放出鳥狀的獄炎，能遠端操控，用來進行遠距離攻擊/快速突襲或探測用途。                                                    |
| "灰燼龍" | 一口氣釋放所有魔力，並化為龍狀的獄炎將一切吞噬成灰燼。                                                                   |
德里艾利/戴利愛麗（Derieri，聲：高垣彩陽（日本）；陳筱寧（台灣）；吳茵（香港））
身高：162cm／體重：62kg／生日：10月30日／血型：O型／慣用手：左手／種族：魔神族／年齡（遭到封印時）：377歳
鬪級：52000
賦予戒禁「純潔」的德里艾利，外表為金黄長曲髮，並以黑色團塊遮着的裸体少女。「总而言之」是她的口头禅，說話簡約，由蒙斯皮托负责解释她的意思。擅长肉搏战，十分痛恨女神族（伊丽莎白是例外）。三千年前有一个姐姐同样喜欢着蒙斯皮托。
在三千年前的聖戰當中，为寻找被統帥女神族的四大天使之一流德雪尔抓走的姐姐與魔神族同胞与部分〈十戒〉成员（蒙斯皮托、迦兰、梅拉斯丘拉、人偶哥塞尔、弗劳德林）带领着魔神族大军来到了妖精王之森，但发现他们都被关在“极大圣柜”里当作人质变得生不如死，最后还亲眼目睹自己的姐姐被消灭，变得非常愤怒。女神族的伊丽莎白上前来与之谈判时，要求交还同胞以及交出叛徒梅里奧達斯，但被回应不知情和拒绝交出梅里奧達斯。后发现这是流德雪尔拖延时间的一环，好让他准备好极大圣柜然后当众把人质(包括自己的姐姐)全部虐杀于是生气地打了伊丽莎白讓此击落地面。接着〈四大天使〉——沙利叶和塔米叶出现随為此大怒即与他们开战。过程中，为攻击到沙利叶以牺牲掉整只左手为代价伤害沙利叶（但对方很快就恢复正常）。进行到一半时，流德雪尔加入战斗，与蒙斯皮托一起逼不得已獻上自己的六顆心臟，變成破壞之獸・「殷杜拉」——外表类似狮子的野兽能夠輕鬆打倒四大天使，之後被伊丽莎白淨化所救恢復原有樣貌。由于姐姐因为女神族俘虏而死自此变得分外痛恨女神族（伊麗莎白除外）和更加沉默寡言对于蒙斯皮托的感情也有所隐瞒。
〈十戒〉刚复活时与蒙斯皮托一组行动，通过吞噬集市、村庄人类灵魂回复魔力。〈十戒〉入侵里欧涅斯王国时，与附身丹哲尔・里欧涅斯的神兵长尼禄巴斯塔对峙，愤怒地一击杀死对方。同时头发因为女神族“圣柜”的攻击变成短发。随后与蒙斯皮托察觉梅里奧達斯正赶往这里。与途中的伊丽莎白相遇，认识且确认伊丽莎白就是三千年前的女神族“伊丽莎白”。通过连续击打红灰魔神累计至一记袭击霍克妈妈倒地（背上的“猪帽亭”因此倒塌损坏）。与蒙斯皮托商量着以自己作饵，让他连自己和梅里奧達斯也一起攻击。與復活的梅里奧達斯交戰，反被對方打断连续拳而被壓制，之後被梅里奧達斯反彈蒙斯皮托的灰烬龙擊中而两人戰敗，掉到一位农婦家的屋頂上，並在幫她打退了害得農田荒蕪的熊，婦女為了表示感謝並讓他們住了下來，本人也認為這種生活不錯而住了下來，在赛多里斯的召回所有十誡時她也與蒙斯皮托一樣拒絕回應。
与蒙斯皮托一起商量归还戒禁给賽多里斯一事，对于继续当「十诫」战斗已经失去自信。突然被来回收戒禁的艾斯塔洛萨闯入，目睹恩人被杀表示愤怒但被对方“全反击”反弹。本来扭转劣势，但德里艾利突然被抓住脖子。蒙斯皮托为了保护德里艾利而被艾斯塔洛萨贯穿最后一颗心脏，还用最後的力量將德里艾利推走，打算與艾斯塔洛薩同歸於盡（但结果艾斯塔洛萨仍存活並「沉默」的戒禁也被回收）。失去蒙斯皮托之后的德里艾利凭着魔力找到了联合军中的伊丽莎白。然后被伊麗莎白保护阻止追来收集戒禁的艾斯塔洛薩。被伊丽莎白告知“重要的不是蒙斯皮托是怎样看待你，重要的是你是如何看待他”。之后目睹伊丽莎白被艾斯塔洛萨强行带走。挺身提出要与金恩、塔米叶、沙利叶一起为了从失控的艾斯塔洛萨手中救出伊丽莎白以及为蒙斯皮托报仇一同去追那两个人。发现哥塞尔正追赶上来。抵达天空演舞场遗址后，与漆黑的巨大怪物战斗，同时已经认不得艾斯塔洛萨这个人了。在金恩与马埃勒战斗时，走到伊丽莎白身边救起。提出要“必須終結這場毫無意義的聖戰，阻止馬埃勒就是其中的第一步”並想到一個作戰讓其他人配合，负责使用“连击星”打得马埃勒奄奄一息，作戰快成功之时但因塔米葉的一時心軟导致作戰失敗，被馬埃勒貫穿最後一顆心臟。隨後「純潔」的戒禁也被回收了。在伊麗莎白的力量协助下，临死前再一次见到过去的蒙斯皮托和自己，理解了他的话语后沉眠死去。
戒禁：「純潔」 →  無（死亡後被回收）
| 戒禁     | 效果                                         |
| -------- | -------------------------------------------- |
| 「純潔」 | 凡是在他面前行為「不純」的人都會被施加疾病。 |
魔力：「連撃星」連撃星
隨連擊次數越多造成越大傷害的魔力，每一連擊會增加20萬磅的力量。
魔力：「黑暗」
魔神族的固有魔力。能利用包覆在身上的漆黑線紋作攻擊／防禦／移動用途，受傷時亦有再生的效果。
古雷羅德（Grayroad，聲：遊佐浩二（日本）；何志威（台灣）；陳漢祺（香港））
身高：480cm／體重：250kg／生日：3月30日／血型：？型／慣用手：無／種族：魔神族／年齡（遭到封印時）：156歳
鬪級：39000
賦予戒禁「不殺」的古雷羅德，外表為多個灰色魔神的臉覆蓋全身的黑色團狀物體。自身可分离许多小个体。是在無性別的下位魔神中突變而產生的稀有女王種的上位魔神，特徵是灰色魔神的老大。孕育出来的幼体能寄生在人身上使其孵化成下位魔神，其球根只有芝麻大小。假扮成多格特與戴爾多勒等三人調班，偷走了解開完美無缺立方體的咒言之玉，救了被蒼天的六連星抓住的弗勞德林。當十诫入侵王国时期抓走茱莉柯、齐尔在内的王宫仆女和下人作为生產下级魔神的实验品。最後被瑪琳擊敗並被封入試管中被当成後者的實驗素材。
戒禁：「不殺」 →  無（被梅里奧達斯回收）
| 戒禁     | 效果                                                     |
| -------- | -------------------------------------------------------- |
| 「不殺」 | 在他面前進行「殺生」的人都會被奪走時間，一瞬間老化而死。 |
魔力：「不淨」不浄
| 招式名稱     | 說明 |
| ------------ | --- |
| "呪縛怨鎖"   | 使用鎖鏈狀的咒術綁住被詛咒者，鎖鏈會在綁住對方後從其身上消失。除非击倒施术者或自身死亡，否則將永遠无法逃脱原地。 |
| "五識是空"   | 用黑暗遮蔽對手的五感。                                                                                           |
| "五分的魂群" | 放出一群有攻击性的飞虫。                                                                                         |
魔力：「黑暗」→   魔神族的固有魔力。能利用包覆在身上的漆黑線紋作攻擊／防禦／移動用途，受傷時亦有再生的效果。
哥塞爾（Gowther，聲：藤原啟治〈第3季〉→多田野曜平〈第4季〉（日本）；劉傑（台灣）；陳力航（香港））
種族：魔神族
闘級：不明，推测61000左右/年龄:500+
賦予戒禁「無欲」的哥塞爾，外表是一個坐着輪椅，下顎留有鬍鬚的中年男性。〈七大罪〉哥塞爾的製作者，瑪琳的老師之一。過去是一個連魔神王也另眼相待的偉大術士，会使用包含「入侵」在內等各种魔术。由於他因為被賦予戒禁「無欲」從过去500年以來被魔神王囚禁在魔界牢獄，透过自己製造的男性人偶哥塞尔(原本是要做女性但因為會受到戒禁「無欲」影響所以沒有這麼做)与外面接触。被魔神王稱為〈十诫〉的叛徒（另一個則是梅裡奧達斯）。
人偶哥塞尔对于人在狱中的他犹如手脚和耳目，是一起持续战斗至今的同志，也是另一个“我”。只继承了哥塞尔「入侵」魔力，但相对地只要没出事就能半永久性地活动下去。虽然人偶哥塞尔与其智慧相当，但是其感情犹如“婴儿”一般，把注入了其全部“心之魔法”的一颗人工心脏(后来得知只是一个起安慰作用护身符)作为礼物送给了人偶哥塞尔。希望哥塞尔替他实现无法完成的梦想。和梅里奧達斯是朋友，除魔神王與賽多里斯等極少數人外，從來沒有人見過他，因此包括魔神族在內的人把他製作的人偶當作是他。
在三千年前的聖戰中從魔界的牢獄之門中事隔500年再次来到外界，一手抓住梅拉斯丘拉並說出了他在五百年前接受了魔神王的戒禁「無慾」，同時也被剥夺了自由。表示对圣战毫不关心，通过人偶哥塞尔与外界接触已经到了极限决定与这个世界告别。不过因为听闻變成多洛爾與葛羅基西尼亞的金恩與黛安娜二人来自三千年后的世界，亲自现身与两人见面。告诉了两人有關人类联合军叛变的事实，这其实是洛等人为达成自己的目的利用魔神族，潜入光之圣痕赌上性命而演的一场戏。自己的目的则是「恢复自由之身，然后终结这场圣战」。打算通过自我牺牲来换取圣战终结。因为听某位朋友知晓哥塞尔三千年后会因为某起意外丧失了内心与记忆，特意拜托戴安娜和金恩能做哥塞尔的朋友，将他引导正确的方向。在{賽多里斯来到之前，为戴安娜恢复了被消除的记忆然后分道扬镳。終結三千年前聖戰的關鍵人物，但梅里奧達斯、玛琳、伊麗莎白则是第一次听到这种说法。
終結三千年前聖戰的真相是：以生命与全部魔力為代價啟動禁咒，把實力足以跟梅里奧達斯匹敵的〈四大天使〉馬埃勒與認識他的人的記憶全部修改，甚至連眾神也無法抵抗。而本人亦因為禁咒的反作用力而死亡。通過捏造出魔神王二子艾斯塔洛薩的存在，並讓艾斯塔洛薩加入魔神族〈十戒〉陣容，大規模性修改“〈四大天使〉馬埃勒早於三千年前的聖戰中被〈十戒〉「慈愛」艾斯塔洛薩所殺死。”這一訊息在相關者記憶中，從而扭轉聖戰的態勢。之後女神方為了避免持續致命性的损失不得不啟動“永暗之棺”，最後達到聖戰結束的目的。至於為何選擇馬埃勒的另外一個原因是因為其深愛的戀人（葛拉麗薩）曾經被統帥女神族的四大天使之一馬埃勒給殺害。
目前現在早已經死亡，屍體位於里歐涅斯城堡地下廢址。死後其持有的戒禁同時被賽多里斯回收。
戒禁：「無慾」 →  無（死亡後被回收）
| 戒禁     | 效果                                                                                        |
| -------- | ------------------------------------------------------------------------------------------- |
| 「無慾」 | 在他面前所有抱持「慾望」的人均會被奪去記憶與感情。因為這樣的危險性讓哥塞爾被關進牢裡。[156] |
魔力：「入侵」侵入
能讀取並操作對手的的思想和記憶。
| 招式名稱   |
| ---------- |
| "自行啟動" |
| "自行啟動" |
| "記憶恢復" |
魔力：「黑暗」
魔神族的固有魔力。能利用包覆在身上的漆黑線紋作攻擊／防禦／移動用途，受傷時亦有再生的效果。
亞拉那克（Aranak）
三千年前负责处死女神族俘虏但被梅里奧達斯殺害的两名十誡之一。
313话有出场，在远处偷听梅里奧達斯和赛多里斯的对话。
鬪級：不明
戒禁：「安息」 → 無（已死亡）
魔力：「黑暗」
魔神族的固有魔力。能利用包覆在身上的漆黑線紋作攻擊／防禦／移動用途，受傷時亦有再生的效果。
賽諾（Zeno）
三千年前负责处死女神族俘虏但被梅里奧達斯殺害的两名十誡之一。
313话有出场，在远处偷听梅里奧達斯和赛多里斯的对话。
鬪級：不明
戒禁：「忍耐」 → 無（已死亡）
魔力：「黑暗」
魔神族的固有魔力。能利用包覆在身上的漆黑線紋作攻擊／防禦／移動用途，受傷時亦有再生的效果。
卡瑪迪歐斯（Calmadios，聲：木内太郎（日本）；梁皓翔（香港））
三千年前在化石之谷被梅里奧達斯給擊敗的〈十誡〉之一。外表為六手戴頭盔的魔神族。
鬪級：不明
戒禁：「敬神」 → 無（已死亡）
魔力：「黑暗」
魔神族的固有魔力。能利用包覆在身上的漆黑線紋作攻擊／防禦／移動用途，受傷時亦有再生的效果。
"邪息"（邪息）

### 黑之六騎士
3000年前聖戰中撒野的魔神族，因目無法紀而遭魔神王遺棄。傳言他們殘暴不仁，實力/地位與十誡相當，連十誡對著他們也相當困難。
貝魯利昂（Berlion，聲：森川智之（日本））
種族：魔神族
鬪級：推測58000
黑之六騎士的團長。夢想著成為〈十誡〉，因3000年前梅里奧達斯還是十誡首領時並無選擇讓他加入十誡，而對梅里奧達斯感到憎恨。
劇場版特典漫畫曾經提到，3000年前聖戰中貝魯利昂曾經獨自入侵到天界，在馬埃勒管轄的某一座天空宮大開殺戒，就連神兵長也不是他的對手。但在〈四大天使〉馬埃勒面前只能淪為“雜兵”的水平，最後魔神王之子——十誡首領（梅里奧達斯）來到才撿回一條命。曾要求梅里奧達斯與之共同作戰，但被後者拒絕，連看也沒看一眼單靠自己就讓馬埃勒撤退了。
漫畫附送設定集曾經提到「貝魯利昂」設計最初是沿用了作為索拉達競爭對手(族長的敗家子)，最後保留變成現在的模樣。
魔力：「黑暗」
魔神族的固有魔力。能利用包覆在身上的漆黑線紋作攻擊／防禦／移動用途，受傷時亦有再生的效果。
"死亡烈焰"
釋放出藍色的火焰攻擊對手
"侵蝕之刃"
發出黑色的斬擊餘波，對手被黑暗包裹侵蝕致死。
加拉（Gala，聲：日笠陽子（日本））
種族：魔神族
鬪級：未知（接近十誡）
黑之六騎士的一員，女性，厭苦悶的戰鬥。使用鞭子，被打到的人會巨大化兇暴化。
魔力：「黑暗」
魔神族的固有魔力。能利用包覆在身上的漆黑線紋作攻擊／防禦／移動用途，受傷時亦有再生的效果。
"肉散鞭"
用鞭子快速揮擊攻擊對手，威力能將人粉碎但對黛安娜的"重金屬"無效。
達哈卡（Dahaca，聲：櫻井透（日本））
種族：魔神族
鬪級：未知（接近十誡）
黑之六騎士的一員，把敵人稱作為吃飯。用頭髮纏住敵人，然後使用電擊或者放雷彈。
魔力：「黑暗」
魔神族的固有魔力。能利用包覆在身上的漆黑線紋作攻擊／防禦／移動用途，受傷時亦有再生的效果。
"雷霆狂歡"
釋放出無數顆電球攻擊對手。
德羅齊奧（Delocchio，聲：天田益男（日本））
種族：魔神族
鬪級：未知（接近十誡）
黑之六騎士的一員，長著和獅子一樣的臉。使用魔杖，能操控風土水火四大元素。
魔力：「黑暗」
魔神族的固有魔力。能利用包覆在身上的漆黑線紋作攻擊／防禦／移動用途，受傷時亦有再生的效果。
"冰封風暴"
"冰流星"
"火無效"
形成能讓火屬性攻擊無效化的能力防壁。
"冰無效"
形成能讓冰屬性攻擊無效化的能力防壁。
"四大元素無效之盾"
形成能讓火，冰，風，土四大屬性屬性攻擊無效化的能力防禦壁圍繞自身。
阿特拉（Atla，聲：黑田崇矢（日本））
種族：魔神族
鬪級：未知（接近十誡）
黑之六騎士的一員，半身纏有粘液。發動能力後，對方會神經折斷而無法動彈。
魔力：「黑暗」
魔神族的固有魔力。能利用包覆在身上的漆黑線紋作攻擊／防禦／移動用途，受傷時亦有再生的效果。
能製造無形的陣法，接觸的人將被切斷神經。
龐普（Bamboo，聲：シルクロード（Fischer's）（日本））
種族：魔神族
鬪級：未知（接近十戒）
黑之六騎士的一員，盔甲族，好戰的性格。能放出無數的針來展開攻擊。也是〈十戒〉「真實」的伽藍的侄子。
在劇場版特典番外篇的手稿〈迦蘭的忠告〉裡，玩弄敵人取樂最後殘忍將之殺死；因為自己沒被選上〈十誡〉而發脾氣，還拿自己的同伴下級魔神洩氣視之用完即棄的東西。但這都被自己叔父迦蘭放在眼裡因此被教訓一頓，叔父迦蘭還警告他“自以為是的時候要看看身後”，還有“我們〈十戒〉是魔神王的高傲精銳，根本不需要野獸和野蠻人”。在那以後由貝魯利昂的“提案”下找到了足以攻下無數天空宮的“秘密武器”，甚至可以毀滅整個天界。就在龐普自以為是以為勝券在握的時候被突然出現在身後的聖戰調停者——〈混沌之母〉（白色的豬）把全員封印了。
魔力：「黑暗」
魔神族的固有魔力。能利用包覆在身上的漆黑線紋作攻擊／防禦／移動用途，受傷時亦有再生的效果。
"催眠毒刺"
釋放出能癱瘓生物的精神的毒針。

## 吸血鬼族
在3000年前臣服于魔神王统领的魔神族五大种族以外的少数种族，固有魔力性质不明（到了夜晚闘级会变成两倍），靠着吸血才以生存，能够吸血普通人类传染制造遵从命令的有意识或无意识的僵尸手下以及拥有强大肉体再生能力，变成吸血鬼后除非取下脑袋或者完全破坏身体不然无法杀死。白天行动时会用黑雾防护罩保护自己，还能通过吸食目标的血液加强自身的再生能力和力量。

曾以佣兵身份参与了三千年前的圣战，作为魔神族大军一员对抗女神族和其他种族。但由于发生十诫统帅梅里奧達斯杀害两名十诫成员然后逃离魔界一事，引发身為吸血鬼一族的國王兼領袖依滋拉夫率领吸血鬼族谋求独立然後反抗魔神王引發叛亂但最终以失败告终。为震慑加入魔神族的其他種族，魔神王下令將吸血鬼族全部抹杀讓賽多里斯亲自执行，但最终赛多里斯选择把包括恋人葛尔达的王族成员給封印起來。

直到在近代（故事开始前十二年前），吸血鬼族的封印在爱丁堡附近解开，然后吸血鬼族在一夜之间攻陷爱丁堡城占据作巢穴，把当地的圣骑士都变成了自己的僵尸手下。吸血鬼的王依滋拉夫用力量使城堡扭曲变形，讓空间变得错乱使玛琳的瞬间移动也无法抵达，并黑夜笼罩着当地然後计划卷土重来向外扩张，「爱丁堡的事件」开端就是吸血鬼通过派遣“使臣”参见里欧涅丝国王，打算侵略里欧涅丝王国后被萨拉托拉斯消灭开始的。这之后里欧涅斯王国召集〈七大罪〉骑士团全员前往爱丁堡城讨伐吸血鬼一族。成员悉数被击败，目前已知只剩欧隆迪作为使魔在玛琳手下存活。賽多里斯的戀人葛爾妲則是被梅里奧達斯再度封印起來直到聖戰真正結束後被解放，以下介绍其中王族成员。
王族
依滋拉夫（Izraf）
| 身高  | 體重  | 生日    | 血型 | 慣用手 | 種族   | 年齡                  |
| ----- | ----- | ------- | ---- | ------ | ------ | --------------------- |
| 313cm | 420kg | 1月13日 | B型  | 右手   | 吸血鬼 | 1319歳 （遭到封印時） |

鬪級：4890
吸血鬼一族的王。有王一样骄傲自大的态度的巨汉。在3000年前在统帅十诫的梅里奧達斯杀害两名十诫成员然后逃离魔界，打算仿效他背叛魔神王最終叛亂失敗，導致全族被處決，唯有王族成员被为賽多里斯給封印，直到聖戰結束後在近代2年前封印被解放然後占領爱丁堡做為巢穴，并黑夜笼罩着当地然後计划卷土重来開始打算侵略里欧涅丝王国，从用永久性黑暗制成的天盖遮住爱丁堡和扭曲空间来看释放的魔力非常巨大讓玛琳的瞬间移动也无法抵达。遇上误闯入了自己所在的艾斯卡诺（午夜状态），最初因为看不起一直躲避的艾斯卡诺不屑于使用自身的魔力。虽然是操纵黑暗的强者，但在接近到了早上艾斯卡诺的挑衅下，开始使用真正的魔力但却被艾斯卡诺光凭压力就反弹；对于能够伤害到自己身体的艾斯卡诺魔力释放的“火”，形容为魔界的炼狱烈火。即使拿出全部的力量来防御，最终还是在展现压倒性的实力的艾斯卡诺面前身体焚化燃烧最後被引爆杀死。
| 招式名稱     | 說明                                                               |
| ------------ | ------------------------------------------------------------------ |
| "不淨之力"   | 用「黑暗」吞噬一切，直到什么都不剩。                               |
| "漆黑的甲胄" | 用黑暗编制而成的鎧甲防護衣，自稱堅不可摧甚至能抵御魔界的煉獄烈火。 |
歐隆迪（Orlondi，聲：小牧未侑（日本）；盧曉彤（香港））
| 身高  | 體重 | 生日   | 血型 | 慣用手 | 種族   | 年齡                 |
| ----- | ---- | ------ | ---- | ------ | ------ | -------------------- |
| 153cm | 48kg | 7月1日 | AB型 | 右手   | 吸血鬼 | 250歳 （遭到封印時） |

鬪級：3100
有“荆棘”绰号的吸血鬼。绰号的由来是背上有可以操纵透明的触手，前端有剧毒来麻痹猎物，通过管来吸血的腔口。沉醉于吸了过多出乎意料的“不死身”的班的身体的血，认为班的血液是他吸过以来最美味的，而且还源源不断因此打算把班当作自己永远的血库，称呼班作“大血泡”。最终被班抽走所有力量反将一军而落败。
之后只剩下眼球狀態被玛琳当作样本收集。身体被改造只有單眼的蝙蝠作为其手下的使魔存活（但说话语气仍保持着吸血鬼的傲慢）。负责为玛琳在魔神族大本营——卡梅洛寻找亚瑟的下落，被賽多里斯发现但被玛琳舍身转移了攻击(漫畫219話)，目前在亚瑟组织的国民的避难地的保护下(漫畫234話)。
在《默示錄的四騎士》66話中為亞瑟王轉播戰場實況。
莲（Len）
| 身高  | 體重 | 生日    | 血型 | 慣用手   | 種族   | 年齡                 |
| ----- | ---- | ------- | ---- | -------- | ------ | -------------------- |
| 159cm | 50kg | 3月11日 | B型  | 两手俱利 | 吸血鬼 | 322歳 （遭到封印時） |

鬪級：3070
被称呼为“黑爪”的吸血鬼。因為两手从出生就是非常大的爪状刀刃、所以有“黑爪”的绰号的由来。完全不知道葛尔妲和赛多里斯兩人的关系，在「爱丁堡的事件」中把梅里奧達斯错认为赛多里斯发动了袭击，认为赛多里斯无法處刑身為吸血鬼族的王族的他们才选择封印，所以打算殺死他為此報仇。被本来为同伴的葛尔达的火焰給烧成了炭。
葛爾妲（Gerda，聲：甲斐田裕子（日本））
| 身高  | 體重 | 生日    | 血型 | 慣用手 | 種族   | 年齡                 |
| ----- | ---- | ------- | ---- | ------ | ------ | -------------------- |
| 169cm | 56kg | 4月19日 | O型  | 左手   | 吸血鬼 | 345歳 （遭到封印時） |

鬪級：4080
冠有“千尘”名字的吸血鬼。賽多里斯的戀人。金黄色的头发，身穿黄色的礼服，头发梳成麻花辫放在肩膀上，头发末端还有蓝色髮圈，身材高佻苗条而且眼神温柔的女性。了解关于梅里奧達斯是賽多里斯的哥哥。貌似在以前以谋反罪被魔神族处刑的时候、作为情人的處刑者賽多里斯为了她放弃杀死吸血鬼一族。杀死自己的同伴莲以后，向梅里奧達斯說明3000年前他背叛魔神族之後，吸血鬼一族的王兼領袖依滋拉夫谋求独立為由，於是打算仿效他背叛魔神王(梅里奧達斯的父親)最終叛亂失敗導致全族被處決，唯有王族成员被为賽多里斯給封印經過，並表示吸血鬼一族的野心不再请求梅里奧達斯把自己杀了，但是梅里奧達斯為了賽多里斯把葛爾妲再度封印起來。309话葛爾妲被梅里奥達斯再度解開封印直到恢復自由，從對方口中得知賽多里斯仍然心愛自己後，選擇獨自踏上尋找賽多里斯的旅程。似乎认识或知道伊丽莎白，因为伊丽莎白在魔界的惡名是“在魔界的人民中无人不知”。会称呼赛多里斯作“小赛/赛多”。最終回與賽多里斯一同探望梅里奧達斯與伊莉莎白，對伊莉莎白懷著女神族與魔神族的後裔一事感到很驚訝。

魔力：「塵埃」（暂称）
| 招式名稱           | 說明 |
| ------------------ | --- |
| "灰塵葬"（灰塵葬） | 掀起大量塵土造成沙塵暴包圍對手，沙塵粒子能夠令對方視力受礙。                                                 |
| 合技"破槍球突"     | 葛爾妲使出灰塵葬掀起大量塵土令對方視力受礙，再由賽多里斯將「黑暗」附加到武器上並刺向沙塵暴底部給予致命一擊。 |
莫德（Mod）
| 身高  | 體重 | 生日    | 血型 | 慣用手 | 種族   | 年齡                 |
| ----- | ---- | ------- | ---- | ------ | ------ | -------------------- |
| 141cm | 52kg | 5月15日 | A型  | 右手   | 吸血鬼 | 512歳 （遭到封印時） |

鬪級：1700
“双剑”的莫德冈奈的一分子。虽身型矮小 但优于魔力。经常和弟弟冈奈一起行动。用魔力和武力相互补浑然一体的狂舞来攻击。本人使用“黑暗空气攻击”的技能，得意于将敌人切碎撕裂。最终被伪装成吸血鬼同伴的哥塞尔的綁架傀儡操控的冈奈給捏碎。
"黑色空气斩"
冈奈（Gasoneu）
| 身高  | 體重   | 生日    | 血型 | 慣用手 | 種族   | 年齡                 |
| ----- | ------ | ------- | ---- | ------ | ------ | -------------------- |
| 730cm | 1020kg | 5月15日 | O型  | 右手   | 吸血鬼 | 512歳 （遭到封印時） |

鬪級：1720
“双剑”的莫德冈奈的另一份子。有着巨大身形的弟弟。优于武力。在肉身战中与戴安娜争持不下，实际上戴安娜力气都被班的“身体狩猎”抽去。被伪装成吸血鬼同伴的哥塞尔的綁架傀儡給操纵，捏碎了莫德自己则被莫德的“黑色空气斩”干掉。

## 女神族
最高神（Supreme Deity，聲：倉科加奈（日本））
種族：女神族
鬥級：推測560000
女神族的領袖，有著五對翅膀的巨大女神族，同時也是三千年前伊麗莎白的親生母親。
曾對梅里奥達斯施加了「無限復活」的詛咒。
根據296話流德雪爾所說，最高神目前不在現世。
為《七大罪 劇場版 被光明詛咒的人們》的主要反派之一。認為七大罪弒殺魔神王結束聖戰，導致光與暗的平衡受到破壞。為了復甦聖戰於是利用"騙人之光"將達利亞與達布茲給洗腦對魔界發起進攻。在兩人被梅里奧達斯和賽多里斯打敗後，本人在里歐涅絲城外登場並與七大罪展開對戰。最終仍是被梅里奧達斯和賽多里斯聯手打敗。
魔神王能令魔力攻擊無效化，最高神則能令物理攻擊無效化。哥賽爾(高瑟)的神經切斷也只能對停止其行動1秒。
魔力：「聖櫃」（聖櫃）
為女神族的固有魔力。透過光粒子分解物體，抵銷黑暗。可對魔神族造成特大傷害。
| 招式名稱                             | 說明 |
| ------------------------------------ | --- |
| "祝福的吐息"（ブレス・オブ・ブレス） | 女神族的洗腦術，把被施法者亢奋到極限，进而喪失痛觉和恐惧心理，持续战斗进而死亡，從而洗腦成忠誠傀儡的能力。实际上并无任何疗伤效果。魔神族稱之為"欺詐之光"（ペテンの光）。                          |
| "神雷"（神雷）                       | 匯聚能量並從天打下一道強力雷電。雷電擊中地面產生強烈衝擊波，衝擊波甚至連女神族都無法承受並死去。魔力強大得連黛安娜的「戰鎚 破壞者」的「避雷針」都無法完全吸收。                                   |
| "十翼之威靈"（十翼の霊威）           | 用光粒子建構成屏障來抵消魔力攻擊。連金恩的「真・靈槍 Chastiefol 第四型態 「光華」的魔力攻擊都能輕鬆抵擋，也能夠將魔力攻擊吸收並強化自身。                                                         |
| 詛咒《無限復活》                     | 梅里奧達斯的肉體死亡後靈魂墜入煉獄，要復活的條件就是把所有感情獻給同樣身處煉獄的魔神王作為過路費。本體在306話初次顯露，是一顆帶有多對小翅膀的帶獨眼的巨大心臟。最終被成為魔神王的梅里奧達斯消除。 |
伊麗莎白（Elizabeth）
種族：女神族
鬥級：潛在至少四大天使等級，約175000
擁有两对翅膀的女神族少女，最高神的女儿。丽兹和伊丽莎白・里欧涅斯等107位伊丽莎白的最初化身，梅里奧達斯所爱之人。曾經在魔神族流傳的惡名為「血腥的伊麗」，因為這個惡名在魔界的人民无人不知。外表看上去与人類的伊丽莎白几乎一模一样，除了没有用头发挡住她的右眼。衣服与传统女神族穿的服裝不同，因为她与其他种族交流多。
三千年前因为与当时还是魔神族〈十誡〉统领的梅里奧達斯相恋，是引致后来梅里奧達斯背叛魔神族的重要原因。在对战最高神、魔神王一战中與梅里奧達斯一同死亡。死后被魔神王施加“永劫的轮回”的诅咒，一旦身为人类的伊丽莎白每死一次就會轉生一次，還會失去前世的記憶並且一定會與梅里奧達斯相遇並且相愛，而且完全恢復前世記憶之後便會在三天內在梅里奧達斯面前死去。让已永生不朽的梅里奧達斯痛苦不已。即使如此却在完全恢复记忆后持续与之约定寻求「解除相互诅咒」的长达三千年的不断转世，这一世是伊丽莎白・里欧涅斯（上一世是丽兹）。
聖戰期間站在〈光之聖痕〉的陣營作为女神族一分子，共同對抗魔神族。但比起战斗，更希望和魔神族和平相处。常与梅里奧達斯一起行动。
四大天使都尊称之为伊麗莎白大人。实力就连最强的〈四大天使〉马埃勒都称赞。被认为足以跟梅里奧達斯匹敌的战士人选之一。据310话玛琳描述，以前的伊丽莎白是做事雷厉风行的大胆强者，不顾他人眼光就把下任魔神王并说是自己恋人的梅里奧達斯，带回对魔神族充满憎恨的〈光之圣痕〉。
能力似乎是通过眼睛让在她面前的任何敌人丧失战斗意志的力量。
在流德雪尔的杀死魔神族俘虏的计划里，被欺骗利用和十诫谈判拖延时间。挺身阻止〈四大天使〉出手，利用"光明降臨"淨化了变成殷杜拉的德里艾利和蒙斯皮托，讓他們恢復原有樣貌。而在成长时期就认识「艾斯塔洛斯」，并与其兄(梅里奥达斯)是唯二关心并不会取笑其弱小的人。
该时间点上已恢复女神族时期的记忆和力量，只剩下三天的寿命（实际上是两天多一点，也是三天之內）。 为阻止恋人梅里奧達斯成为魔神王，现作为〈七大罪〉代理团长代替王国与女神族结盟，组成新〈光之聖痕〉，迎击魔神族的侵略。在聯合軍中為掃蕩部隊的一員。
魔力：「不明」
魔力：「聖櫃」（聖櫃）
為女神族的固有魔力。透過光粒子分解物體，抵銷黑暗。可對魔神族造成特大傷害。
詳細請參見主要人物「伊麗莎白」。

### 〈四大天使〉
對應魔神族的〈十戒〉，以对最高神的信仰前提下，被最高神賜予恩寵的四位高等女神族，女神族的领导层。每一恩寵都有其對應的能力。
每名〈四大天使〉的實力足以對付兩名〈十戒〉。由於最高神的加持，均不會受到十戒的戒禁的影響。
〈四大天使〉之間地位相互平等，但由於流德雪爾的性格，其稍微愛出頭一點。
流德雪爾（Ludoshel，聲：石田彰（日本）；杜景煜（香港））
種族：女神族
鬪級：201000
〈四大天使〉長，〈光之聖痕〉領導者，3000年前带领〈光之圣痕〉——四大种族与魔神族对抗，深受女神族内和族外（尤其是德鲁伊族）十分崇拜、信仰。留着深蓝色长直髮（动画版是黑色长发），特征眯缝着双眼的中年男性形象的男性女神族。个性自负又骄傲，别人在他眼里都是棋子，对于女神族要赢得「圣战」胜利异常执着，认为“除非一方被消灭否则无法分出胜负”，同时極為蔑視、痛恨魔神族。三千年前聖戰中，率领联合军光之圣痕，策畫利用活饵陷阱，吸引十诫上门消灭的计划。
利用了伊丽莎白与十诫谈判拖延时间，然后将人质全部虐杀。中途参与两位〈四大天使〉与十诫的战斗，迫使十诫的德里艾利和蒙斯皮托两人殷杜拉化。殷杜拉化一事由伊麗莎白解决后，呼唤尼禄巴斯塔请求天界增援和試圖召唤弟弟马埃勒但无果。曾被尼禄巴斯塔暗恋着从她嘴里知道流德雪尔为了圣战胜利背后牺牲不少的家人、朋友。
习惯称呼最高神为「母親」，馬埃勒的哥哥。兄弟感情很好，非常照顾弟弟马埃勒，也是传授其战斗技巧的师傅。被马埃勒认为足以跟梅里奧達斯匹敌的战士人选之一。
三千年后的现代，于244话呼唤旅途中寻找被玛琳的不肖弟子薇薇安捉走的戀人吉爾桑達的玛格丽特・里欧涅丝(轉身成人類的伊麗莎白的長姊)，在某座德鲁伊的祭坛解开了封印，成功附身在玛格丽特身上。与“玛格丽特”容器的魔力契合程度很高。245话，达成玛格丽特公主“拯救恋人，讨伐魔女”的愿望后，作為交换瑪格麗特成為了流德雪爾容器。249话于天空宫中使出極大聖櫃出手攻击了賽多里斯，中断了賽多里斯与玛琳的「交易」。
遊說里歐涅絲的人們加入〈光之聖痕〉，消滅魔神族。用"祝福的吐息"赋予里欧涅斯士兵“力量”，变得亢奋好战。发现艾斯卡诺的魔力"太陽"正是弟弟马埃勒的恩宠，憤怒地要求归还，并与「早上」的艾斯卡诺短暂交手。提拔韩德利克森作为自己的护卫以及强袭部队的一员。
在聯合軍中為強襲部隊的一員。
295话，因为禁咒解除的反作用和得知弟弟还活着的消息恸哭到无法战斗连飞行都做不到，然后被韩德利克森对其使用"净化"赶出了玛格丽特的身体。296话原本对梅里奧達斯即将觉醒成为魔神王的局面感到灰心丧气，但在韩德利克森的舍弃自己生命也要赎罪的觉悟下打动（想起自己一个"老好人"的友人同样也是的一樣做法），放弃选择韩德利克森作为容器战斗还为之恢复健康，以精神体状态（维持时间有限）重新参加战斗并在原始魔神手里保护了玛琳。虽然成功对原始魔神造成了伤害，但是被原始魔神真正的魔力"終局"——通过自行崩坏、毁灭不断加强攻击威力强化下无法支撑下去而陷入危机，关键时刻弟弟马埃勒回归，带着恩宠"太陽"赶到了卡梅洛战场。
目前与弟弟马埃勒协助〈七大罪〉，保护着施法中的进入精神世界哥塞尔等人的现实躯体，对峙魔神王中。
在〈七大罪〉打败魔神王后，流德雪尔在弟弟马埃勒的怀抱里，韩德利克森和伊丽莎白目送下身体彻底消散，安息离开前表示自己已经厌倦了圣战，并认为让彼此憎恨的女神族和魔神族互相靠近才是真正的圣战结束。
恩寵：「[閃光] 错误：{{Lang}}：無法辨識語言標籤 Flash（帮助）」
能控制光芒，以快如光的速度來行動/挥剑或用光形成光之劍/盾來攻擊/防御。
| 招式名稱   | 說明                                                                                        |
| ---------- | ------------------------------------------------------------------------------------------- |
| 聖域       | 由光芒构成的巨大菱锥立方体，可以保护里面人抵御黑暗侵蚀。                                    |
| 輝閃       | 利用刺眼的閃光遮蔽敵人的視線。                                                              |
| 黃金的光辉 | 利用光在魔神族身上製造出多角星形的光芒灼烧攻擊。近距离发动攻击到击中目标所需时间在1秒以内。 |
| 亂閃光     | 以多道光柱對一點的強力射擊。                                                                |
| 瘋狂的電光 | 製造一面吸收攻擊後會放出反擊的光盾。                                                        |
魔力：「[聖櫃] 错误：{{Lang}}：無法辨識語言標籤 アーク（帮助）」
為女神族的固有魔力。透過光粒子分解物體，抵銷黑暗。可對魔神族造成特大傷害。
| 招式名稱                           | 說明 |
| ---------------------------------- | --- |
| 極大聖櫃                           | 比一般的聖櫃更巨大，攻擊範圍和威力都從而增強。 |
| 祝福的吐息（ブレス・オブ・ブレス） | 女神族的洗腦術，把被施法者亢奋到極限，进而喪失痛觉和恐惧心理，持续战斗进而死亡，從而洗腦成忠誠傀儡的能力。实际上并无任何疗伤效果。魔神族稱之為"欺詐之光"（ペテンの光）。 |
| 恢復健全                           | 女神一族所具备的治愈伤病能力。 |
沙利葉（Sariel，聲：堀江瞬（日本）；顧詠雪（香港））
種族：女神族
鬪級：88000
外表像小男孩的水蓝色头发女神族。擁有強大的防禦力。从「圣战」其他战场召集来的参与流德雪尔彻底消灭魔神族的计划，与塔米叶一起现身随即与十诫发生战斗，让德里艾利左手整个消失掉。协助伊麗莎白净化变成殷杜拉的德里艾利和蒙斯皮托。
三千年後附身於參與了在拜瑟爾舉行的拳头祭的吟遊詩人索拉席德（聲：矢野獎吾／水澤史繪【大人】（日本））。
與塔米葉一同現身，擊退里歐涅絲的魔神族与治愈军队伤势，遊說里歐涅絲的人們加入〈光之聖痕〉，消滅魔神族。在作战内容和部队编组会议上，发现了艾斯卡诺的魔力。
在聯合軍中為掃蕩部隊的一員。
與塔米葉一同對峙著〈十誡〉「慈愛」的艾斯塔洛薩，通过解放「恩宠」一开始占据上风但被吸收了「真实」、「沉默」戒禁后最终變成了類似梅里奧達斯「殲滅狀態」时姿態的艾斯塔洛萨击败。阻止其带走伊丽莎白但也失败。
266话以少女姿态复活。解释由于原来容器（女性）是在布里塔尼亚四处旅行的年幼艺人，在途中患上了不治之症，沙利叶与之签订契约治好她的病借得身体做為條件，但副作用让身体显著成长的结果。为避免容器死亡决定和塔米叶一起脱离容器恢复原型（精神体维持时间不多）去救伊麗莎白並誓要解决艾斯塔洛萨。
与金恩、塔米叶、德里艾利为了从失控的艾斯塔洛萨手中救出伊丽莎白一同去追那两个人。抵达天空演舞场遗址后，与漆黑的巨大怪物战斗，同时已经想不起马埃勒的长相，反而隐约浮现艾斯塔洛萨的脸。目睹妖精王与马埃勒战斗后，认为马埃勒内心已经逐渐遭到黑暗侵蚀，身为同胞要救马埃勒于是决定协助〈七大罪〉。阻擋馬埃勒去路並表達再次見面，明白光的魔力为何之前对艾斯塔洛萨没有效果，劝导马埃勒立刻放弃吸收掉的戒禁不然绝对无法恢复「太阳」的恩宠。然后与塔米叶、金恩、哥塞尔四人与马埃勒展开战斗。配合德裡艾利提出的作战，负责与塔米叶从两侧全力压制马埃勒，但是因塔米叶的一时心软导致作战失败，德里艾利也被马埃勒杀死。告诫马埃勒不要继续吸收戒禁不然以后不能再维持自我。认为黑暗与光明的力量已经难以对付现在的马埃勒，但是与之对抗的可能还有妖精或巨人跟人类：妖精王虽然倒下但即使恢复仍然缺乏打倒马埃勒的强大力量；作为始作俑者的哥塞尔的精神攻击或许还有些许可能，但是他已经不是过去〈十戒〉般冷血无情。在扭曲的光明中一个强大的魔物化身即将诞生。最终，沙利叶因压制马埃勒耗尽了力量，对无法拯救马埃勒以及保护好伊丽莎白大人向最高神大人请求原谅，在塔米叶被马埃勒消灭后也随之消亡了。
恩寵：「[龍捲] 错误：{{Lang}}：無法辨識語言標籤 たつまき（帮助）」
能隨意控制龍捲風，也能把旋風纏繞在身上，以抵擋大部份的攻擊，或絞碎接近自己的敵人。
| 招式名稱                  | 說明 |
| ------------------------- | --- |
| "龍捲風"                  | 自由掀起各種強度並具殺傷力的龍捲風。                                                                       |
| "恩利爾的天谴"            | 與塔米葉結合兩者的恩寵創造出巨大的雷電，再把雷電擊落以殲滅目標。威力能把魔神分解至分子水平，使其無法再生。 |
| "狠劈的旋風"/"斬裂的鐮風" | 形成巨大鐮刀形狀的風刃，劈斩敵人。                                                                         |
魔力：「[聖櫃] 错误：{{Lang}}：無法辨識語言標籤 アーク（帮助）」
為女神族的固有魔力。透過光粒子分解物體，抵銷黑暗。可對魔神族造成特大傷害。
| 招式名稱                      | 說明                                           |
| ----------------------------- | ---------------------------------------------- |
| "極大聖櫃"                    | 比一般的聖櫃更巨大，攻擊範圍和威力都從而增強。 |
| "執著的聖人"/"執念心重的聖人" | 以光的魔力生成多個聖光球體，再高速擲向敵人。   |
| 恢復健全                      | 女神族所具备的治愈伤病能力。                   |
塔米葉（Tarmiel，聲：鶴岡聰（日本）；伍博民（香港））
種族：女神族
鬪級：88000
長了三顆頭的女神族，中间的头作主导，发色是金黄色；左边油头发型的青年模样，发色是深绿色，右边是秃头留胡子的老人形象，胡子颜色粉红色（动画版则是浅紫色）。擁有強大的回復能力。从「圣战」其他战场召集来的参与流德雪尔彻底消灭魔神族的计划，与沙利叶一起现身随即与十诫发生战斗，实力平分秋色。协助伊麗莎白净化变成殷杜拉的德里艾利和蒙斯皮托。
三千年後附身於參與了在拜瑟爾舉行的拳头祭的破戒僧侶阿巴斯（聲：鈴木崚汰（日本）），信仰女神族而且实力强。
與沙利葉一同現身，擊退里歐涅絲的魔神族与治愈军队伤势，遊說里歐涅絲的人們加入〈光之聖痕〉，消滅魔神族。在作战内容和部队编组会议上，发现了艾斯卡诺的魔力。在聯合軍中為掃蕩部隊的一員。261话直接说出“祝福的吐息”实际并无任何疗伤效果。
與沙利葉一同對峙著〈十誡〉「慈愛」的艾斯塔洛薩，通过解放「恩宠」一开始占据上风，但被吸收了「真实」、「沉默」戒禁后最终變成了類似梅里奧達斯「殲滅狀態」時姿態的艾斯塔洛薩击败。阻止其带走伊丽莎白但也失败。
由于身体的主人已经在大・拳头祭几天后与下位魔神战斗中被杀害，得到他的灵魂许可才附身上，所以身体不会变化（类似与珍娜姐妹的情况）。由于容器已到达极限，嘱咐安排埋葬尸体，决定和沙利叶一起脱离容器恢复原型（精神体维持时间不多）去救伊麗莎白然後誓要解决艾斯塔洛萨。
与金恩、沙利叶、德里艾利为了从失控的艾斯塔洛萨手中救出伊丽莎白一同去追那两个人。抵达天空演舞场遗址后，与漆黑的巨大怪物战斗，同时想不起马埃勒的脸了。目睹妖精王与马埃勒战斗后，最初认为要帮马埃勒，后被沙利叶说服协助〈七大罪〉。阻擋馬埃勒去路並表達再次見面，希望馬埃勒慢慢找回失去的時間，然后与沙利叶、金恩、哥塞尔四人与马埃勒展开战斗。配合德裡艾利提出的作战，负责与沙利叶从两侧全力压制马埃勒，但是因为忍不住看到同胞受折磨心软放手导致最终作战失败，德里艾利也被马埃勒杀死。之后向因力量耗尽，就快消失的沙利叶为自己的无能道歉，对无法拯救马埃勒以及保护好伊丽莎白大人向最高神大人请求原谅。最后被由马埃勒变成的光茧中发出的一束黑色光线消灭。死前最后一刻，还在祈求呼唤马埃勒找回以前的良知。
恩寵：「大海」（たいかい）
能隨意控制大海，把身體液化以避過任何攻擊，也能增強自身再生能力。
| 招式名稱       | 說明 |
| -------------- | --- |
| "大海"         | 創造出一個四處都是海洋的空間，目標無論如何掙扎都無法脫離此空間。与沙利叶的恩宠一起构成“神的领域”。         |
| "恩利爾的天谴" | 與沙利葉結合兩者的恩寵創造出巨大的雷電，再把雷電擊落以殲滅目標。威力能把魔神分解至分子水平，使其無法再生。 |
| "貫突水柱"     | 創造出巨大的水柱，貫穿敵人。                                                                               |
魔力：「[聖櫃] 错误：{{Lang}}：無法辨識語言標籤 アーク（帮助）
為女神族的固有魔力。透過光粒子分解物體，抵銷黑暗。可對魔神族造成特大傷害。
| 招式名稱                      | 說明                                           |
| ----------------------------- | ---------------------------------------------- |
| "極大聖櫃"                    | 比一般的聖櫃更巨大，攻擊範圍和威力都從而增強。 |
| "執著的聖人"/"執念心重的聖人" | 以光的魔力生成多個聖光球體，再高速擲向敵人。   |
馬埃勒（Mael）
種族：女神族
鬪級：不明（持有恩宠時）→141000（吸收三个戒禁后）→200000以上（吸收四個戒禁後）→ 不明（本体）→尚未公布（持有恩宠）→不明（本体）
名字第一次出现在210话。外表为两对翅膀的白色长发，身材健壮的成年男性女神族。
流德雪尔的弟弟。非常尊敬哥哥，战斗方面技巧也是传授于哥哥。稱呼最高神為最偉大的母親。
已死亡，於聖戰中被十誡「慈愛」的艾斯塔洛薩所殺死，其恩寵後來被〈七大罪〉艾斯卡諾繼承。
拥有“太阳”恩宠的马埃勒随着日出增强，到达正午拥有连流德雪尔也无法匹敌的强大。
据沙利叶称，马埃勒是〈四大天使〉中最强。他的死导致在三千年前圣战里女神族战况逆转，逼到绝境不得已启动「常闇之棺」封印。
真实的情况是马埃勒的死涉及一个足足欺骗了所有人了3000年的「谎言」。
三千年前，利用梅拉斯邱拉成功逃離魔界牢獄的十誡哥塞爾（本尊），為了阻止聖戰而使用『禁咒』修改了包括兩位神（魔神王和最高神，亦是梅里奧達斯的父親和伊麗莎白的母親）在內的所有人的記憶，讓大家誤以為馬埃勒遭到十誡艾斯塔洛薩殺害，然而真相卻是馬埃勒和艾斯塔洛薩其實是同一人。
恢復記憶後的馬埃勒，身穿和小時候相似的連體封印和涼鞋，全身雪白，對於頭髮表示不理解的變短了。
274話回憶中，小時候的馬埃勒與沙利業、塔米葉、伊麗莎白等人一起成長，是一個既膽小有天真閃亮到小男孩。暗戀著伊麗莎白。
被哥哥流德雪爾在戰鬥時指導殺死魔神族不算罪過。拯救被囚禁在骯髒牢籠裡的靈魂的做法是正義的行為。在哥哥流德雪尔的思想教育下，殺害了無數的魔神族，不知不覺中，長大成人的馬埃勒已經得到了魔神族所畏懼的最強四大天使『死亡天使』的稱號。
劇場版特典漫畫中提到。面對魔神族的『黑之六騎士的貝魯利昂』時，表示討厭戰鬥，因為討厭肉體爆炸和屍體發臭、臨死的求饒和吶喊會讓他感覺到痛苦，但認為這都是身為四大天使的使命以及回憶大哥的期待，但同時又冷酷的殺害弱小的魔神族，賜與死亡的同時內心祈禱著死亡的魔神族能夠轉世投胎成為善良的靈魂。稱呼魔神族是骯髒的，而戒禁是骯髒的黑暗力量。其所作所為都被哥哥所驕傲著，但是伊麗莎白卻不吝一顧，反而選擇了身為魔神族的梅里奧達斯。因此被「無慾」的哥塞爾趁虛而入修改了記憶。
名字改成『艾斯塔洛薩』，並被植入了已殺死最強四大天使馬埃勒的記憶，且稱呼魔神王為最偉大的父親，頭髮也被迫理的和梅里奧達斯一樣，身為女神族的翅膀和恩寵（太陽）也消失並在三千年後被人類『艾斯卡諾』所繼承。
詳細請參見魔神族「艾斯塔洛薩」。
據馬埃勒的回憶。在這之後簡直是一場惡夢－違背自身意願的殺害了女神族同胞、燒死無辜的民眾。在這場「惡夢」裡，唯獨他自己深信不疑的認為就是艾斯塔洛薩。對此感到深深的絕望和失落感。
在眾人的認知崩壞的局面下，馬埃勒對主動站出來贖罪的哥塞尔從絕望轉為憤怒的模樣，將目標轉為向哥塞爾進行報復，破壞了哥塞爾的右手和心之護身符。並詢問哥塞爾選擇他的理應。而緣由是『當初魔神族的梅里奧達斯背叛魔神族投靠了女神族，繼而魔神族與女神族的實力平衡崩潰因而爆發聖戰，而十誡的哥塞爾為了扭轉失衡的態勢，選擇了同樣具有強大實力的女神族馬埃勒，讓他加入了魔神族。但隨著聖戰的進展，女神族為了避免過大的損失而發動了「常闇之棺」結束了聖戰。哥塞爾本人也因為禁咒的副作用而死亡。』
知道哥塞尔的身体原来是人偶，感觉不到肉体疼痛后转为攻击插手相助的〈七大罪〉同伴金恩。用「救赎之箭」击中了金恩的右臂，令金恩痛苦不已。单手接住金恩「真・靈槍 Chastiefol」第一型態 「靈槍」「制裁之枪」，展现压倒性的力量。
但是根据沙利叶分析，马埃勒虽然失去了「太阳」恩宠，但想起了最强〈四大天使〉的身份所以才有办法控制并且充分运用当初失控的戒禁的力量。不过，每一次行使力量他的内心就会遭到黑暗侵蚀（此时一边翅膀已经变成黑色）。
虽然与沙利叶、塔米叶重逢，但是对〈四大天使〉要站在〈七大罪〉一边，保护哥塞尔表示不理解。认为戒禁是目前自身唯一希望之后与沙利叶、塔米叶、金恩、哥塞尔四人展开战斗。因为德里艾利提出的作战，被後者打得奄奄一息，作战快成功之时因为塔米叶忍不住看到同胞受折磨心软放手，贯穿了德里艾利最后一颗心脏。
回收了「纯洁」的戒禁后，化身成一个巨大的白色的茧状光球试图融合四个戒禁。先是从光茧中心发射出一束黑色光线消灭了塔米叶，而沙利叶因为耗尽力量也随之消亡，接着向四周不断释放光明和黑暗的能量进行破坏，就连附近地上里欧涅斯大本营也受到波及。
停止释放能量后，取而代光球出现的是吸收戒禁後轉變了模樣，三对翅膀的身穿白色长袍，头发披散，臉上蒙著白布，头上长出犄角，布上浮現著所吸收的戒禁的符号，擁有女神族和魔神族兩方的力量的马埃勒。获得发动将吸收后的戒禁实体化道具的能力，闘级高达20万以上。破解了金恩、戴安娜、哥塞尔的三人联合招式后，封印了戴安娜和金恩的魔力，制造幻觉阻止了哥塞尔“自爆”行为，用「慈爱的光球」消灭了阻挡的奥斯陆。打算背后偷袭伊丽莎白，但被完全觉醒的妖精王阻止。被金恩感应到内心充满怨恨和诅咒的话语。与其战斗但都被解放真正实力的最强的妖精王完全压制住。之后开始痛苦哀嚎，被体内四股相反的戒禁之力侵蚀耗尽体力跟魔力面临崩坏即将消失。就在此时，哥塞尔潜入了马埃勒的精神世界。
282话马埃勒精神世界变成想要独处时经常造访的山丘平原并希望在生命消失的最后牢记这个景色。认为自己没资格活着，接着四种戒禁的“意识”出现威胁哥塞尔离开。询问哥塞尔为什么当初选上自己投靠魔神族阵营的真正理由是因為身為四大天使的女神族他杀害了〈十诫〉哥塞尔的恋人“葛拉莉萨”后，明白了魔神族的〈十诫〉哥塞尔失去挚爱的感受以及自己的愚蠢。成功激发了马埃勒的求生意志，逐出了所有戒禁然後恢复了理智。在哥塞尔即将撞毁之前主动伸出援手拉了哥塞尔一把。
在陆地上哀悼牺牲的德里艾利和奥斯陆并让他们的灵魂「诱导转世」结束后，接受伊丽莎白的请求以终结圣战为目标愿意协助伊丽莎白一行人，一起赶往卡梅洛，阻止梅里奥达斯成为魔神王。296话，在前往途中救下了被原始魔神弹飞出去耗尽力气的艾斯卡诺，两任太阳使用者再次相遇。之后，艾斯卡诺提及自己魔力"太阳"原本是属于马埃勒的"恩宠"希望通过归还让马埃勒助之一臂之力，起初是拒绝但在艾斯卡诺坚毅地提出“暂时先借给你”的语气下说服，最终带着恩宠抵达了卡梅洛战场，同时驱散了笼罩着卡梅洛的黑夜。
先是试着和賽多里斯口头谈判“不要插手阻止梅里奥达斯成为魔神王和让魔神军队撤出布里塔尼亚，不然的话自己就会出手战斗”，同时用"偉大的太陽"击败了原始魔神作为谈判条件。賽多里斯拒绝了以后开始与之展开战斗。面对"凶星云"魔力，瞬间熔化了賽多里斯的剑（通过「太阳」的力量在不只是在身体表面还在体内循环导致的高热体质），连"魔神王"和"凶星云"都无法阻止他的攻击。接着与賽多里斯展开近身肉搏，并占据着上风。试图用昔日的「兄弟情」再次劝说賽多里斯但被其一笑置之。战斗中一度被賽多里斯重创，但还是恢复过来并成功击败賽多里斯。
目前正与兄长流德雪尔协助〈七大罪〉，保护着施法中的进入精神世界哥塞尔等人的现实躯体，对峙魔神王中。漫画313话暗示已经返回天界。
恩寵：「[太陽] 错误：{{Lang}}：無法辨識語言標籤 たいよう（帮助）」
無 (即為艾斯卡諾的現在的魔力）「太陽」→「[太陽] 错误：{{Lang}}：無法辨識語言標籤 たいよう（帮助）」→無
| 招式名稱     | 說明 |
| ------------ | --- |
| "偉大的太陽" | 製造巨型太陽，散發的熱能會使周遭一切灰飛煙滅。比起艾斯卡诺的“無慈悲的太阳”能够自如控制大小，威力不可同日而语。 |
| "太陽的刚拳" | 使用缠有火焰的直拳并带着火焰喷射出去。                                                                         |
魔力：「[聖櫃] 错误：{{Lang}}：無法辨識語言標籤 アーク（帮助）」
為女神族的固有魔力。透過光粒子分解物體，抵銷黑暗。可對魔神族造成特大傷害。
| 招式名稱              | 說明 |
| --------------------- | --- |
| "救赎之箭"/"救濟之矢" | 光之箭矢，能讓魔神族感受不到痛楚而死去，但如果是其他種族中箭則會感受到難以言喻的痛苦。马埃勒自创并称之为「死亡天使」赐予慈悲的一击。 |
| "诱导转世"            | 让灵魂带着前世的记忆，直接转世投胎到新生命的法术。一个生命只能使用一次[186]。                                                        |
| "殺人碟"（暂译）      | 以圣柜的魔力在雙手製造出三叶草扇叶的转盘攻击，可抗衡黑暗之力，对魔神族造成特大伤害。可以视作「艾斯塔洛萨」时期"杀人碟"的“光明”版本。 |
| "恢复健全"            | 女神一族所具备的治愈伤病能力。 |
持有的的戒禁：「慈愛」、「真實」、「沉默」、「純潔」
各自能實體化成一件道具，並發動對應的技能。戒禁使用时先从布上消失，然后再回到布上。
| 招式名稱       | 說明                                                                                               |
| -------------- | -------------------------------------------------------------------------------------------------- |
| "慈愛的光玉"   | 以光球放出大範圍衝擊波，把被中擊者肉體的傷害和痛苦轉化為快樂感，令其以睡着般死去。                 |
| "真實之鐘"     | 實體化出一個手搖鐘，搖響後能夠讓範圍內的虛偽之物顯現原形。                                         |
| "沉默的大鐮刀" | 實體化出一把大鐮刀，被鐮刀中擊者身上會留有「沉默」的咒印，變得無法使用魔力。                       |
| "純潔的香薰"   | 實體化出一个长柱型的香炉，散发出的香味，令他人身体的感觉负担瞬间加重，还会产生内心渴望看到的幻觉。 |

### 神兵长
尼祿巴斯塔（Nerobasta，聲：能登麻美子（日本）；錢欣郁（台灣）；吳茵（香港））
種族：女神族
鬪級：不明
一双翅膀，上围丰满的粉色中长髮女性女神族。服侍〈四大天使〉之一的流德雪尔的神兵长。最初寄宿在丹哲爾・里歐涅絲的剑中，被丹哲爾獻身召喚出來對付〈十誡〉。询问丹哲爾召唤出来理由是对付十诫后拒绝作战打算逃跑，但不敵「純潔」德里艾利，最後被後者給秒殺。三千年前的圣战中，赋予留守〈光之聖痕〉的根据地恩宠之光，保护通往天界的门。被潜入的〈十诫〉哥塞尔的魔力「入侵」所控制。喜欢着流德雪尔但未曾其说出口。
魔力：「聖櫃」（聖櫃）
為女神族的固有魔力。透過光粒子分解物體，抵銷黑暗。可對魔神族造成特大傷害。
傑拉梅特（Jelamet）
種族：女神族
鬪級：不明
女神族神兵長。服侍〈四大天使〉之一的马埃勒的短发女神族(動畫版是長发)，崇拜而且仰慕着马埃勒。初登場於外傳『祭壇之王』（发生在故事开端十一年前）中，自稱為伊麗莎白的摯友，因聖戰失去了肉體，附身在一具巨魔的身軀上。占据了德鲁伊圣地——伊斯塔尔的祭坛洞穴，而且洗脑一班洞穴巨人集团作为自己的手下，等待时间构筑原来自己的身体。打算召集沉睡在天空宫的同胞，一起统治布里塔尼亚大陆。以违反对最高神的信仰为由，对珍娜姐妹施以约伯的试炼，剥夺了扎涅莉的说话能力和珍娜的视力。然後使用了圣柜反击并困住了梅里奧達斯，并解释当年梅里奧達斯背叛魔神族加入光之圣痕后圣战进行得最激烈时候突然和伊麗莎白销声匿迹（被两位神明(最高神與魔神王)給召唤然后遭到兩神的惩罚處決，而且還被施加诅咒），而且代替之加入十诫的他的弟弟——艾斯塔洛薩杀害她最仰慕的马埃勒，因此必须为此替马埃勒报仇。随后扎涅莉使用天雷攻击了杰拉梅特，梅里奧達斯才得以解困。就在此时，杰拉梅特感应到了来到祭坛洞窟支援的当时还是〈七大罪〉——傲慢之罪的艾斯卡诺的魔力，认出这正是马埃勒的恩宠并流泪。之後發現是艾斯卡諾的魔力就開始明白不是马埃勒，當艾斯卡諾試著殺掉她此時被梅里奧達斯阻止，後來傑拉梅特告訴梅里奧達斯和艾斯卡諾等人說她認為如果马埃勒真的還活著，那麼他的恩宠就不會找到不同的宿主。 由於最高神次於附身別人或物件的寬限期還有馬挨勒不在人世，於是解除對珍娜姐妹施以约伯的试炼恢復扎涅莉的说话能力和珍娜的视力。然後回到天界與同胞們長眠擺脫心靈創傷，然後平靜地離開。
魔力：「聖櫃」（聖櫃）
為女神族的固有魔力。透過光粒子分解物體，抵銷黑暗。可對魔神族造成特大傷害。
| 招式名稱                   | 說明 |
| -------------------------- | --- |
| "祝福的吐息"（祝福の息吹） | 女神族的洗腦術，把被施法者亢奋到極限，进而喪失痛觉和恐惧心理，持续战斗进而死亡，從而洗腦成忠誠傀儡的能力。实际上并无任何疗伤效果。魔神族稱之為"欺詐之光"（ペテンの光）。 |
| "約伯的試煉"               | 上位女神族为控制对最高神的信仰和士兵士气，剥夺违反者的五感之一的能力。若恢复对最高神的信仰，能力就会解除。                                                               |

### 天翼人
女神族的末裔。逃避聖戰後倖存的女神族的後代。翅膀退化而變小，魔力也跟著大幅減弱。現居住在過去女神族所建立的繁榮天界的——無數的浮島組成在此勉強度日。
劇場版《天空的囚人》發生的舞台也鎖定在無數座浮島（天空宮）當中的一座。
索拉達（Solada，聲：代永翼（日本））
是天翼族的族長佐利亞的兒子也是繼承人，外貌與梅里奧達斯相似但個性軟弱，但是手作料理比梅里奧達斯好。為了找尋拯救在天空宮的村莊，於是離開天空宮找尋偉大的白大人，認識七大罪的團員。
艾爾拉蒂（Ellatte，聲：户松遙（日本））
索拉達的青梅竹馬也是未婚妻，外貌與伊莉莎白相似但是個性有點脾氣暴躁，知道梅里奧達斯不是索拉達，但是一直相信索拉達會回來。
巴涅斯（Banes，聲：鈴木黎子（日本））
天翼族的年長祭祀，誤以為霍克是偉大的白大人(簡稱奧西羅)。
佐利亞（Zoria，聲：大塚明夫（日本））
天翼族的族長，索拉達的父親，由於妻子(也是索拉達的母親)不幸捲入上一次的禍年之災和魔神族戰爭中不幸喪生所以對其族相當痛恨，也為兒子索拉達違反規定及法律相當火大(也把誤闖入天空宮的梅里奧達斯看成兒子索拉達)，最後在索拉達的不顧反對法律拔除插入天翼劍拯救梅里奧達斯而改變想法。

## 德魯伊族
信仰女神族并作为教义，能够使用治愈魔法的森林贤者一族。韩德利克森、萨拉托拉斯、伊丽莎白都来自德鲁伊。主要聚居在里欧涅斯王国东南方的伊斯塔尔。寿命和正常人类差不多。虽然不是全部，但大部分都是白发或银发。

德鲁伊一族秘术"净化"，拥有消灭/驱除非自然界灵魂的力量。对于魔神族有显著效果（不止对魔神族有效，对女神族也适用，295话证实）。
由〈四大天使〉的流德雪尔传授于人类。
珍娜（Jenna，聲：茜屋日海夏（日本）；林美秀（台灣）；楊婉潼（香港））
身高：155cm／體重：47kg／生日：4月14日／血型：O型／種族：人類(女神族)／年齡：約1800歳／鬪級3000。
德魯伊的長老之一，札涅莉的姐姐，個性像老年人似的爱念叨，協助梅里奧達斯等人鍛鍊鬪級。喜歡和霍克玩耍。
真正身分是對三千年前的聖戰感到疑惑而中途脫離戰場的女神族神兵，逃離途中附身在路旁瀕死的少女姊妹上，存活至今。由于借来的人类躯体已经死了，所以身体不会变老。
魔力：「封印」（封印）
魔力：「聖櫃」（聖櫃）
為女神族的固有魔力。透過光粒子分解物體，抵銷黑暗。可對魔神族造成特大傷害。
札涅莉（Zaneri，聲：千菅春香（日本）；孫欣瑜（台灣）；羅婉楓（香港））
身高：155cm／體重：47kg／生日：4月14日／血型：O型／種族：人類(女神族)／年齡：約1800歳／鬪級3000
德魯伊的長老之一，珍娜的妹妹，個性較為陰沉，協助梅里奧達斯跟伊莉莎白鍛鍊鬪級，對梅里奧達斯有好感，但也明白这份感情得不到回应。
真正身分是對三千年前的聖戰感到疑惑而中途脫離戰場的女神族神兵，逃離途中附身在路旁瀕死的少女姊妹上，存活至今。由于借来的人类躯体已经死了，所以身体不会变老。
魔力：「天雷」（天雷）
魔力：「聖櫃」（聖櫃）
為女神族的固有魔力。透過光粒子分解物體，抵銷黑暗。可對魔神族造成特大傷害。
提歐（Theo，聲：綿貫龍之介（日本）；曹冀魯（台灣）；郭俊廷（香港））
身高：190cm／體重：103kg／生日：2月17日／血型：A型／種族：人類／年齡：15歳／鬪級1650
守護珍娜和札涅莉兩人的司祭，雖然外表是個巨漢但只是個少年。
魔力：「恩惠」（恩恵）

## 煉獄
魔神王所潜伏，梅里奧達斯的感情遭到囚禁的地点。因為时空扭曲影響，使一分钟會變得如一年般漫長。殘酷的環境會不斷摧殘不幸墮落於此地的可悲的靈魂，直到他們最終成為徘徊於此地的怪物之一。
梅里奧達斯的「感情」
梅里奧達斯因為受到至高神(女神族伊麗莎白的母親)施下的「永恆的生命」詛咒，每當他的肉體死亡時，會有一部分的「感情」被當成復活的代價被留在煉獄中。而本體则逐漸變回像在〈十诫〉时代一般残忍無情。
最初遭遇到魔神王的监禁，魔神王是為了防止牠找到逃离炼狱的出口回到本体。后来因找不到而放弃回去因此深陷绝望，「感情」變成了龍形怪物的樣貌在煉獄中四處徘徊，才讓魔神王會置之不理。直到遇見了闖入煉獄的班後才恢復人形。醒来见到班后嚎啕大哭起来。之后带领班用炼狱的原生生物做起了衣服和武器。与班共同猜测逃出炼狱的关键就在魔神王的身边。由于不是本体不需要进食也没问题。但即使實力不及本體，卻依然能在煉獄那嚴苛的環境中生存。被班說如果「感情」能回到真身的話之後將會沒人能夠與之對抗。
詳細請參見主要人物「梅里奧達斯」。
瓦爾德（Wild，聲：宮野真守）
梅里奧達斯的"感情"和班在煉獄中遇見的野豬，土生土長的煉獄生物，外表長得與霍克極為相似（连叫声也一模一样）。知道魔神王的所在地。自称“到处寻找失散弟弟的徘徊战士（男子汉）”。由於在8000000年（現世16年）以前，弟弟邁爾德（霍克）被魔神王抓走传送到其他世界，所以一边寻找弟弟的下落一边不斷挑戰魔神王，總共120118戰，全戰全敗。最後在345話中與弟弟邁爾德（霍克）相見。
必杀技：突進瓦爾德、旋轉瓦爾德、瓦爾德豚肉。
最終究極奧義：瓦爾德・全開。
魔神王（Demon King）
魔神族的領袖，在3000年前的聖戰被女神族封印在煉獄中。梅里奧達斯與賽多里斯兩兄弟的父親。
囚禁著梅里奧達斯的「感情」不讓其回到外界，但對变成怪物，到处游荡可能逃出的「感情」採取置之不理的態度。推测魔神王看守着通往现世的门扉。藉由不斷的吸收煉獄中的生物而變得更加強大，現在看守著煉獄通往現世的大门。
詳細請參見魔神族「魔神王」。

## 聖劍Excalibur相关者
聖劍是在古代，由泉之公主送給人類戰士的，一把不具魔力的劍，歷任持有者皆用自身的鮮血和靈魂除去劍上的穢氣，不可思議的是，劍不但沒有因為沾上鮮血而生鏽，反而提升了強度和鋒利度。
喀爾芬王
第一任「聖劍Excalibur」持有者。人稱「劍聖」。他是與魔神族戰鬥的勇敢人物。死前為了自己的接班人而用自身的鮮血和靈魂除去劍上的穢氣，不可思議的是，劍不但沒有因為沾上鮮血而生鏽，反而提升了強度和鋒利度。
塔拉提諾斯
第二任「聖劍Excalibur」持有者。人稱「戰王」。繼承了喀爾芬的意志，在病死之前也用自身的鮮血和靈魂除去劍上的穢氣，再傳給接班人。
盲人劍客
某一任「聖劍Excalibur」持有者。是個盲人。
必殺技："無名之舞"：不需要看見就能反擊

## 外部連結
- 電視動畫七大罪在臺灣Animax官網的節目資訊（页面存档备份，存于）